# Természeti népek

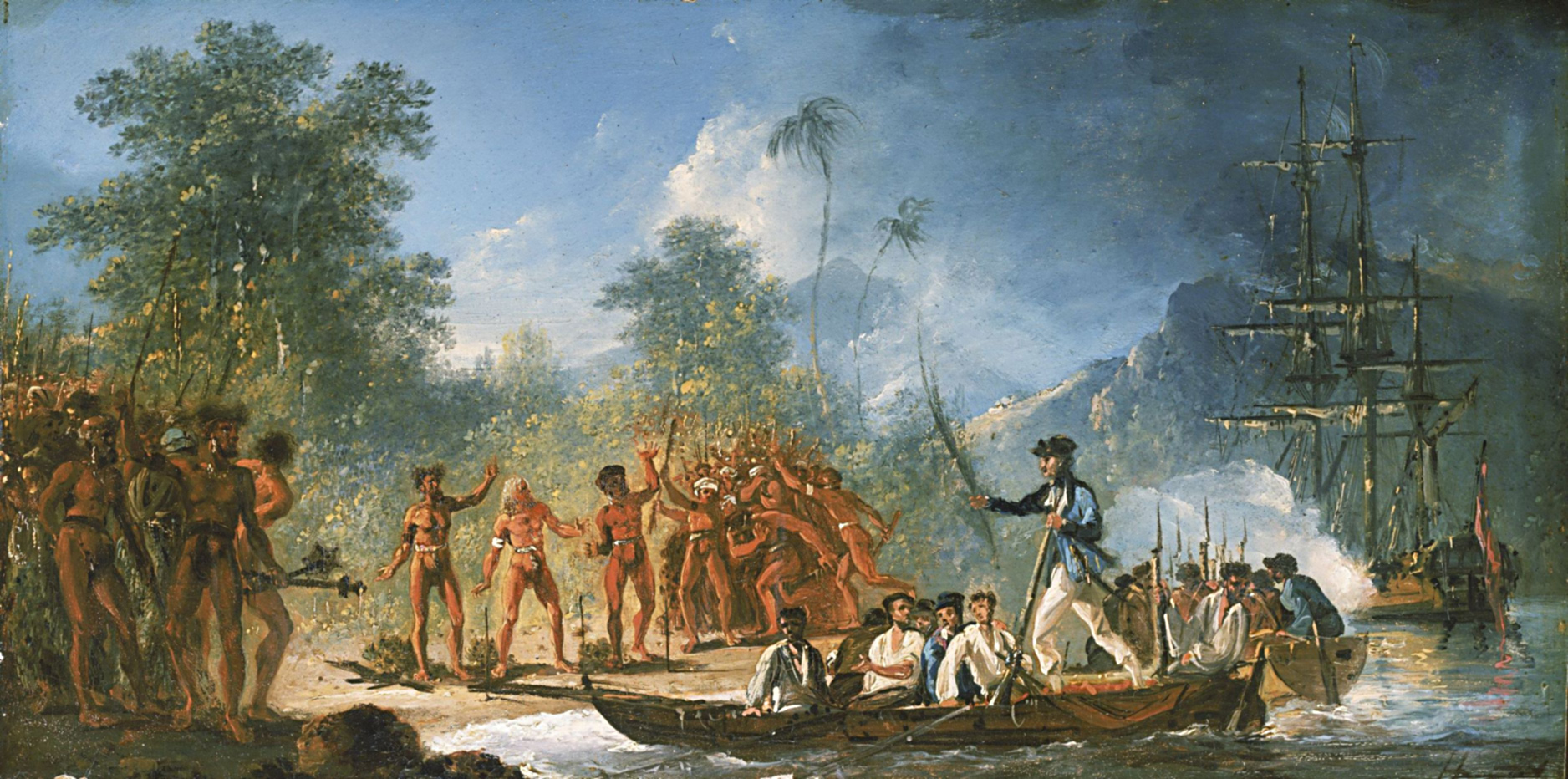
James Cook partra száll a Tana szigeten (Vanuatu) 1774-ben (William Hodges, 1775)

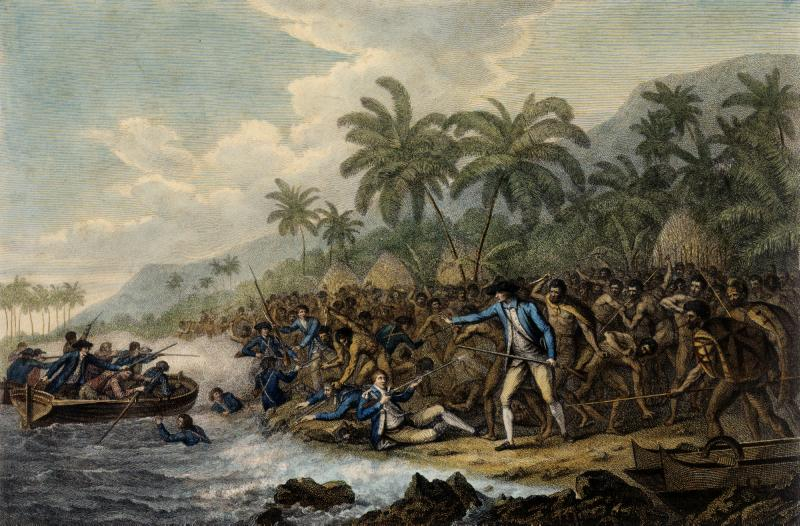
Cook kapitányt 1779-ben megölik a bennszülöttek Hawaii szigetén (John Webber 1784-es festménye)

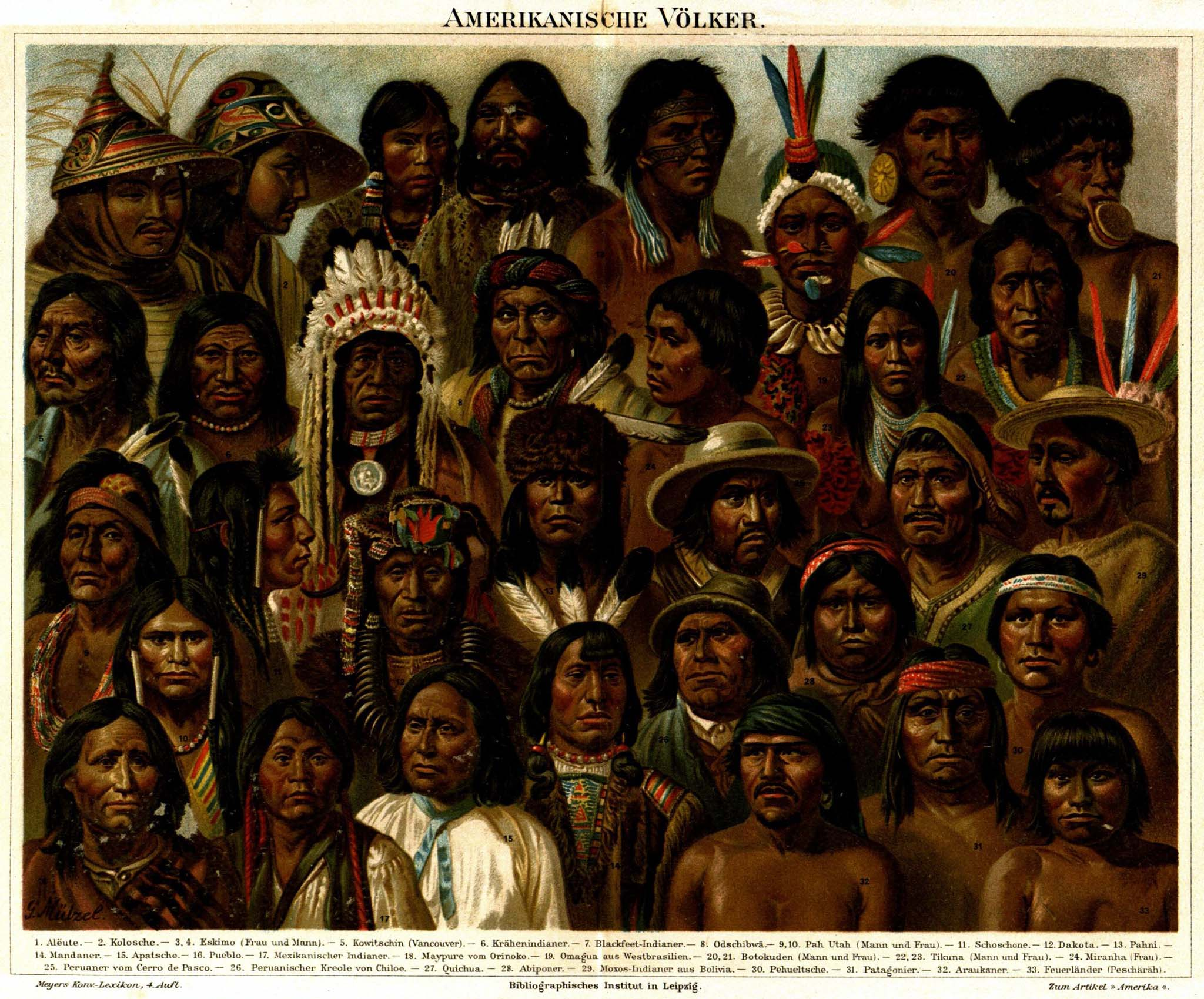
Amerika őshonos népei (Meyers Konversationslexikon, Leipzig, 1885)

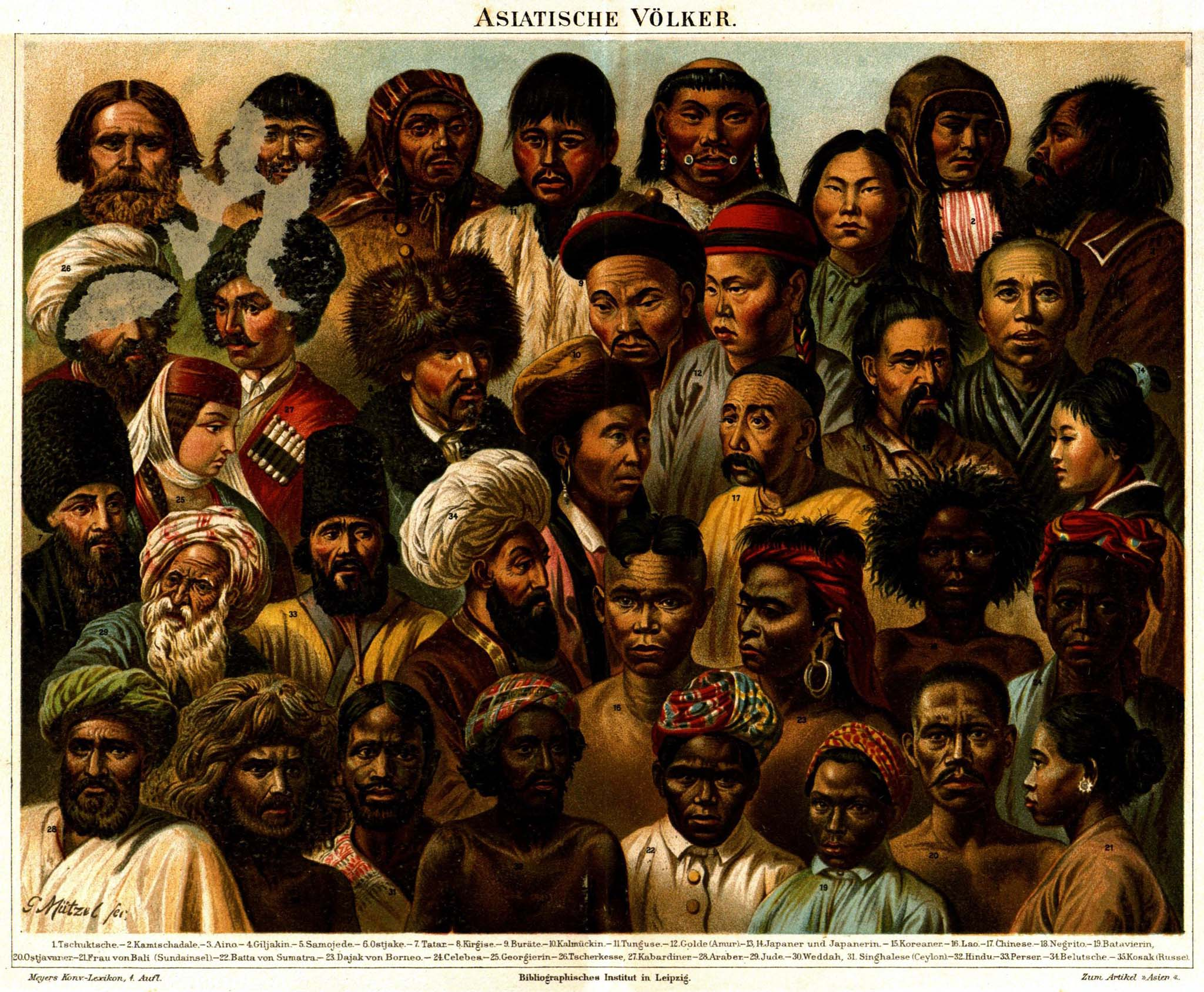
Ázsia őshonos népei (Meyers Konversationslexikon, Leipzig, 1885)

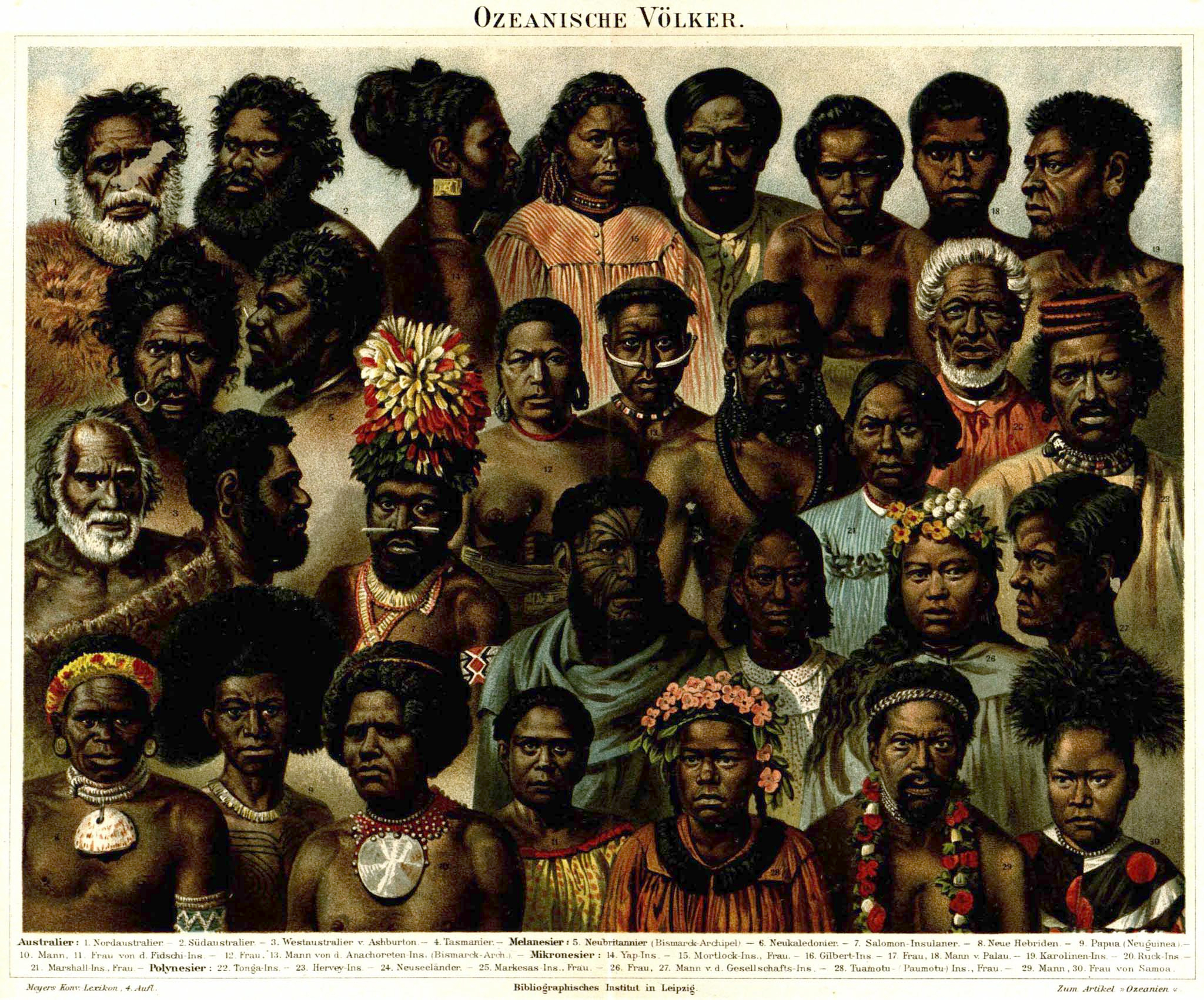
Óceánia őshonos népei (Meyers Konversationslexikon, Leipzig, 1885)

Természeti népeknek vagy régiesen természeti állapotban lévő népeknek szokták nevezni a gyarmatosítás és az európaiak megjelenése idején magasabb technikai kultúrával nem rendelkező népeket – szembeállítva őket az úgynevezett „magaskultúrával” rendelkező népekkel („kultúrnépek”). Előfordul félig-meddig szinonimaként rájuk a törzsi társadalmak (angolul: tribal societies), illetve 19–20. századi könyvekben a primitív népek/társadalmak (angolul: primitive peoples/society), és a (fél)vad népek (angolul: wild peoples), barbár népek/társadalmak (angolul: barbarous peoples/society) kifejezés. Utóbbiak negatív, leminősítő felhangjuk miatt napjainkban már nem használatosak. Olykor alkalmazzák rájuk az őslakos népek (angolul: indigenous peoples) fogalmat is (régiesen autochton népek), azonban ez nem pontos, mivel egy adott területen őshonos lehetett egy kultúrnép is az európaiak megjelenésekor (pl. Japán, Perzsia). A természeti népek közül a napjaiban is eredeti formában meglévő, elszigetelt népekre az úgynevezett érintetlen népek (angolul: uncontacted peoples) fogalmát használják.

## Definíció
A magyar nyelv értelmező szótára (Budapest, 1959–1962):
„Fejlődésüknek viszonylag alacsony fokán levő, rendszerint írásbeliséggel sem rendelkező népek, amelyeknek életmódja jórészt a természettől függ, minthogy a természetnek uralmuk alá kényszerítésére kevés műszaki eszközük van.”
Egyéb meghatározások:
- Uj Idők lexikona, 1941: Primitív népek = az emberiség kezdetleges viszonyok között élő csoportjai; általában életük a természettől jobban függ, mint a kultúrnépeké, ezért természeti népeknek (franciául les naturels, németül Naturvölker) is nevezik őket. A primitív népek az ősi rasszok, népek maradványai; nem összefüggő tömegben, hanem kisebb foltokban élnek Ausztráliában, Dél-Ázsiában, Afrikában és egész szórványosan Amerikában. Gyengébb testalkatuk miatt kevéssé tudnak ellenállni a betörő idegen népekkel szemben, ezért számuk egyre fogy. A tasmánok már kihaltak, a maoriak, ausztráliaiak, hottentották, busmanok száma is csekély. Ide tartoznak az ausztráliaiak és negritók, melanéziaiak és pápuák, dravidák és veddák, ainók, hottentották és busmanok, egyes amerikai törzsek.[8]

## Történetük

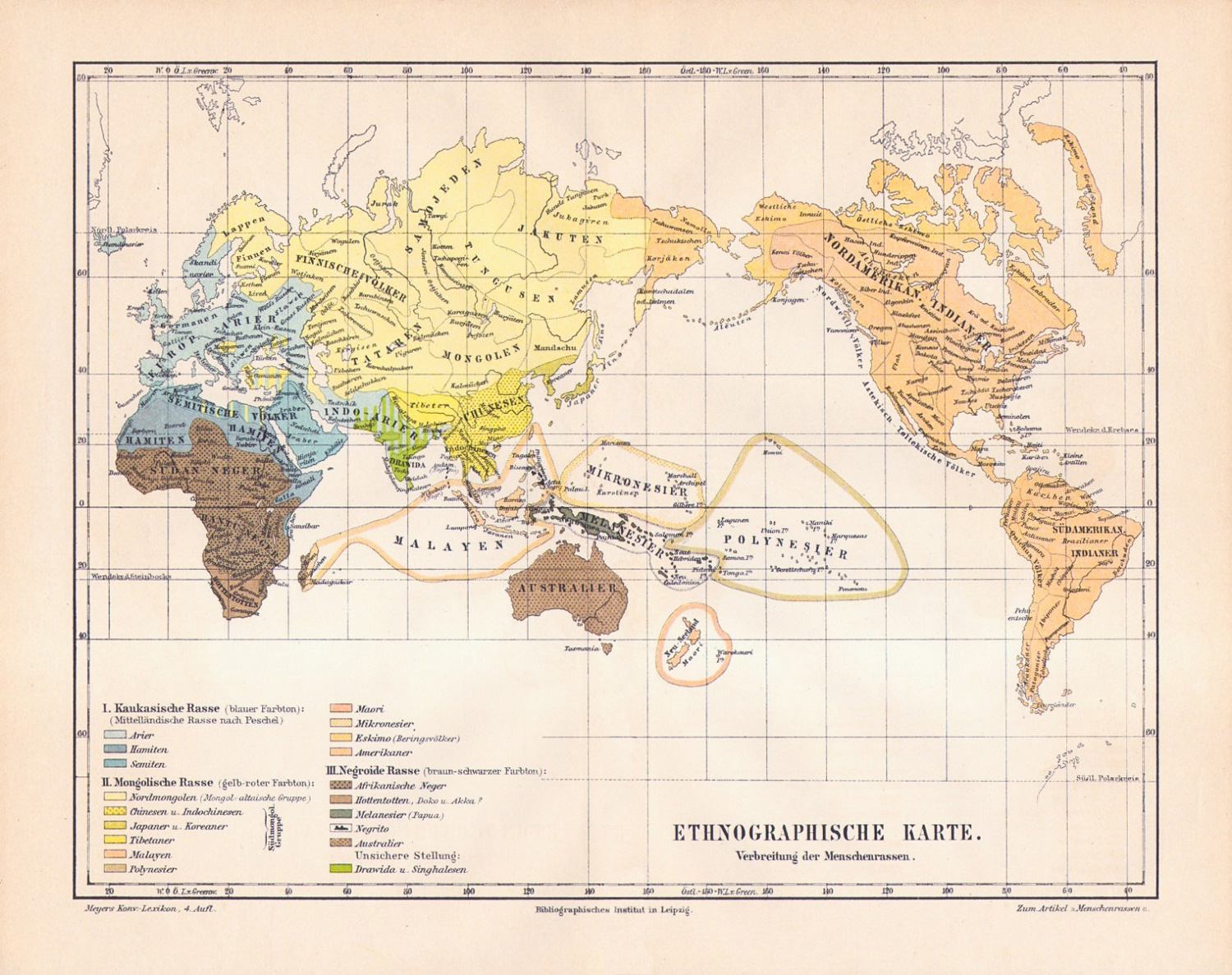
A Föld népei (Meyers Konversationslexikon, Leipzig, 1885)

Valamikor a történelem hajnalán minden nép természeti népnek volt tekinthető (vadászó-gyűjtögető társadalmak), azonban a mesterségek és a földművelés kialakulásától agrártársadalmak megjelenéséről lehet beszélni. Az ipari forradalom idején indusztriális társadalmak keletkeztek, míg a 20. század második felétől az informatikai–technológiai forradalom, és a szolgáltatások (harmadik szektor) fellendülése okozott jelentős társadalmi átváltozást.
A fentiekből következik, hogy a természeti népek száma a történelem során folyamatosan csökkent, napjainkra jelentős részük fel is számolódott. Habár a középkor óta a kereskedők és a keresztény misszionáriusok sok helyre eljutottak, kapcsolatba kerültek ilyen népekkel, azok rendszeres kutatása a néprajztudomány fejlődésével indult meg az ipari társadalmakban a 19. században, habár számos korábbi műben is olvashatók természeti népekre vonatkozó jegyzetek. A néprajz Európán kívüli világgal kapcsolatos kutatói tudományterületét etnológiának hívták, a 20. századtól inkább a kulturális antropológia kifejezés nyert honosodást.
A 19. században kialakult megközelítés szerint nem tartoznak ide az Európán kívüli népek közül az úgynevezett „magaskultúrával” rendelkező társadalmak. A nomád népek megítélése vitatott, egyes nomád népeknél megjelent az írásbeliség, az állammá szerveződés (pl. Mongol Birodalom). A civilizáció fogalmát is elsősorban hozzájuk szokták kötni. Jellemző a régi, nagy világtörténeti irodalmi művekre, hogy aránytalanul sokat foglalkoztak az Európai népek történetével, ugyanakkor a távoli magaskultúrák bemutatását (az ókori Kelet leszámításával) rövidre fogták. Természeti népek történetével nemigen foglalkoztak. Ennek oka nyilvánvalóan az írott források hiánya, ugyanakkor az európai kultúrfölény is megfigyelhető.
A 21. századra a Föld nagyjából teljes területe felfedezetté vált. Ebben a munkában – és a természeti népek tanulmányozásában – több magyar tudós és utazó is részt vett. Talán leghíresebb volt közöttük a Pápua Új-Guineában kutató Bíró Lajos (1856–1931). A modern technikai vívmányok, gondolatok, nézetek az információáramlásnak köszönhetően a világ egyre nagyobb és nagyobb részét kapcsolják bele a globális „vérkeringésbe”. A 20. század folyamán több könyv született az utolsóknak vélt „vademberekről”. Ennek ellenére még mindig van néhány törzs, amely természeti népként éli az életét – és kevés, vagy éppen semmilyen kapcsolatot nem tart a környező globális világgal:
„Jelenleg 150 millió ember él ilyen jellegű társadalomban. Napjainkra szinte minden törzs tudatában van annak, hogy létezik a közösségükön kívül egy másik világ és többségük közvetlen vagy közvetett formában kapcsolatot alakított ki a modern emberrel. Viszont Amazónia esőerdőiben, az Andamán- és Nikobár-szigeteken, Nyugat-Pápuán (Irian Jaya) és Pápua Új-Guineán találunk még olyan apró közösségeket, amelyek nem tartanak fenn semmilyen békés kapcsolatot a modern civilizációval. Ezeket nevezzük érintetlen törzseknek.”
A globális társadalomtól elzárkózásra példa volt az Índio do Buraconak nevezett indián férfi esete, aki Amazóniában élt, és az 1990-es évektől teljesen magára maradt törzse utolsó tagjaként. Kerülte a civilizációt, és évtizedes próbálkozások ellenére sem sikerült vele kapcsolatot kialakítani a külvilágnak. 2022-ben hunyt el, ezzel néhai törzse szokásainak titkát magával vitte a sírjába.

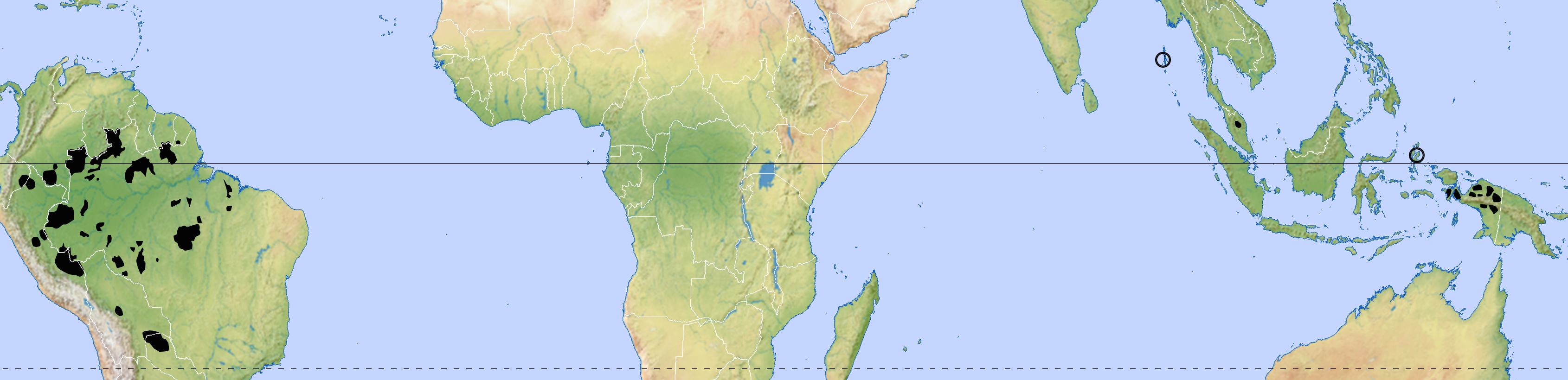
Érintetlen vagy nagyrészt érintetlen természeti népek napjainkban

Megfigyelhető egy olyan folyamat is, hogy technikailag fejlettebb (európai eredetű, vagy éppen globális) civilizációval találkozik egy természeti nép, azonban nem fordul el teljesen a saját hagyományaitól, hanem bizonyos szinten megőrzi, beleépíti megváltozott életformájába. Ezt a vonalat képviseli napjainkban a multikulturalizmus filozófiája is, amely szerint – a korábbi korszakok leuraló, gyarmatosító klasszikus európai gondolatával szembefordulva – a kulturális és a nemzeti sokszínűség érték, és az etnikai kisebbségiségek, csoportok nem beolvasztásra, csendes elpusztításra, hanem éppen megőrzésre méltóak. Már az 1970-es években rámutatott Adolphus Peter Elkin (1891–1979) anglikán lelkész, néprajztudós Ausztrália őslakóiról írott könyvében, hogy mennyire nem szerencsés dolog lenézni a természeti népek szokásait:
„Hajlamosak vagyunk arra, hogy alábecsüljük a természetből élő vadászok és gyűjtögetők alapos környezeti ismereteit. Ezeknek az embereknek mindent kell ismerniük törzsi területeiken, tudniuk kell, mi ehető, és mi nem; tudniuk kell, hogy az örökölt tudás és eszközök birtokában hogyan szerezhetik meg a különböző élelmeket, s hogy azokat hogyan kell elkészíteni (ami néhány yam, illetve csonthéjas gyümölcs és rügy esetében meglehetősen munkaigényes folyamat, mert először ki kell vonni belőlük a mérgező anyagokat); tudniuk kell, mikor és hol számíthatnak a különböző élelmiszerforrásokra, hogy felkészülhessenek a gyűjtögetésre vagy a vadászatra. Mondhatjuk úgy is, hogy ismerniük kell a különböző jelzéseket és az évszakokat.”
A természeti népek kutatásában osztozik a néprajzzal több más tudomány, így a történettudomány, a szociológia, a vallástörténet, a nyelvészet, a művészettörténet, és újabban a környezetvédelem.

### Képválogatás a kortárs természeti népekről

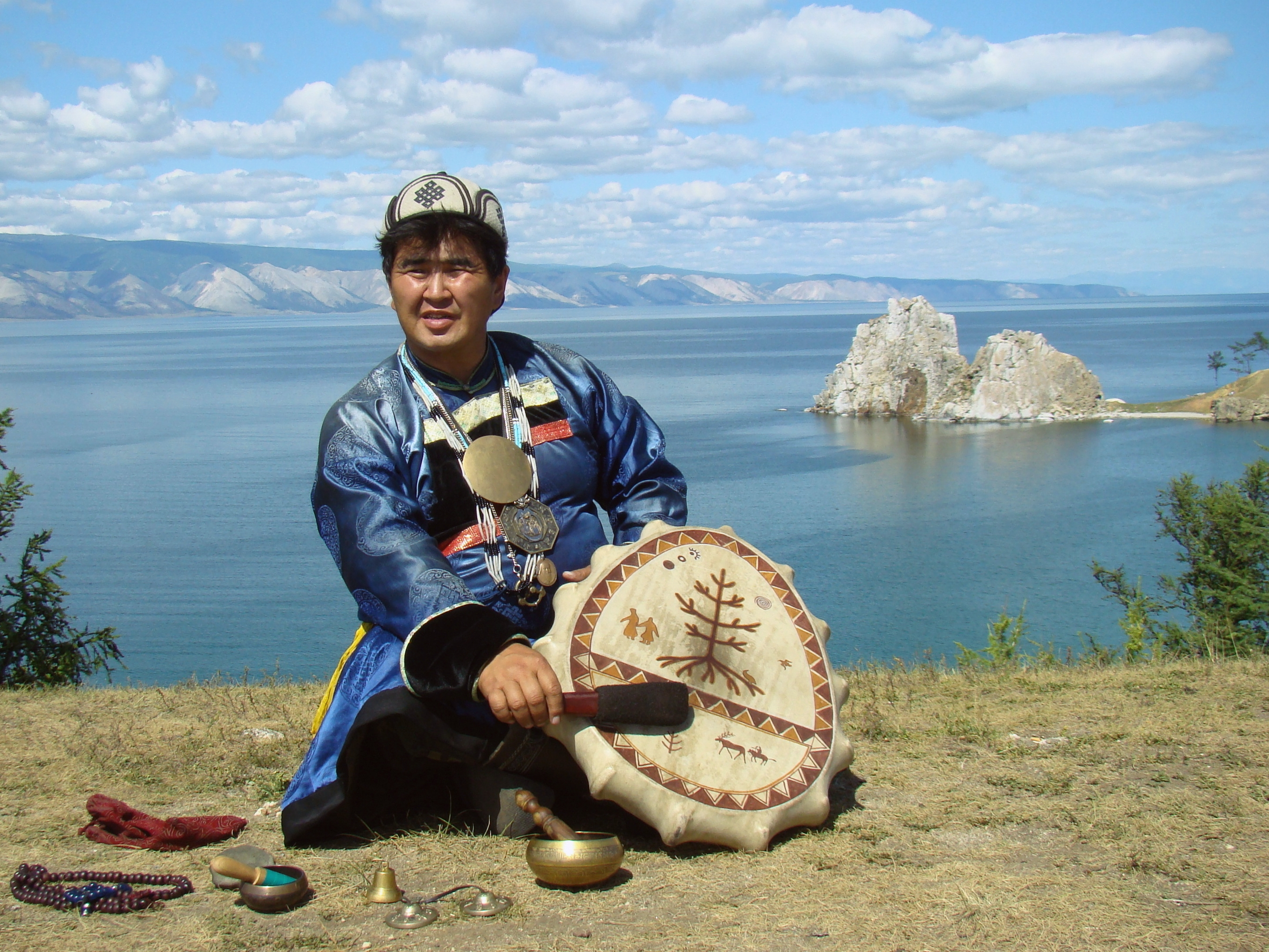
Burját sámán a Bajkál-tó mellett (fénykép, 2009)
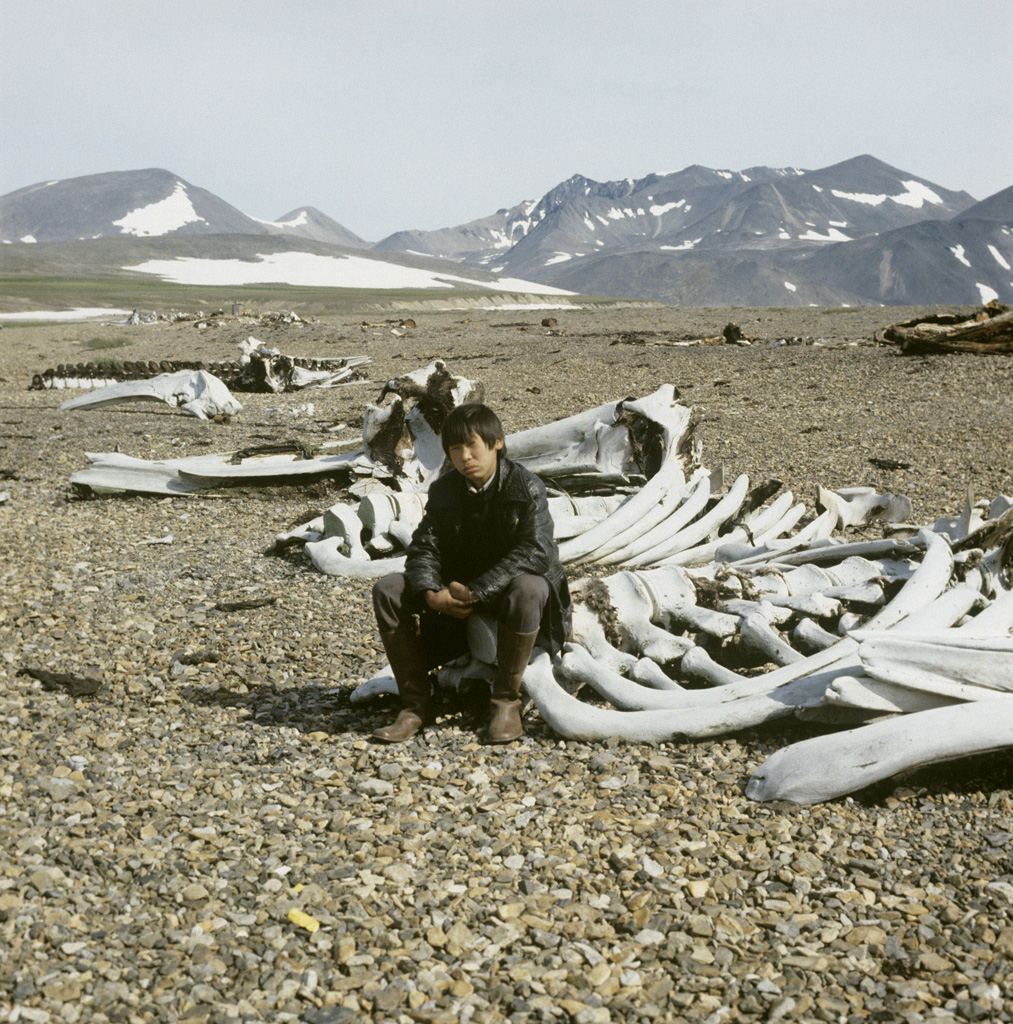
Csukcs fiú bálnacsontvázzal (fénykép, 1982)
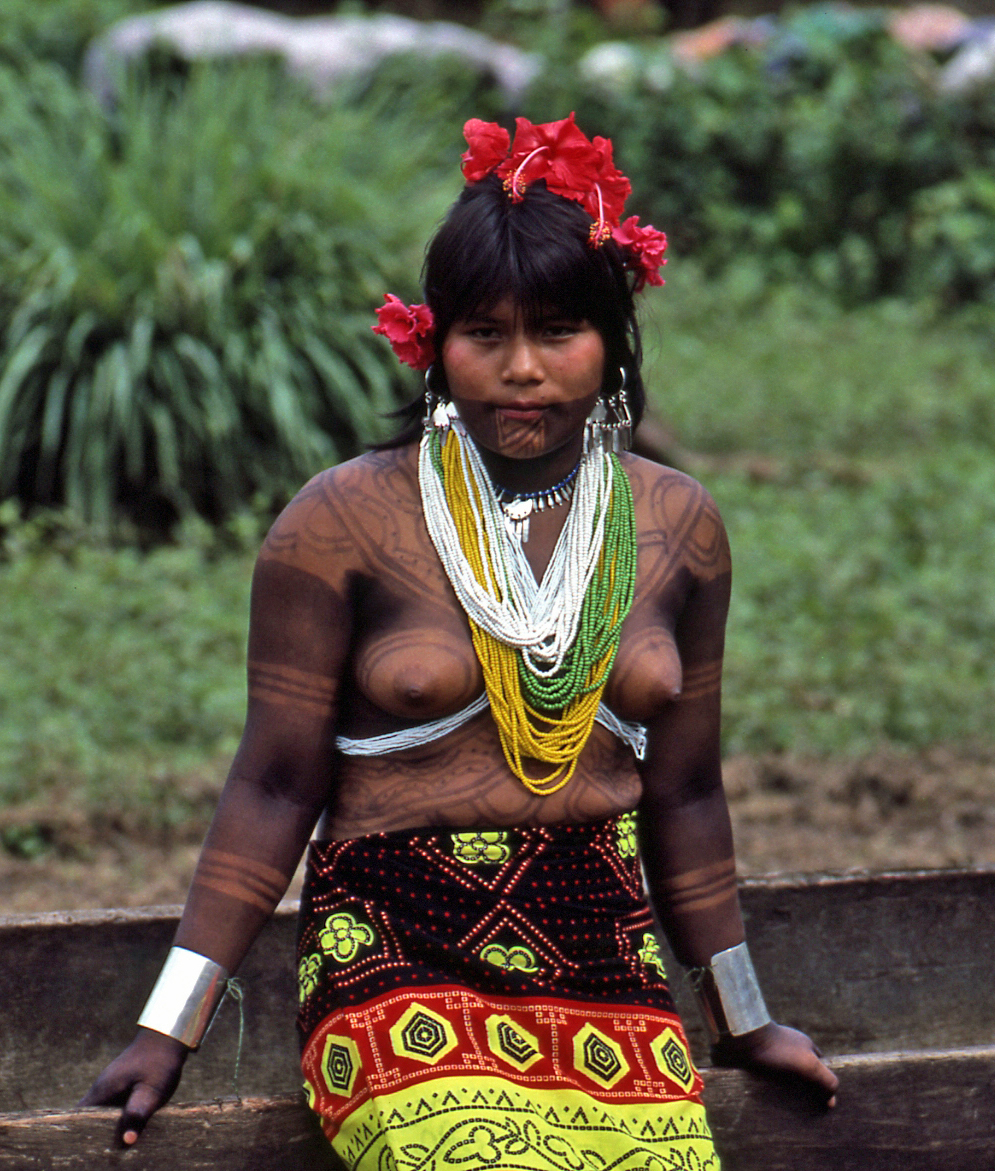
Hagyományos testfestésű panamai indián nő (fénykép, 1988)
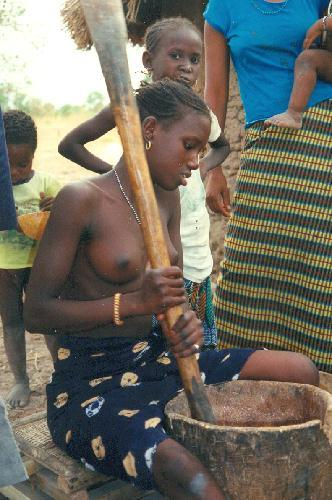
Hagyományos technikával gabonát őrlő nő Gambiában (fénykép, 2003)
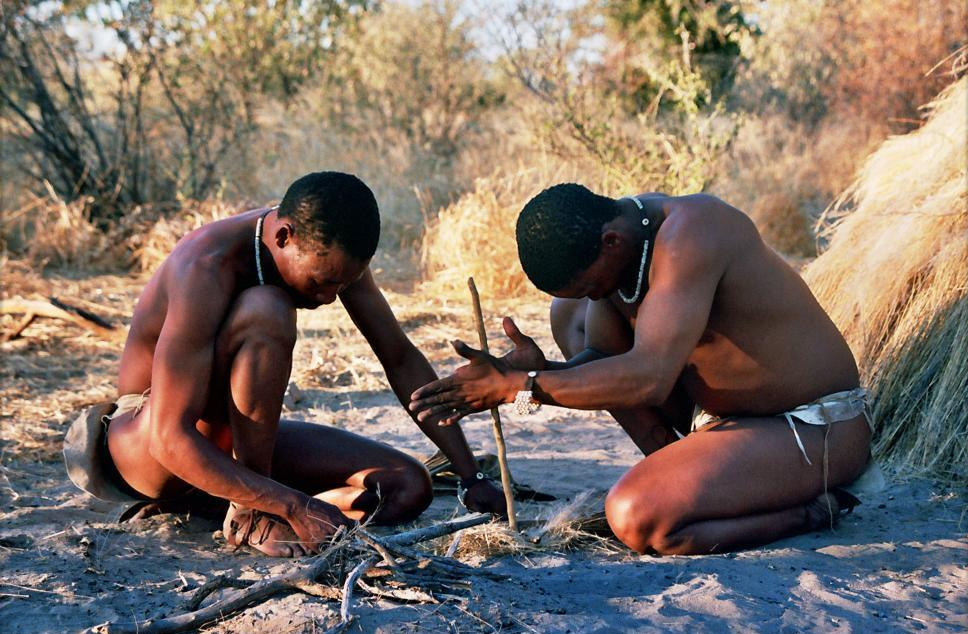
Tüzet gyújtó busmanok Botswanaban  (fénykép, 2005)
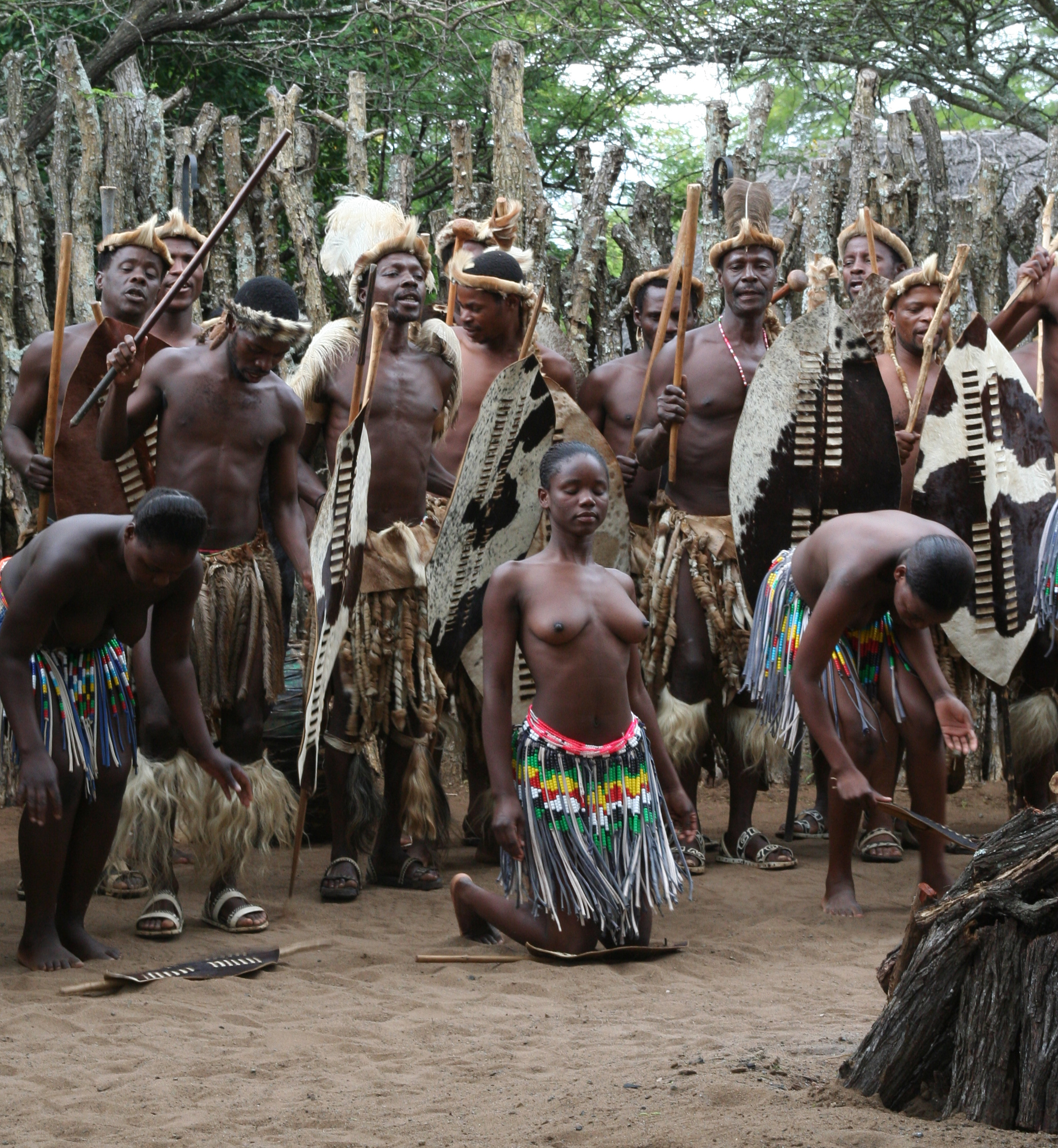
Dél-afrikai zuluk törzsi viseletben (fénykép, 2007)
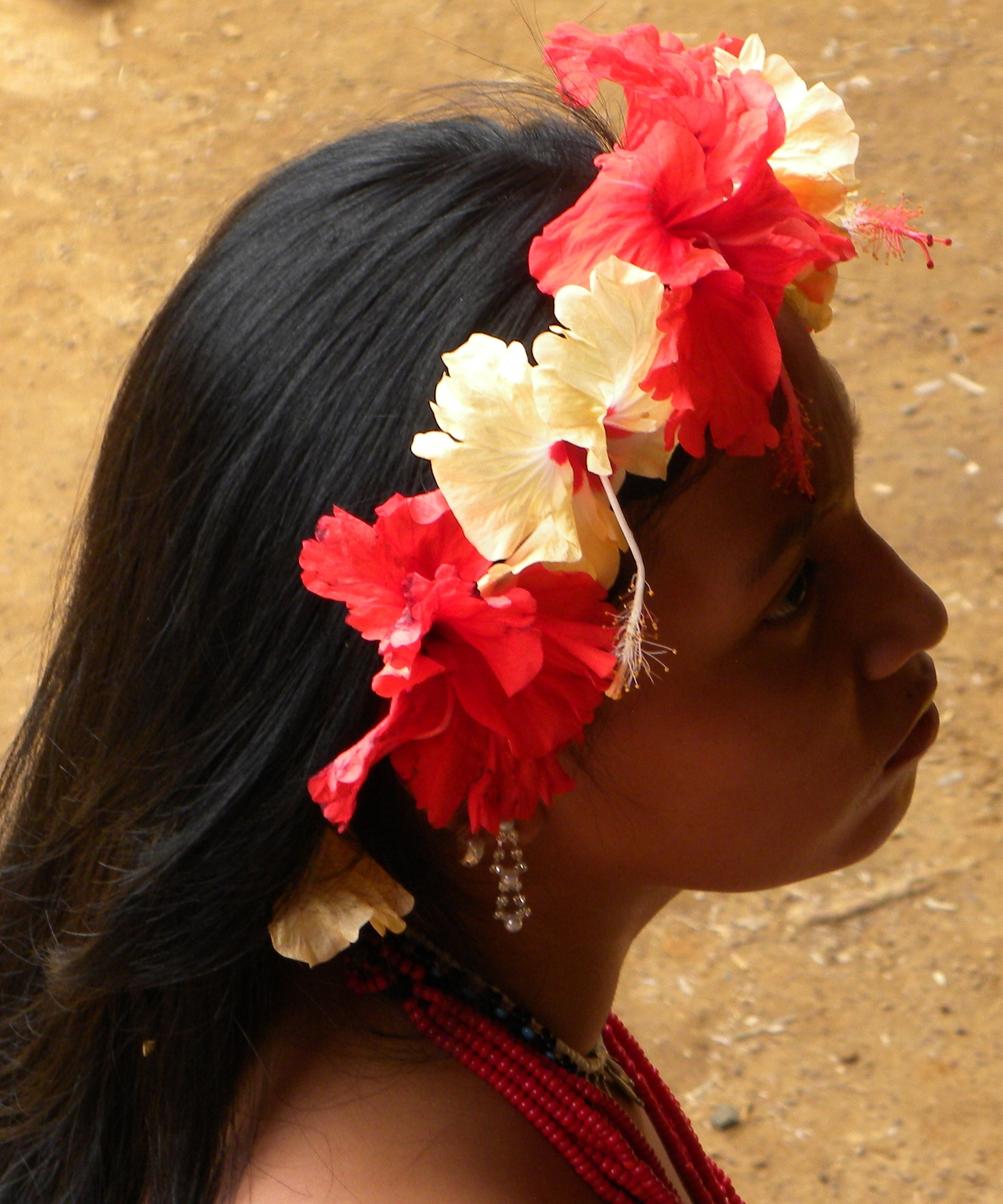
Panamai indián leány napjainkban (fénykép, 2009)
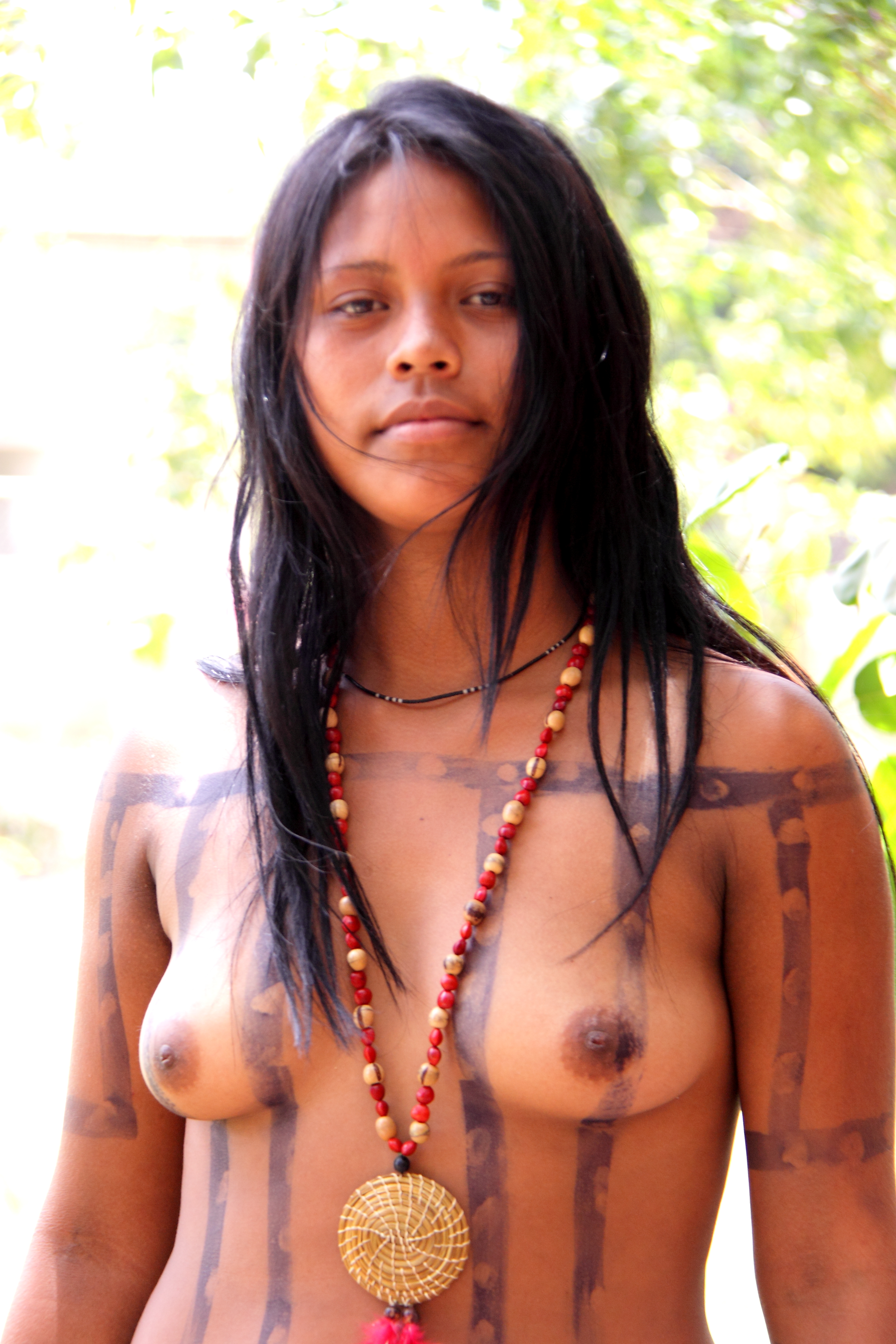
Xerente törzsbeli leány Brazíliában (fénykép, 2009)
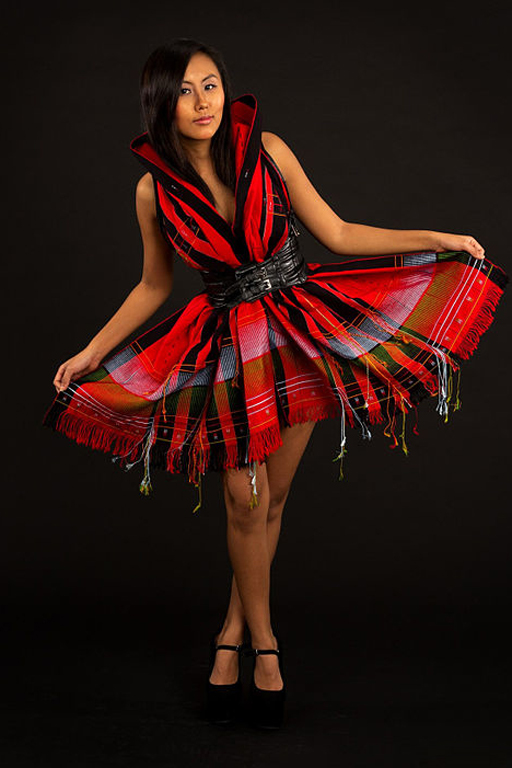
Nága (India keleti sarka) származású leány törzsi ihletésű ruhában (fénykép, 2012)
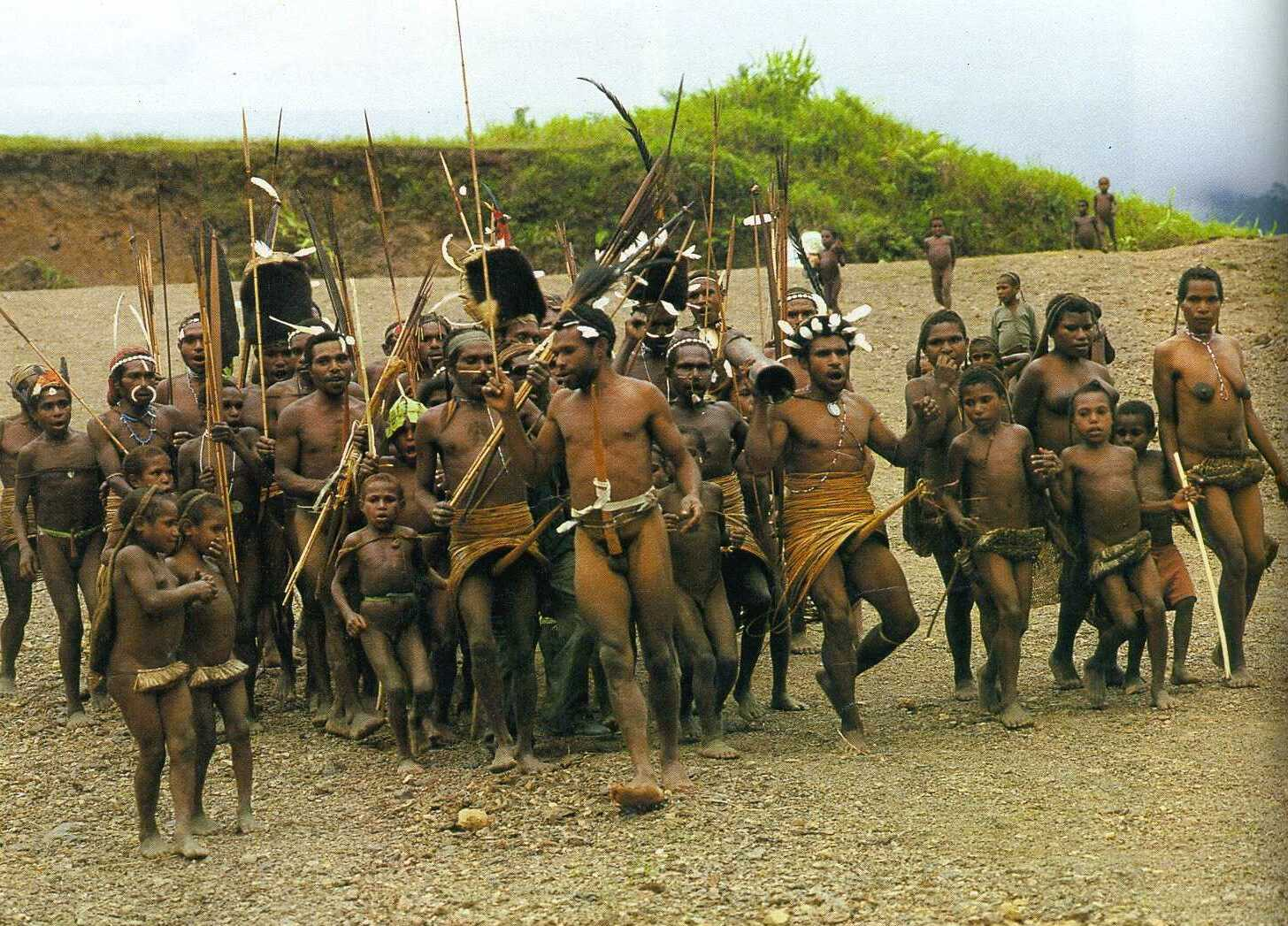
Pápuák (fénykép, 2010)
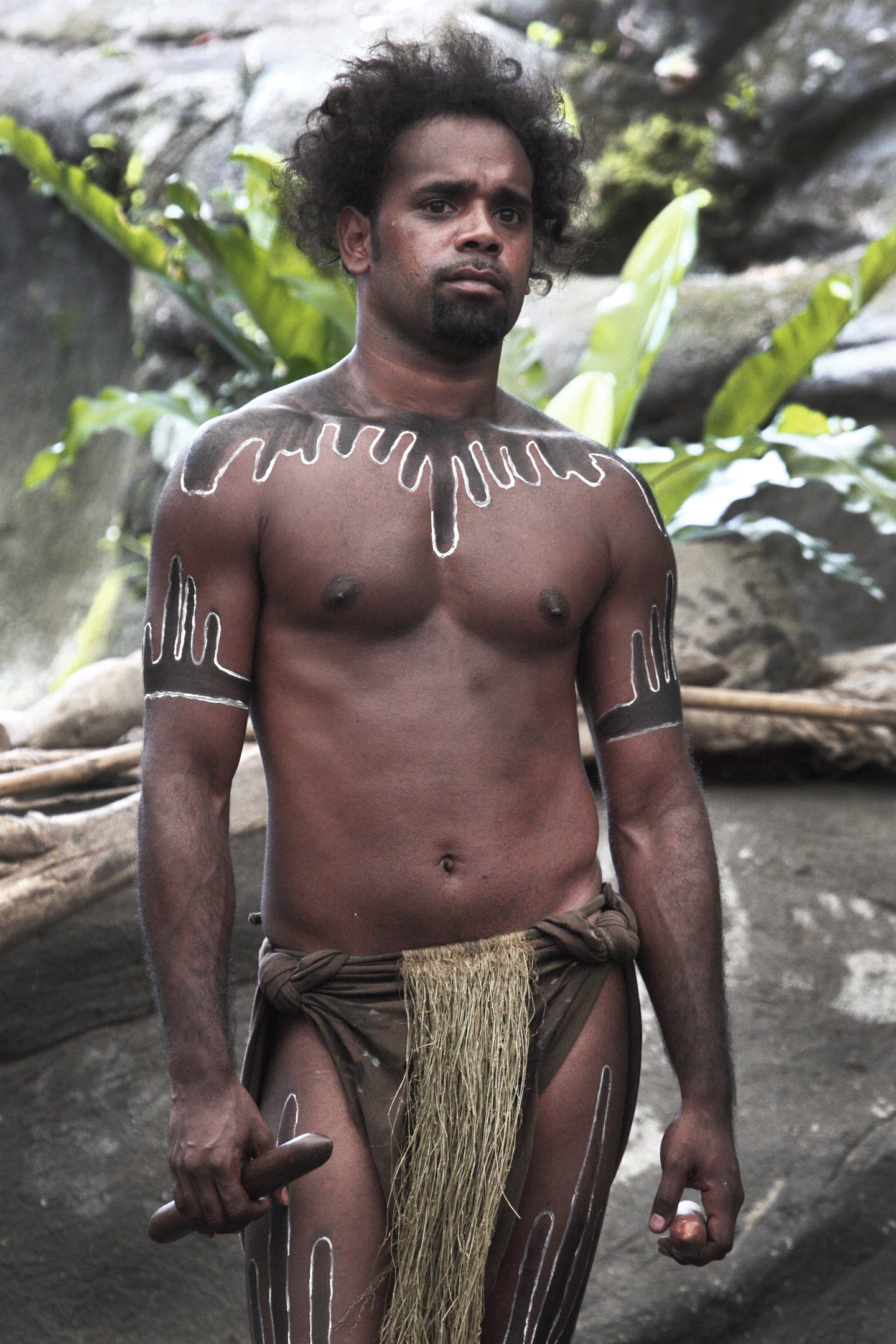
Őshonos ausztráliai (fénykép, 2011)
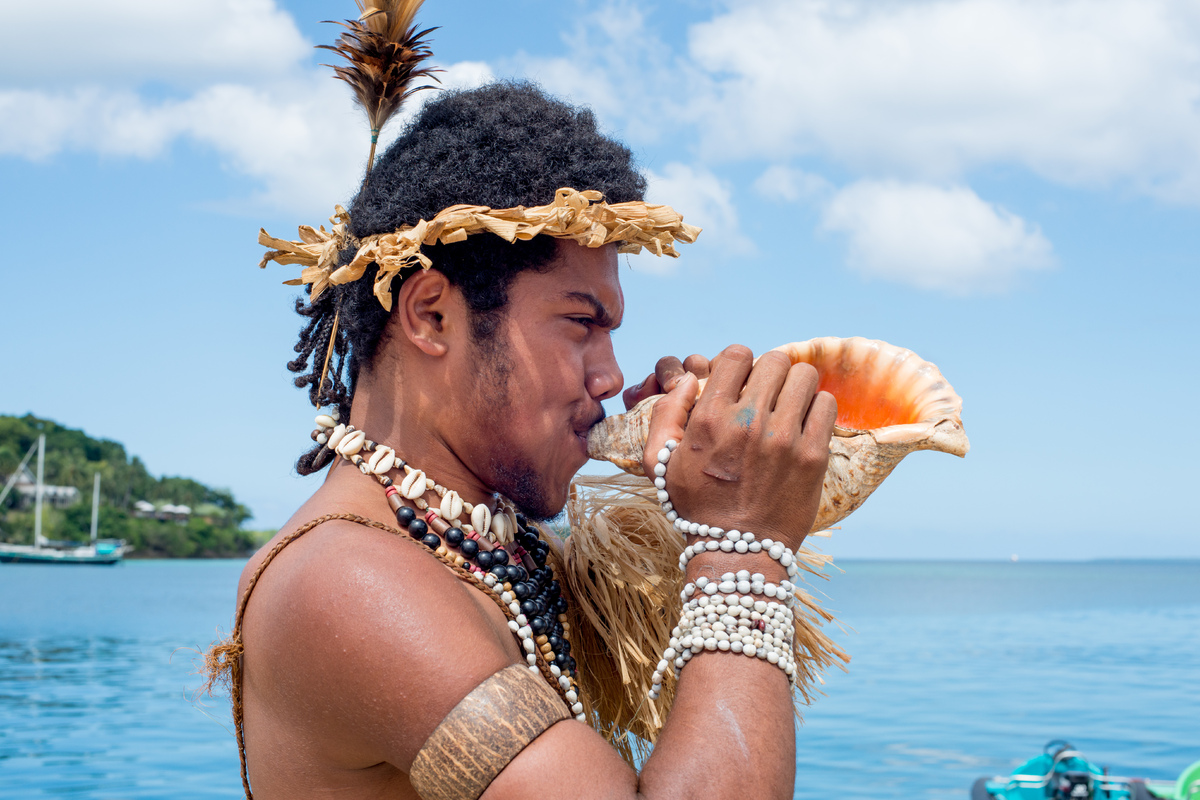
Kagylókürtöt fújó vanuatui férfi (fénykép, 2013)
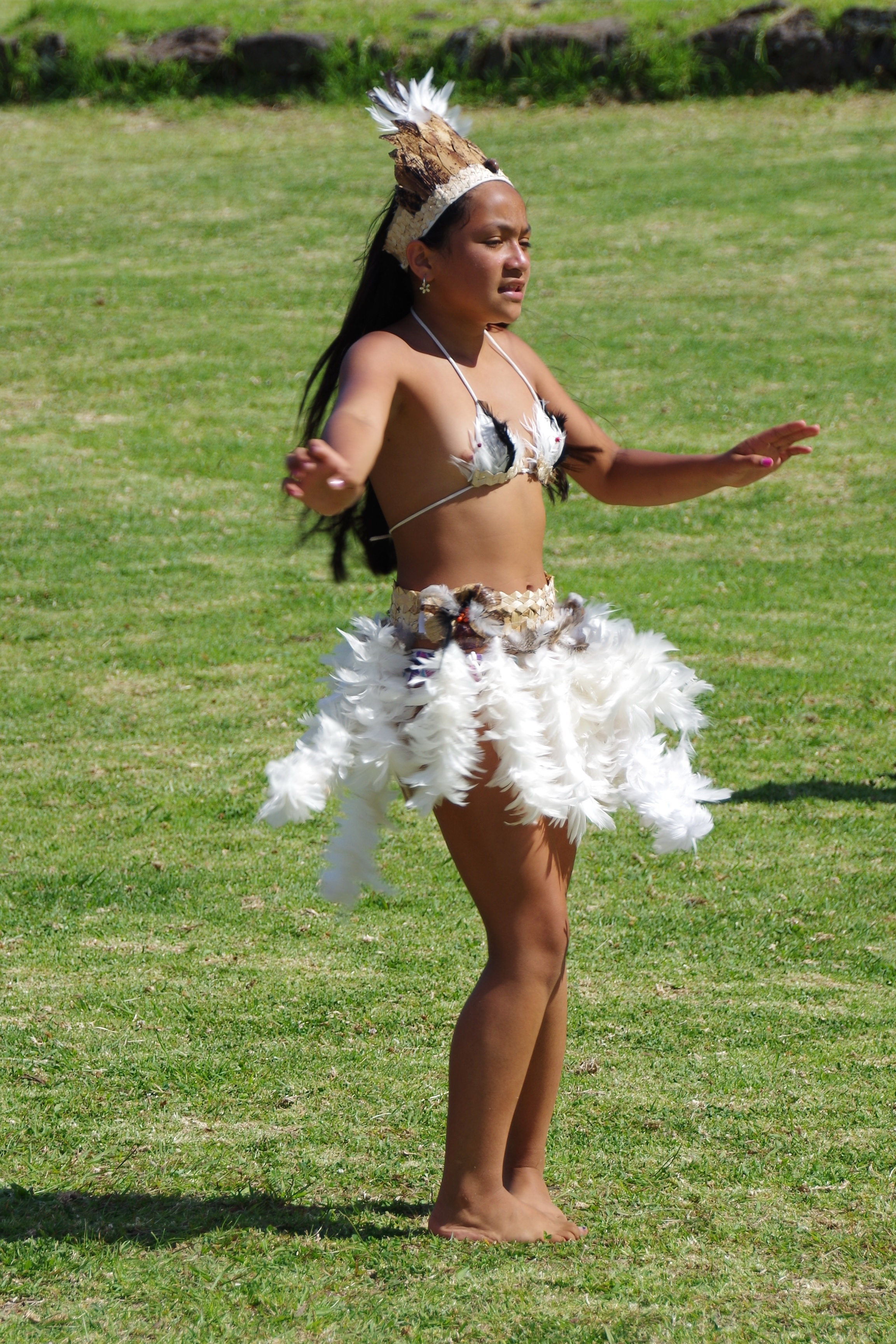
Táncoló őslakos népviseletben a Húsvét-szigetről (fénykép, 2007)

## Számuk
A hosszú időn át (őskortól egészen a modern időkig, XIX–XX. sz.) természeti népként minősíthető népek száma nem ismert. Míg a „magaskulturát” alkotó népeket számát a magaskultúrák számából közelítőleg meg lehet határozni, a természeti népeknél erre nincs lehetőség. Igen nagy számukra a feltárt (jellemzően írásbeliség nélküli) nyelvek sokaságából lehet következtetni. Példa erre, hogy a Fodor-féle A világ nyelvei és nyelvcsaládjai című mű utal arra, hogy az európaiak megjelenése előtti időben csak Pápua Új-Guineában, ill. Ausztráliában 600-700-féle nyelvet beszéltek az őslakosok. Ezeket a számokat alapul véve, a régi természeti népek száma több ezerre tehető.

## Kulturális megnyilvánulásaik
Tekintve, hogy számos természeti nép az idők során kipusztult, eltűnt, egybeolvadt a gyarmatosítókkal, és/vagy átvette azok kultúráját – kultúráik megismeréséhez már csak a régebbi az európai néprajztudósok munkái használhatók. Ők a 19–20. század folyamán még kapcsolatba léphettek az újonnan felfedezett természeti népekkel, és legjegyezhették bizonyos szokásaikat, mielőtt a hódítók világa fokozatosan elpusztította volna azt. Ebből következően az alábbi leírások is elsősorban a 20. század elejének kutatási eredményeit rögzítik, amelyek mára már részben nem élő szokásokról szólnak. Ilyen kutatási eredményeket foglalt össze például A Műveltség Könyvtára-sorozat A művészet könyve – A képzőművészetek történeti és technikai fejlődése, A zene fejlődéstörténete (Budapest, 1909) című kötete, illetve az Új lexikon (Budapest, 1936) több szócikke is.

### Irodalmuk
Ahogy vallásos gondolkozás és cselekvések bizonyos formái nélkül nem találhatunk természeti kultúrára, ugyanígy még a legkezdetlegesebb életszinten is megtalálhatjuk az irodalmiság jelentkezési formáit. Bár a  differenciált irodalom ezekből a kezdetekből indult ki, mégis a természeti népek irodalmisága lényegesen különbözik tőle. A zene, ének, tánc, színjátékszerü szokások, epikus hagyományok és mesék összefüggnek, és a különböző korai műfajok között mind formai, mind tartalmi átjátszások vannak. Ezek az irodalmi jellegű cselekvések és hagyományok továbbá szoros összefüggésben vannak az illető természeti kultúra vallási és társad, tradícióival, törvényeivel: a társadalmi, többi élettényeitől el nem választható élettények, funkciók. A fejlődésvonal a kezdetleges ősnyelvtől az irodalmi formákig nem állapítható meg. A természeti népek irodalma, éppen úgy, mint a zene, a test kifestése, egyes gesztusok vagy táncmozdulatok a törzs életének a szolgálatában állott és meghatározott szerepe volt. Ezért osztják fel a primitív költészetet pl. munkadalokra, harci, ünnepi, szerelmi, vallásos, mágikus költészetre. Ezekben a költői alkalmakban sokszor az elválaszthatatlan ének és kezdetleges zenei kíséret mellett még a színjátszás és tánc elemei is egyesülhetnek.
Formailag a kezdetleges indulathang ismételgetésektől a szó, mondat, kívánság ritmikus ismételgetéseiig s a bonyolult gondolat- és szerkezetritmusoktól, az európai költői formáinkra emlékeztető versszerkezetekig sok típust találhatunk. Mindig a közösség igényeinek és kívánalmainak közvetítői nemcsak a termékenységi varázslat, a harci győzelem, vadászat, társas ünnepek, avatási szertartások idején, hanem a legegyénibbnek látszó életmozzanatokban is. Ugyanez jellemzi dramatikus szokásaikat, amelyeknek célja vallásos és társadalmi. Ez az improvizációkkal telt drámai művészet, amelynek szintén voltak szigorú hagyományai (pl. magas álarckészítő kultúra), az európaiak számára alig őrizhető meg, és jelentésekkel teli koreográfiája nélkül semmitmondó. Közvetlenebbül megközelíthető a természeti népek meseirodalma – bár ez is szerves összefüggésben van a természeti vallásos világképpel, a különböző paraszti meseirodalmak miatt jobban átélhetők az európaiak számára is. A különböző vallási, mitikus, mágikus mesék, eredet- és állatmesék az illető kultúrkör tipikus kifejezői. Így a különböző nomadikus-, pátriárkális, és földmívelő-mátriárka kultúrák meséi között morfológiai különbségek vannak. A természeti népek irodalmi alkotásai a korai kultúrák és vallásos világkép jobb megértését szolgálják. A 20. századi néprajzi gyüjtők azonban Brazíliában is, Afrikában is inkább pusztulásukról számolhattak be: az európai civilizáció fokozatosan kiszorította az emberi irodalmi kifejezőigény e régibb formáit.

### Képzőművészetük

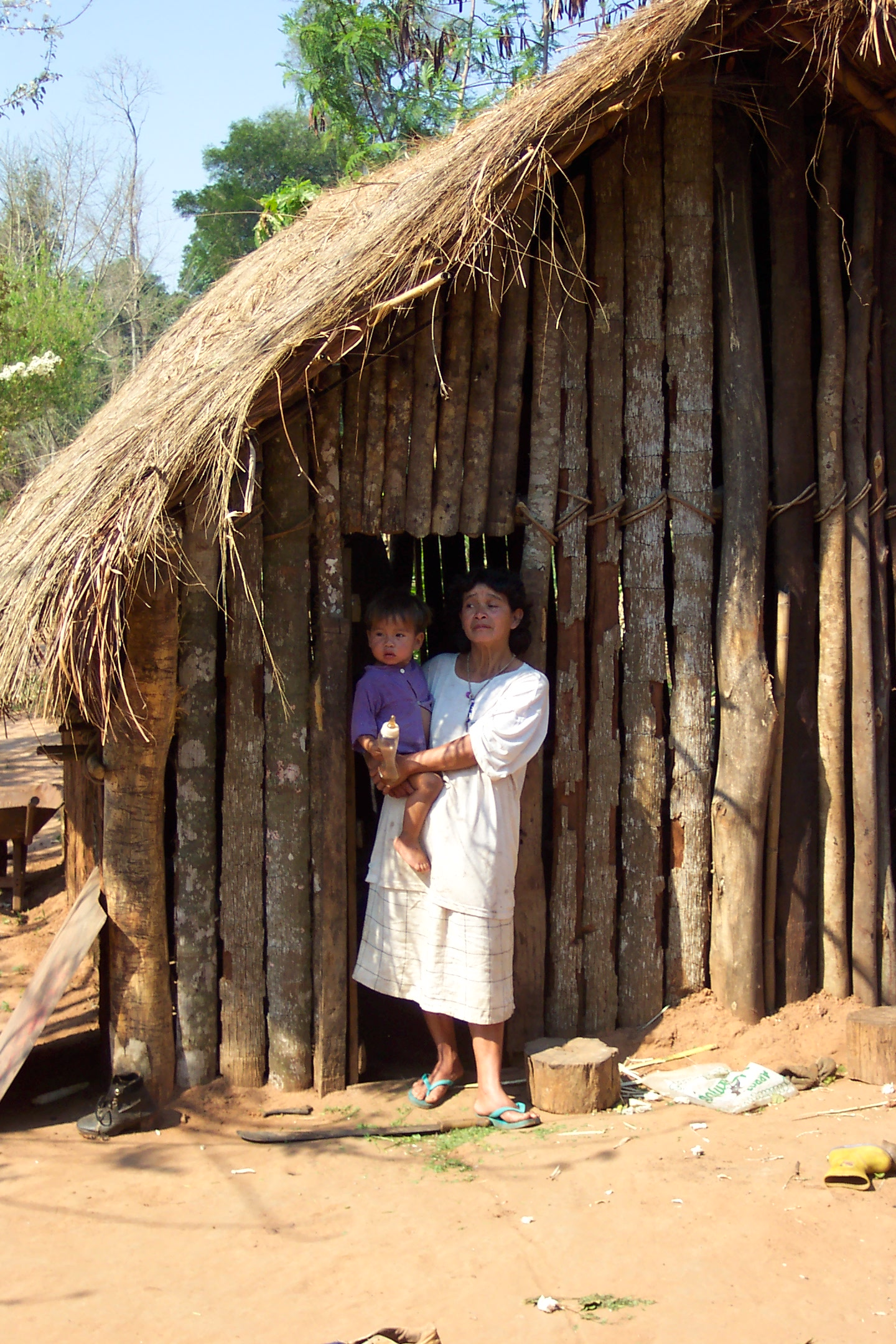
Paraguayi nő gyermekével kunyhójuk előtt

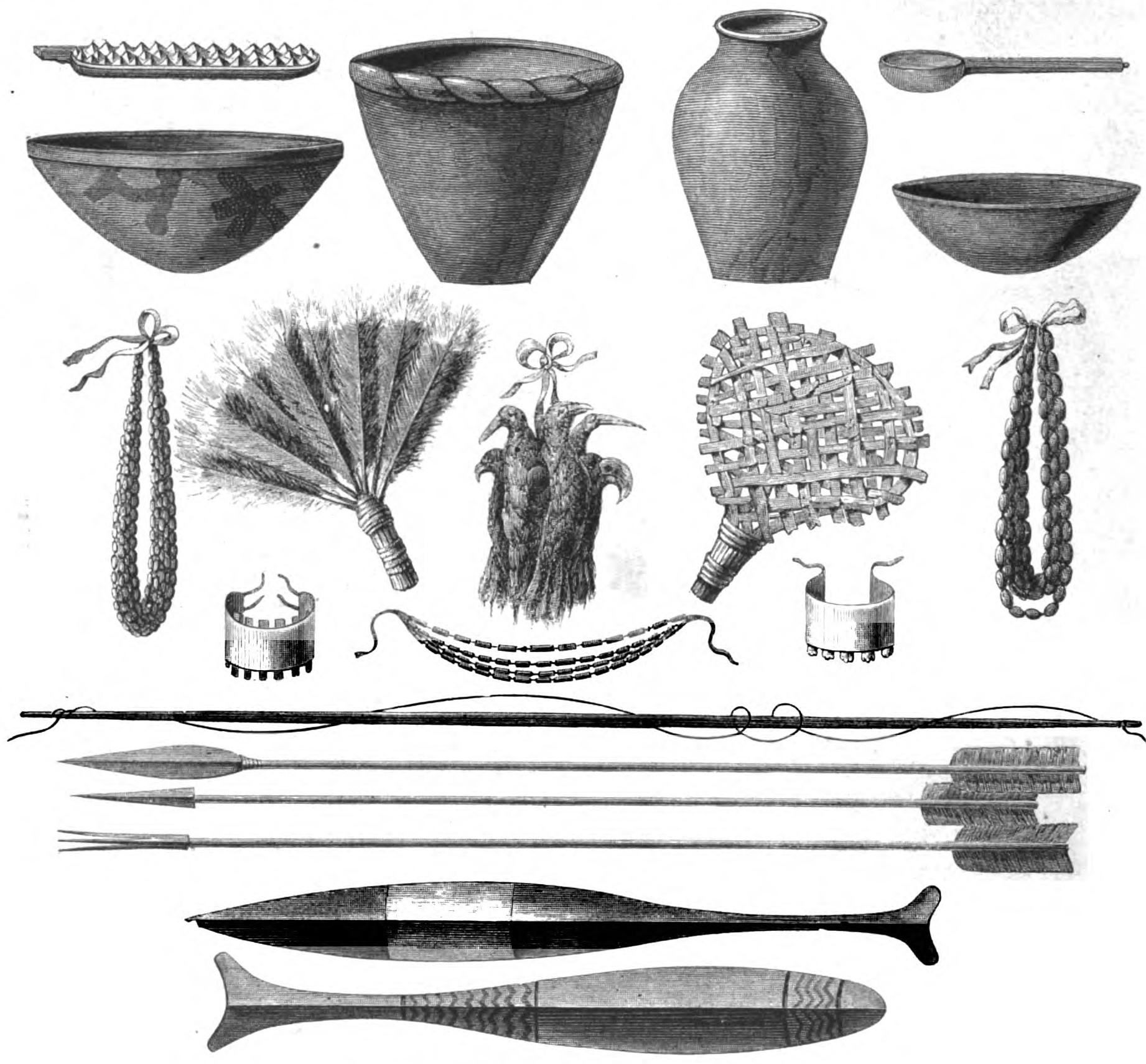
Perui indiánok használati eszközei

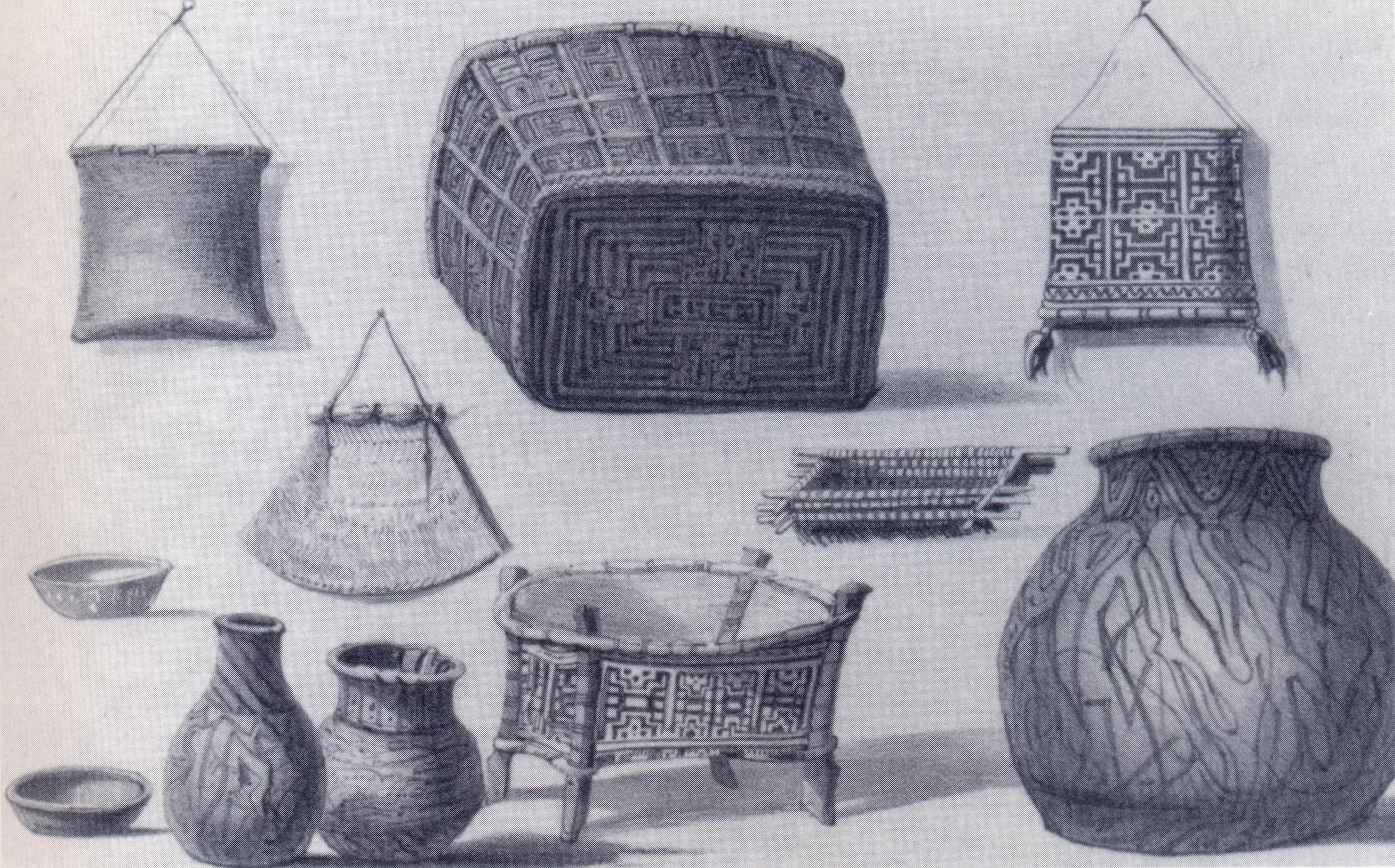
Guyanai indiánok használati eszközei

A természeti népek művészete összefoglaló elnevezése mindazoknak a művészeti és iparművészeti alkotásoknak, amelyek a kultúra alacsonyabb színvonalán álló népektől erednek. Nem tartoznak tehát e fogalomhoz a magasabb kultúrszínvonalat elért népek ősi, archaikus művészete és azok a művészetek sem, amelyeket olyan népek vagy néprétegek fejlesztettek ki, amelyeknek primitív kultúráját valamely magasabb kultúra érintette vagy keresztezte. Nem tartozik tehát ide a népművészet sem.
A természeti népek művészetének legjellegzetesebb ismertetőjele az, hogy majdnem teljes mértékben a vallási kultusznak, a rítusoknak szolgálatában áll, ami nemcsak plasztikai és festői alkotásaikra vonatkozik, hanem építészetükre és díszítőművészetükükre is. Ez a kultikus jelleg magyarázza, hogy a természeti népek művészetének nemcsak szelleme, hanem alapformái is úgyszólván valamennyi természeti népnél közösek, annak ellenére, hogy kultúrájuk egymással való kapcsolat nélkül fejlődött. Másik közös jellemvonás, hogy a formákban ritkán érik el a monumentálisát; éppen e tulajdonság alapján lehet a művészetnek ezt a körét a magasabb kultúrák művészetétől valamennyire elhatárolni. Mint harmadik általános jellemvonás szögezhető le végül, hogy a természeti népek művészete sohasem válik naturalistává a kifejezés módja tekintetében és sohasem válik realisztikussá az ábrázolás célját illetően. Nem törekszik valósághű ábrázolásra, nem valóságos modell után, hanem emlékezetből dolgozik; nem ábrázolja azt, ami a világban egyéni és esetleges, hanem csak azt, ami tipikus, ami a természet formáiban megismétlődő. Képzeteit fejezi ki és nem benyomásait. A természeti népek művészete az európai (klasszikus), naturalisztikus művészethez szokott kultúrember szemében stilizáltnak, elvontnak, többnyire groteszknek tűnik.
A természeti népek művészetének legnagyobb fontosságú megnyilatkozása a plasztika volt, amelynek főbb típusai a következők: 
- 1. Álarcok. Legtöbb vallási rítusnak, kultikus táncnak, táncdrámának, démonűző vagy démonidéző szertartásnak elengedhetetlen kellékei. Anyaguk leggyakrabban fa és bőr, festéssel, színes berakásokkal és színes toliakkal kombinálva. Az álarcok emberi arcot, állatfejet, emberi és állati jegyekből összetett démonfejeket ábrázolnak. A táncálarcoknak voltak technikailag komplikáltabb megoldású formái is: fejtetőre tolható sisakálarcok és kettős álarcok. A maszkok a legtarkábbak Óceániában, különösen Polinéziában és a pápua-szigeteken. Az Észak-amerikai indiánoknál a színhatások művészileg egészítik ki a plasztikai hatásokat. A legtisztább plasztikai megoldásokat az afrikai néger maszkok között találtak, különösen a Kongó-vidékiek között. A gyöngyberakásos kameruni maszkok a szín- és ornamentális hatásokat váltják ki erősebben. Az ábrázolás tárgya tekintetében különböztek a maszkok aszerint, hogy a totemizmus, az őskultusz, a démonhit vagy a halottkultusz szolgálatában állanak. Általában az apajogú, különösen totemisztikus kultúrájú törzsek az állatábrázolást, az anyajogú törzsek pedig az emberábrázolást fejlesztik ki.
- 2. Állat- és emberfigurák. Tulajdonképpen csak tárgyukban különböznek az álarcoktól és éppen ezért az előbbi megállapítások rájuk is érvényesek, úgy az ábrázolás tárgya, mint módja tekintetében.
- 3. Bútorok, edények és használati tárgyak. Formáik teljesen egybefolynak az állat- és emberfigurák formáival. A vallási rítusoknál használt edények és bútorok vagy ember- és állatalakú szobrokkal vannak kiegészítve, vagy pedig egészükben állat- és emberfigurákból épülnek fel. A természeti népek művészete mindezeket csodálatos formagazdagsággal állítja elő. A megoldások törzsenként váltakoznak, a típusok azonban a föld legkülönbözőbb pontjain megismétlődnek. Így a bútorok közül a varázslói és törzsfőnöki trónusok, amelyeknek ülőlapját guggoló vagy álló vagy térdelő emberi alakok vagy állati figurák tartják, továbbá a hasonló szerkezetű nyakzsámolyok, padok stb. A rituális edények között két típus gyakori: a tálat vagy edényt állati figura hordja hátán, illetve a kitárt karú emberi figura tartja vagy hordozza fején guggoló, térdelő vagy álló helyzetben.
- 4. Az ember- és állatábrázolás különleges típusai. Ilyenek pl. a pápua malaggán figurák, a halotti szertartásokon nagy szerepet játszó ősszobrok, melyekhez hasonló szimbolikus kompozíciókat találunk az afrikai néger-művészetben és az Észak-amerikai indián műviben is. Ez utóbbira jellegzetesek az úgynevezett totemoszlopok, tulajdonkép oszlopszerűen kifaragott kultikus családfák: legfelül a törzs szent őse, a totemállat és alatta sorban lefelé az ősfigurák.

A festészetnek kis szerepe van a természeti népek művészetében, bár plasztikai munkájuk java része polikróm és így egyúttal festői hatású. A síkszerű festői ábrázolások közül legnevezetesebbek a Palau-szigetek épületeinek gerendafestései, kultikus-erotikus jelentéssel. Az Észak-amerikai indiánoknak, elsősorban a haida-törzsnek festői ábrázolásai a házak oromzatán, bútorokon és bőrpáncélokon a primitív festészet legszebb teljesítményei közé tartoznak. Megemlítendő, hogy az a sziklafestészet, amelyet régebben a dél-afrikai busman-törzs alkotásának tartottak, az újabb kutatások szerint nem tőlük származik és ősrégi eredetű.
A természeti népek építészete csak kisrészben sorolható az építőművészethez. Épületeik legtöbbje architektonikus értelemben egyszerű és primitív kunyhó – vannak azonban kivételek is. A kameruni musgu-törzs óriási kaptárszerű épületei pl. minden díszítés nélkül, tisztán építészeti formáikkal is figyelemreméltók. A természeti népek építészetének három jellegzetes típusa van: a kultuszok háza, a törzsfőnöki ház és a tanácsház; a tanácsházhoz hasonló rendeltetésű a férfiak háza és a különböző ú. n. „titkos szövetségek háza“. Architektonikus értelemben a legfejlettebb formákat az É.-amerikai indiánoknál és az újzélandi maoriknál találjuk, azonban mindkét nép építészetében kétségtelenül kimutatható az európai építőműv. hatása. Az ornamentális díszítés tekintetében a maori házak jelentik a csúcspontot.
A természeti népek művészetében fokról-fokra megfigyelhető az a folyamat, amelynek eredményeként a művészet lassan elszakad a kultuszoktól és gyakorlata csak a tradíció erejénél fogva, mint megszokás folytatódik: a
kultikus edényekből és bútorokból díszedények és díszbútorok lesznek, a totemoszlopokból cifrán faragott tornácoszlopok és ajtófélfák stb. Amint a törzs kulturális fejlődése új, magasabb rendű vallási formát ér el, az előző, primitívebb vallás kultikus ábrázolásai elavulnak. Van néhány területe a természeti népek művészetének, így elsősorban a Nyugat-afrikai Benin archaikus művészete, ahol a művészet elszakadása a kultuszoktól teljessé válik és kialakul az öncélú, többé-kevésbé realisztikus ábrázolóművészet, amely már a köznapi élet jeleneteit is témakörébe vonja.
A természeti népek művészetét földrajzi körzetek szerint is fel lehet osztani: 
- 1. Óceánia. Ebben a körzetben a legegyszerűbb formákat az ausztráliai őslakos népek művészeti mutatja, a legtökéletesebbet a pápuák, a Fidzsi-, Tahiti- és Szamoa-szigetek lakóinak művészete, és a maori művészet is. Ide tartozik az indonéziai szigetek őslakóinak művészete is, különösen az a része, amely mentes marad az iszlám vagy a buddhizmus művészetének befolyásától.
- 2. Afrika. A legmagasabb színvonalat a Kongó-vidéki, kameruni, joruba és benini művészetben éri el. Nem tartozik ide az Észak-afrikai félkultur v. kultur iszlámnépek művészete, hasonlókép az egyiptomi és az abesszíniai (etiópiai) művészet sem, amely utóbbi különös keveredését mutatja a primitív törzsi és a keresztény egyházi művészetnek.
- 3. Amerika. Itt a kezdetleges fejlődési fokot a Dél-amerikai indiánok és a kontinens Északi részét lakó eszkimók művészete jelenti, a legmagasabbat pedig az Észak-amerikai indiánok, különösen a haida-, tlinkit-, kvakiutl- és sziú-törzsek művészete.[24]

### Zenéjük
Olyan néptörzset, amelynek zenéje ne volna, a néprajzi kutatók nem találtak. Don Felix de Azara, aki a XVIII. század végén Dél-Amerikát beutazta, megemlékezik egy indián törzsről, a charruákról, kiknek sem vallásuk, sem társadalmi szervezetük, sem törvényeik, sem zenéjük nem volt; hangosan sem nem beszélnek, sem nem nevetnek, komoran, zárkózottan tengetik egyhangú életüket. Hogy mi történt azóta velük, bajos volna megállapítani. Ratzel háromkötetes nagy »Völkerkunde«-ja egy szót sem szól a charruákról. Ellenben több oly néptörzs ismeretes, amelyeknél az ének és tánc szokásban van, a hangszerek azonban teljesen ismeretlenek. Ilyenek a Philippinák és a Carolinák kisebb szigeteinek őslakói. A ceyloni veddáknak sincsenek hangszereik. Az ainuk is csak a japánoktól kapták az első hangszert. A hasszanyehek táncaikat csak tapssal és ujjcsattintással kísérik. Ausztrália egyes vidékein (Moorunde közelében) szintén ismeretlen a hangszer, a csoportos tánc ritmusát zöld gályák lengetése szabja meg. Mindenesetre ez a legprimitívebb karmesteri pálca.
Ausztrália őslakóinak kultúrája tipikusan kőkorszaki volt; vadászatból és növényszedésből éltek, nyomorúságos, hevenyészett viskókban keresnek védelmet a rossz idő ellen, ruházatuk oposszum-, kenguru- és kutyabőr darabjaiból állt, fegyvereik és szerszámaik anyaga fa (pl. bumeráng), legfeljebb kő. Zenéjük első sorban tánczene, vagyis ének volt, amellyel táncaikat kísérték. Különböző útleírók sokat beszéltek fő táncukról, a korroborriről. Ezt éjjel táncolták, erdőtisztásokon, rendesen holdfényes időben. A tisztás közepén tüzet gyújtottak. Ennek egyik oldalán gyülekeztek az asszonyok, akik térdeikre állatbőröket feszítettek, amelyeknek ütögetése a dob hangját pótolja. A férfiak előbb elbújtak a bokrok közé, agyaggal csíkokat festettek testükre és lombbokrétát kötöztek a bokáikra; ez utóbbiak csörgők szerepét játszották. Egyszerre a karmester (mindig férfi) megállt a nők csoportja előtt és a kezében levő két fabotot összeütötte; erre előrohantak a férfiak és hirtelen sorba álltak. A második kopogásra megkezdődött a dal és a tánc. A nők monoton, az európai hangjegyekkel le sem írható dallamot énekeltek értelmetlen szótagokra, miközben kezükkel a kifeszített bőrdarabon doboltak vagy két kézzel tapsoltak. A ritmust bámulatraméltó pontossággal megtartották, ellenben a melódia iránt semmi érzékük nem volt. A férfiak tánca balettszerű egyformasággal végzett hajlongásokból és ugrálásokból állt. A mozgások egyformasága és szabályos ismétlődése elárulta azt, amit különben az utazók is mondtak, hogy a korroborri-estélyeket gondos próbák, lelkiismeretes összetanulás előzte meg. Amikor a nők dunnyogása és a férfiak ugrándozása elérte a tetőpontot, az utóbbiak egyszerre nagyot kiáltva eltűntek a bokrok mögött, ahonnan előbújtak korábban. A sápadt hold és a lobogó rőzseláng bizarrul keveredő színei, a csíkos, groteszk alakok ugrándozása, a női kar ritmusos döngése — mindez egy ősrengeteg közepében — romantikus, érdekes látvány lehetett és érthetővé teszi az útleírók meleg rokonszenvét a korroborri iránt. Voltak még más, dallal kísért táncok is, mimikus (utánzó-) táncok, amelyeknek tárgyát emu- és kenguru-vadászat, csata, és a szerelem tette. A harci táncokat is gondosan gyakorolták, úgy hogy ezek valósággal a hadgyakorlatok jellegével és fontosságával bírtak. Hodgkinson angol utazó nagyon megbotránkozott az ausztráliaiak szerelmi táncain, mint írja, láttukra a sötétben is elpirult. Aligha van igaza. Persze az őserdőkben nincsenek európai illemtanárok. De gondoljunk csak a mi társas táncainkra, p. o. a 
8—10 év óta divatos bosztonra. A különbség az, hogy a vadak naiv őszinteséggel bevallták, hogy miért táncolnak, no meg, hogy erre az alkalomra az asszonyaik kivételesen felöltöztek, t. i. egy kis bőrkötényt kötnek maguk elé — az európaiaanál meg éppen fordított a szokás. Ritkábban hallottak tánc nélkül énekelt dalokat. Ezeknek szövege rendesen az énekes gyomra körül forog. Pl. »Pindi mai birkibirki — parrato — parrato«. Lefordítva: »A fehér (ember) borsót eszik — én is ennék — én is ennék«. Néha csúfolódók voltak a dalok, ritkán érzelmesek, mint pl. a búcsúztató halotti dalok. Mindannyit pontos ritmus és szűk határok között mozgó, a mi skáláinktól idegen melódia jellemzi.
Ausztrália őslakóinak zenéjétől lényegében nem különbözött sem a pápuák, sem a polinéziaiak, sem a melaneziaiak zeneje. A vers, ének és tánc együtt jelentkeztek, a ritmus mindenkor határozott és pontos, a dallam szegényes lejtésű, egyhangú és hangjai nem illettek be az európai hangrendszerkbe. Pontosan megállapította ezt Davies, aki Új-Zélandban beosztott monochorddal ellenőrizte a maorik énekét. Itt-ott hangszereket is használtak, üres bambusz-csöveket, amelyeket a földhöz ütögettek, hogy tompa hangokat kapjanak, meg kezdetleges, csőformájú dobokat. A Sandwich-szigeteken a kutatók fuvolákat is megfigyeltek, Új-Irországban pedig egy furcsa fahangszert, amely tenyérrel simogatva adott hangokat. Mindezeket csak a ritmus erősítésére használták.  Ausztrália és Polinézia népeinél egyaránt gyakoriak voltak még a szigorúan ritmusos munkadalok, főleg az evezős-dalok.
Amerika természeti népei közül az európai zenetudományt legjobban az eszkimók érdekelték, akiknek műveltsége a 20. századig megmaradt kőkorszaki fokon. Az eszkimóknál a dal és a tánc szintén együtt jelentkeztek és társas életükben igen jelentős szerepet játszottak. E két művészet fogalma náluk egybeolvadt, a tánchelyet énekesháznak, »kvaggi«-nak nevezték. Nyáron a szabadban, télen hókupolás házban mulattak, amelynek közepén, hóoszlopon mécsek álltak. A fal melletti külső kört a férjes asszonyok alkották, beljebb álltak a leányok, legbelül a férfiak; a gyermekek a bejárat két oldalán csoportosultak. Majd egy férfi középre állt, dobot vett kezéhez, énekelni és táncolni kezdett. Dalának szövege rendesen gúnyolódó volt, és a társaság valamelyik tagjára vonatkozott. Egy-egy vers végén belevágott a női kar, és monoton dallamra értelmetlen szavakat énekelt, pl. »ámna — ája!« Néha leányok is táncoltak, szintén egyenként. Voltak mimikus táncaik is, ilyenkor a férfiak fókának, rénszarvasnak stb. öltöztek fel. A ritmust mindenkor pontosan betartották. Hangszerük a dob volt: állatbőr, fa- vagy halcsont-abroncsra feszítve. Tánc nélkül énekelt dalaik egyhangúaknak, mondhatni mélabúsaknak tekinthetők voltak. A szöveg értelmes, szerelemről, féltékenységről szólt vagy a természet szépségét dicsérte, pl: a nagy »Koonak« hegyet, melynek hócsúcsa a napfényben tündököl.
Észak- és Közép-Amerika indián törzsei ugyan a vadásznépek közé tartoztak, de zenei kultúrájuk sokkal magasabban áll, semhogy ebben a fejezetben tárgyalhatnók. Lehet, hogy a felfedezés előtti idők gondtalan jóléte fejlesztette ki bennük a táncra és dalolásra a kedvet és a hajlandóságot, lehet, hogy azoktól a népektől is tanultak, akik az európai invázió előtt kultúrállamokat alkottak, lehet, hogy az európai jövevényekkel való folytonos érintkezés és az európai zene hallgatása tanította őket a melódia, a dúr és moll skála használatára és kedvelésére; mindenesetre tény az, hogy az indián zenében már a melódia lép előtérbe, mint az érzések kifejezője, a ritmus csak rendező, alakító szerepet játszik.
Ugyanezt nem mondhatni a Dél-Amerika belsejében, az ősrengetegek mélyén élő indián törzsekről, amelyeknek állapota szintén kőkorszaki volt, és amelyeknek zenéje is a lehető legkezdetlegesebb fokon állt. Érdekesek Wied herceg adatai, aki brazíliai utazása alkalmával hosszabb időt töltött a botokudok között. Ez a számra csekély, de harcias törzs a legádázabb küzdelmet vívta közelében lakó fajrokonai ellen. Erkölcsei (ha ugyan itt van értelme ennek a szónak) a lehető legdurvábbak volt, éppen így zenéjük is. Jellemző, hogy a táncot és éneket egyetlen egy szóval fejezték ki. Táncaik alkalmával körbefogództak, nők és férfiak vegyesen, azután hol körös, hol sugaras irányban mozogtak, miközben a legvadabb ordítozást vitték véghez. A dallam szegényes, monoton volt. A dalok szövege is igen jellemezte érzelmi világuk alacsony színvonalát. Íme pár szemelvény: »Ma vadásztunk — sok vadat ejtettünk — a hús jó — a pálinka jó!« Vagy: »A leányok nem lopnak — mi nem lopunk!« Vagy : »A főnök bátor! — A főnök bátor!« Néhány brazíliai törzsnek voltak kezdetleges hangszerei is, sípok, dobok; trombitákat is találtak, amelyeket a nagy tatu farka bőréből készítettek, és a harcon kívül nagyobb távolságokra való jeladásra is használnak. Egyes törzseknél ez a távbeszélő rendszer nagyon ki volt fejlődve. Azonban az összes brazíliai törzseknél megállapítható volt a tánc és a dal ritmusának pontos betartása.
Dél-Amerikában a Tűzföld lakói érdemelnek még említést, akik igen sokat daloltak és kiváló utánzó képességüknél fogva (amely csaknem beteges méretekig ki van fejlődve) európai dallamokat is utánoztak, anélkül hogy a hanrokonság, a dallam megértéséig felemelkedtek volna.
Minél régibb és gyakoribb érintkezésben van valamely földrész az európai kultúrával, annál nehezebben találnak rajta kőkorszaki színvonalú művészetet. Afrikában csak a busmanok, a hottentották, az obongok, az akkák és a kongóvidéki törpe népek, illetve a már említett hasszanyehek zenéje volt a 20. századig ősi állapotban. A többi törzs zenéje vagy már fejlettebb volt, amennyiben a dallamképzés nyomait mutatta vagy megérződött rajta a gyarmatosító Európa zenéjének befolyása. A busmanek zenéje főleg tánczene volt, amelynek ritmusát bámulatos pontossággal tartották be. Énekük hangos ordítozásból, táncuk képtelen ugrándozásból és rugdalódzásból állt, dallamaik monotonok voltak, a szöveget értelmetlen indulatszók képezték és a hangmagasság megérzésének nyoma sem volt náluk. Hangszereiket csörgők alkották, amelyeket tánc közben lábaikra kötöttek, vizes dobok (fatál, amelybe vizet öntöttek, és amelyre vékony bőrdarabot feszítettek), és a gór a vagy gura, a különleges busman-hangszer. Ez utóbbi egy íj volt, amelynek húrjára tollból készült nyelvsípot erősítettek; ezt fújdogálták óraszámra, a gyenge, nyekergő hangot átvette a húr és az íj (amelyek tehát a rezonátor szerepét játsszák), és ezt hallgatták a bal fülükkel. A jobb fülüket egyik ujjukkal bedugták, feltehetően azért, hogy a ballal jobban figyelhessenek. A gura-játék mindenesetre a legprimitívebb alakja volt az énektől és szövegtől független, abszolút zenének.
Nagyon hasonlított erre a hottentották zenéje. Az európai zene iránt ezek is teljesen érzéketlenek volt. Burchell hasztalan próbálta európai dallamok fuvolázásával felkelteni a figyelmüket, nem sikerült. Úgy a busmenoknél, mint a hottentottáknál találtak már magasabb zenei kultúrát sejtető húros hangszereket is, pl. háromhúrú gitárt és íjból készült egyhúrú hárfát, amelynek közepén rezonátor gyanánt üres, száraz tökhéj függött. Ezek idegen (néger) eredetűek. Érdekes és jellemző azonban, hogy ezeket az eszközöket is — amelyek dallamképzésre is alkalmasak volnának — csak a ritmus erősítésére használták, akárcsak Polinézia népei a fuvolát. Hasonlított a busman zenéhez az obongoké, akkáké és a kongói négereké is. Kitűnő ritmus, kezdetleges hangszerek, értelmetlen vagy szegényes szövegek, semmi határozott melódia. A Nílus felső folyása mentén lakó törzsek zenéje igen gazdag volt munkadalokban. Különösen gyakoriak voltak az evezős-dalok.
Ázsiában az ainuk, akik Japánország északi részén elszórva éltek, és talán a szigetország legősibb, kőkorszaki lakosainak utódai voltak, csak énekeltek és ezt tapssal kísérték. Hangszereket csak az újabb időkben kaptak a japánoktól.
Az Andaman-szigeteken lakó minkopik tánca és zenéje mindenben hasonlított az ausztráliai őslakók művészetéhez. Kőkorszaki állapotban éltek még a veddák is Ceylonon, de ezek régi zenéjéről nincsenek megbízható adatok; annyi ismert, hogy hangszereket nem használtak. A Szibéria északi részén ősi állapotban élt halász- és vadásztörzsek zenéje — ahol azt a 20. századig orosz befolyás nem alakította át — az eszkimók zenéjéhez hasonlított.
A fentebb felsorolt népek zenei életénél magasabb szintre jutottak egyes természeti népek. Ezek már a túlnyomóan ritmusos állapotot túlhaladták, melódiákat énekelnek és hallgatnak, anélkül hogy azok képzésére tudományos rendszert alkottak volna. E tekintetben legérdekesebb a négerek és az indiánok zenéje.
Az afrikai négerek, éppen úgy, mint a többi civilizálatlan nép, kitűnő ritmusérzékkel bírt; elárulta ezt járásban, táncban, énekben és játékban egyaránt. Emellett azonban a zenéjük határozottan melodikussá vált, ámbár ezeket a melódiákat kissé bajos ami hangjegyeinkkel leírni, már csak azért is, mert az előadó hevesebb érzelmi kitöréseivel a hangközöket általában a rendesnél kissé magasabban, ahogy az európaiak mondanák, hamisan énekelte. Hogy azonban skálájuk héthangú és a természetes hangközöket tartalmazta, elárulják a megvizsgált, hitelesen eredeti néger hangszerek, amelyek Európa nagyobb etnográfiai gyűjteményeiben bőven találhatók. Akarague négerek gitárjai két és fél oktávára terjedő moll-skálát adnak. Egy Suaheliből való klarinét a des-dur skála hét hangját adja. A szudáni négerek flótája az európaiak fisz-dur hangsorát szólaltatja meg. Az úgynevezett néger citerák berendezése hasonlít az európai zenélőórákéhoz, persze a szeges henger és a mozgató óramű hiányzik. A hangot vaspálcikák adják, éppen ezért a hangmagasság állandó. Egy ilyen szansza, Riemann L. tanár vizsgálatai szerint, a két megjelölt hangköz kivételével a legegyszerűbb természetes hangközöket adta. Sajátos hangszere volt még az afrikai négereknek a marimba, amely nagyon hasonlított a modern zenekarok xylofonjához, a facimbalomhoz. Növekedő nagyságú falécek voltak két faívre kötözve; hangerősítő gyanánt a lécek alatt lógó üres tökhéjak szolgáltak. A zambézi négerek több marimbája a következő hangokat adja: d1 e1 h1 g1 a1 b1 c2 d2 es2 f2. Ilyen szerkezetű és hangolású volt a szilimba is, amelyet Holub Emil magyar tudós ismertetett először. Közép-Afrikában igen gyakoriak voltak a néger zenekarok, amelyeknek tagjai marimbákat, szilimbákat, csengőket, csörgőket és dobokat ütöttek. Minden tekintélyesebb fejedelemnek volt ilyen zenekara, amelynek pl. Dahomey-ban az volt a főfeladata, hogy az ünnepélyes, hivatalos jellegű emberáldozatokat zenével kísérje. Ezeket a zenekarokat persze csak a néger játékösztöne hozta össze, harmonikus összejátszásról szó sem volt, csak különböző színű és ritmusú melódiák keveréséről. Legfejlettebb volt az asanti négerek zenéje, amely már a polifónia nyomait is mutatta. Ezek a népek igen könnyen tanulták meg az európai hangszerek használatát is, és zenekaraik hallás után tűrhetően adtak elő divatos angol táncdarabokat.
Rendkívüli utánzóképességről és gyors tanulékonyságról tett bizonyságot az Amerikában meghonosodott négerek zenéje is, amely főleg az Egyesült-Államokban igen népszerű és a hiányzó népies zenét pótolja. Ezen már megérződött az angol, általában az európai zene befolyása; az eredeti néger dallamok napról napra ritkábbak lettek, annál gyakoribbak a divatos táncdarabok és kuplék néger ritmus szerinti eltorzításai. Feltűnő volt ezek esetében a pentatonikus hangsorhoz való tartozás. Ugyanez számos amerikai és afrikai néger dallamnál észlelhető volt. Ügy látszik, éneklés közben a néger előszeretettel használták az egyszerűbb öthangú skálát.
Az amerikai indiánok többnyire vadásznépek voltak, az egyes törzsek kóborlás közben gyakran háborúskodtak fajrokonaikkal. Életmódjukból következett, hogy az állandó letelepedéssel együtt járó iparágak nem fejlődtek ki náluk. Kevés hangszerük volt, azok is kezdetlegesek. Ellenben annál nagyobb divatban voltak a harcot és vadászatot utánzó táncok és ezzel együtt az éneklés. A tisztán vokális zene terén egy természeti nép sem vitte olyan magas szintre, mint ők. Az is igaz, hogy egy természeti népnek sem maradt annyi ideje az éneklésre, táncra, mulatozásra, mint az indiánnak, amelynek fő oka az amerikai mezőknek egykori rendkívüli vadgazdagsága, főleg pedig a legkeresettebb, leghasznosabb vadnak, a bölénynek könnyű elejthetősége volt. Az indiánoknak pazar kézzel szórta a természet a vadászzsákmányt, tehát jól éltek és sokat szórakoztak. Formáiban az indiánok zenéje sem különbözött lényegesen a többi természeti nép zenéitől. Pontos ritmusú táncok volt, amelyeket énekszó és kagylókból készült csattantok (kasztanyetták), meg tökhéjból készült csörgők hangja kísért; karénekekkel váltakozó magánénekek, lírai magándalok, furulya-nóták. Ami az indián zenét a többi természeti nép zenéje fölé emeli, az a melódia szépsége. Az indián dallamok, amelyeket a 19. században sokan gyűjtögettek (pl. Barrows, Fillmore, Sapper, Fletscher Alice), majd az öt-, majd a héthangú dur-skálában, néha moll-skálában, vagy a görögök által kedvelt frígiai hangsorban (d e f g a h c1 d1) mozognak, hanglépéseik a természetes hangsor hangközeit mutatják, és az egész dallamon a szimmetria nyomai, a két ütemes frázisokra való tagoltság észlelhetők. Számos melódia ugyanazon alaphangra tér vissza, amelyből kiindult, tehát van benne tonalitás.
Ugyancsak az öthangú skálát adják azok a mexikói agyagsípok, amelyek a lipcsei etnográfiai múzeumba kerültek. Az irokéz indiánok furulyája a moll-skálát adja. Közép-Amerikában marimbákat is találtak, amelyek bár néger eredetűek, de jóval tökéletesebbek, mint az afrikaiak. Dél-Amerikában a tengerpart mentén lakó törzseknél, amelyek sokkal műveltebbek voltak mint a rengetegben élő rokonaik, olyan gitár volt divatban, amelynek fogásai a teljes tizenkét hangú kromatikus skálát adják. Az indiánoknak a harmónia iránt is volt érzékük, amelyet kétségkívül rendkívüli utánzóképességük és az európai kultúra megismerése fejlesztett ki. Jean-François de La Pérouse már 1799-ben hallott indiánokat terz kísérettel karban énekelni. Később ez a jelenség egyre  gyakoribbá vált, és a 20. századi eleji indián dalgyűjtemények jelentékeny része kétszólamú dalokból áll. Mindebből azt látni, hogy a természeti népek zenéjében a ritmus után az egyszólamú (homofón) dallam fejlődött ki először, és pedig az öt- és héttagú természetes skála alapján.

### Vallásuk
A néptudományi kutatások úgy találták, hogy nincsen és soha nem volt olyan nép, amelynek ne lett volna vallási élete és a természetfeletti hatalmakra és a túlvilágra vonatkozó képzetekben lerögzített vallásos tanítása. Az az állítás, hogy vannak primitív törzsek, amelyeknek nincsenek isteneik, hasonlóképpen téves; ezeknél csupán bizonyos mágikus praktikák és velük kapcsolatos démoni képzetek elválaszthatatlanul egybefonódtak az istenhittel, és az utóbbit a felismerhetetlenségig eltorzították. Ez a jelenség egyébként a magaskultúrák területén sem ritka. A vallás eredetére vonatkozó felfogások nagymértékben befolyásolják a természeti népek vallásának megítélését. Két felfogás állt egymással szemben. Az egyik szerint a kialakult vallási képzetek és az istenhit a tárgyak, természeti jelenségek egyetemes meglelkesítéséből (animizmus) vagy egy ezt megelőző, a lelket sem ismerő anyagias mágikus hitből (preanimizmus), tehát egy primitív stádiumból fokozatosan alakult ki. Az ellentétes felfogás szerint az egyistenhit ősinek mondható, és mintegy az emberi teremtéssel adott (őskinyilatkoztatás), a primitívek bonyolult mágikus rítusai, szellemhite, démoni képzetei pedig ennek az őseredeti monoteizmusnak eltorzulásai és elfajulásai. A természeti népek vallásának kutatása bizonyos mértékig mind a két felfogást igazolni látszott. Valóban a legbonyolultabb démonikus képzetekkel és legdurvább fétisimádással rendelkező törzseknél is felismerhető elhalványult (szinte szántszándékkal elfojtott) tudata egy tisztultabb, az erkölcsi törvényeket megszabó, a világot teremtő és fenntartó istenségnek. Viszont a legkezdetlegesebb népeknél, így az afrikai pigmeusoknál a délázsiai primitív törzseknél (veddák, szemangok, szenoik, szakaik, kubuk, negritók) is felismerhető már, hogy ezek a tisztultabb vallási képzetek hogyan keverednek el a társad, és gazdasági élettől és az emberi ösztönélettől megszabott anyagias képzetekkel és rítusokkal. Bizonyos, hogy az egyes természeti népek társadalma és gazdasága szervezetének éppúgy nagy befolyása van vallásos hitükre, szertartásaikra és mitológiájukra, mint ahogy viszont hitüknek, a végső dolgokkal szemben elfoglalt álláspontuknak nagy befolyása van társadalmi, és gazdasági életükre. A különböző társadalmak és gazdasági formák más és más vallásos világképpel kapcsolatosak; így pl. az anyajogi földműveseknél mindig előtérbe lépnek a termékenységgel kapcsolatos ceremóniák és mitológiai képzetek, azoknál a törzseknél pedig, amelyek fő megélhetési forrása a szervezetten űzött vadászat, az állatok tisztelete és az életerőnek a napimádással együtt járó kultusza nyomja rá a bélyegét a vallásos világképre. Ahogyan ezek a társadalmi és gazdasági formák a természeti népeknél egybeolvadnak, illetve egymásra rakódnak, úgy olvadnak egybe és rakódnak egymásra a velük összefüggő vallásos képzetek. Az így keletkező nagy különbözőségek mellett általános jellemvonása a primitívek vallási életének a halottak, és az ősök tisztelete. Hitük szerint az elhalt ősök különösen pedig az elhalt uralkodók, főnökök közvetítők, a túlvilági hatalmak és az élők világa között. A bálványok (idolumok) tisztelete eredetileg nem az isteneknek, hanem az ősöknek tiszteletéből származott. Éppígy általános a csillagos ég jelenségeinek kultusza, amelynek megítélésénél azonban nem szabad elfeledkezni arról, hogy a nap, a hold, az égbolt, a hajnali csillag stb. csak mintegy érzéki ábrái a világot kormányzó és a halál utáni életet biztosító erők, társadalmi és a gazdasági formák szerint különböző módon feltételezett működésének.

## Főbb természeti népek, népcsoportok
Az alábbiakban a szócikk megkísérli áttekinti a Föld ismert természeti népeit, népcsoportjait földrajzi egységek szerint.

## Amerika
Az európai felfedezések előtti Amerika lakóit egységes névvel indiánoknak nevezik, ez alól csak a Kanadai és Alaszkai eszkimók a kivételek (ld. lentebb). Az indiánok száma az európaiak megjelenése előtt (XVI. sz.) 20-30.000.000 fő, 2000 körül 38-40.000.000 fő lehetett. Napjainkra a számos, valaha ismert indián csoport közül sok kihalt vagy elvesztette a nyelvét (ld. alább).
Legalább három indián nép már az európaiak megjelenése előtt magaskultúrát alkotott. Ők a következők voltak:
- aztékok – Azték Birodalom (1276–1521)
- maják – Maja civilizáció / maja városállamok (kb. 300–1550)
- inkák – Inka Birodalom (kb. 1300–1533)

A következőkben nyelvtörzsek szerint sorolja fel a szócikk az indián csoportokat (2000 körüli adatok):
- na-denek (50 nyelv, ebből 33 élő, 173-240.000 fő, Kanada, USA, Mexikó)
- algokinok (48 nyelv, ebből 27 élő, 170-340.000 fő, Kanada, USA)
- sziúk (42 nyelv, ebből 26 élő, 65-178.000 fő, Kanada, USA)
- penutik (47 nyelv, ebből 23 élő, 13-29.000 fő, USA)
- hokák (52 nyelv, ebből 20 élő, 22-31.000 fő, USA)
- uto-aztékok (43 nyelv, ebből 27 élő, 1.750.000 fő, USA, Mexikó)
- maják (44 nyelv, ebből 40 élő, 4.400.000 fő, Mexikó, Guatemala)
- oto-magék (39 nyelv, ebből 36 élő, 1.600.000 fő, Mexikó, Honduras, Nicaragua)
- csibcsák (34 nyelv, ebből 26 élő, 483.000 fő, főleg Kolumbia, de elszórtan El Salvadorig és Brazíliáig)
- paezek (29 nyelv, ebből 14 élő, 187.000 fő, Panamától Chiléig és Surinameig)
- andokiak (39 nyelv, ebből 32 élő, 11.700.000 fő, elsősorban Peru, részben Ecuadortól a Tűzföldig)
- egyenlítőiek (141 nyelv, ebből 91 élő, 3.700.000 fő, főleg Brazília, de Kolumbiától Paruguayig)
- hivarok (5 nyelv, ebből 5 élő, 88.000 fő, Ecuador, Peru, Venezuela)
- tukanok (28 nyelv, ebből 24 élő, 56.000 fő, Kolumbiától Bolíviág)
- zsek (35 nyelv, ebből 16 élő, 32.000 fő, Brazília)
- panok (44 nyelv, ebből 33 élő, 147.000 fő, Perutól Argentínáig)
- karibok (46 nyelv, ebből 25 élő, 91.000 fő, Dél-Amerika északi államainak főleg a partvidéke)
- további 10 besorolatlan nyelv, ebből 6 élő, 23.000 fő, Brazília, Bolívia, Argentina

### Észak-Amerika

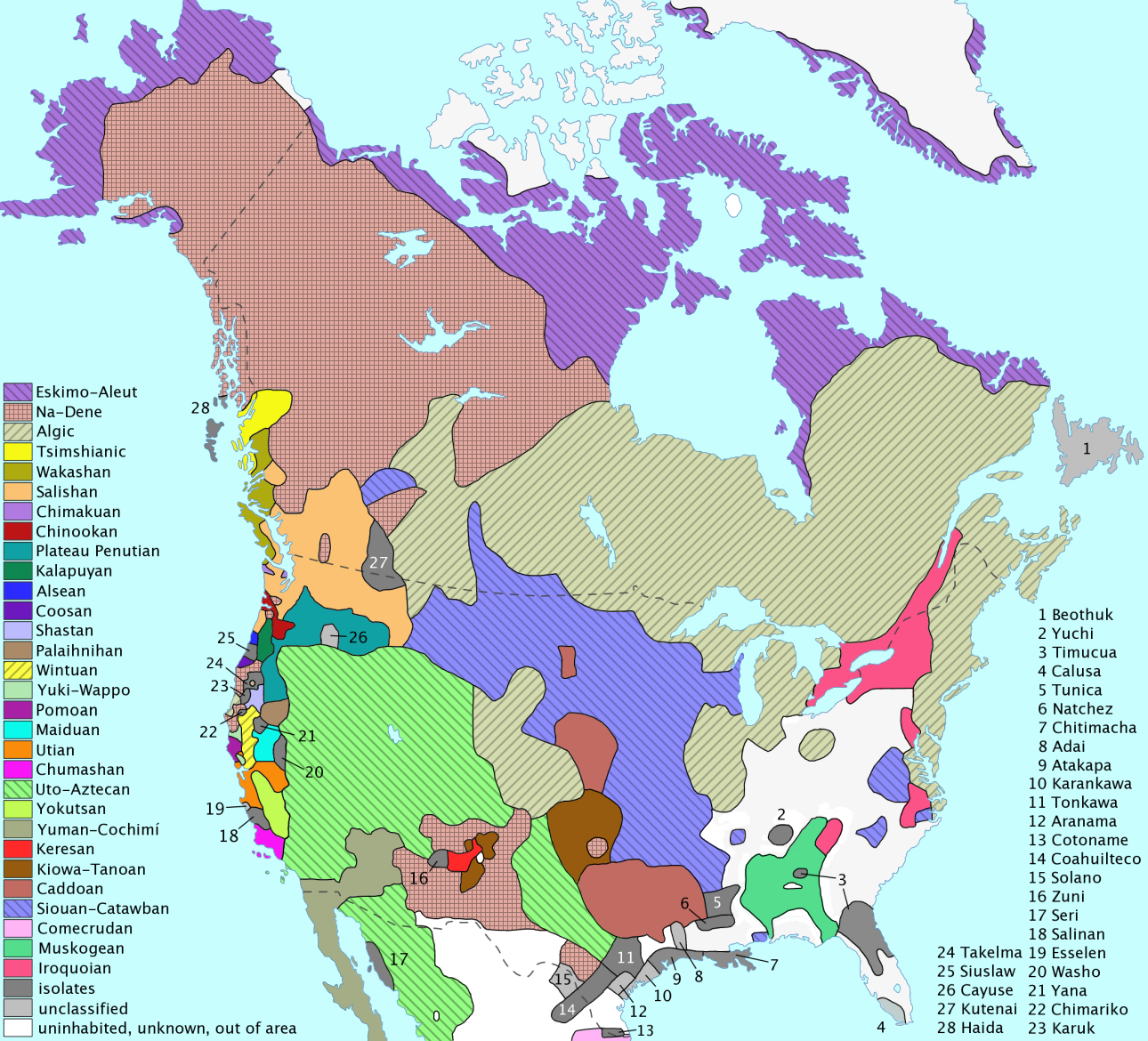
Észak-amerikai indián nyelvcsaládok

Észak-Amerika teljes területén 2000 körül kb. 500.000 indián élt, akik kb. 150-féle nyelven beszéltek.
Alább országok-főbb területek alapján olvasható áttekintés.

#### Alaszka(USA)

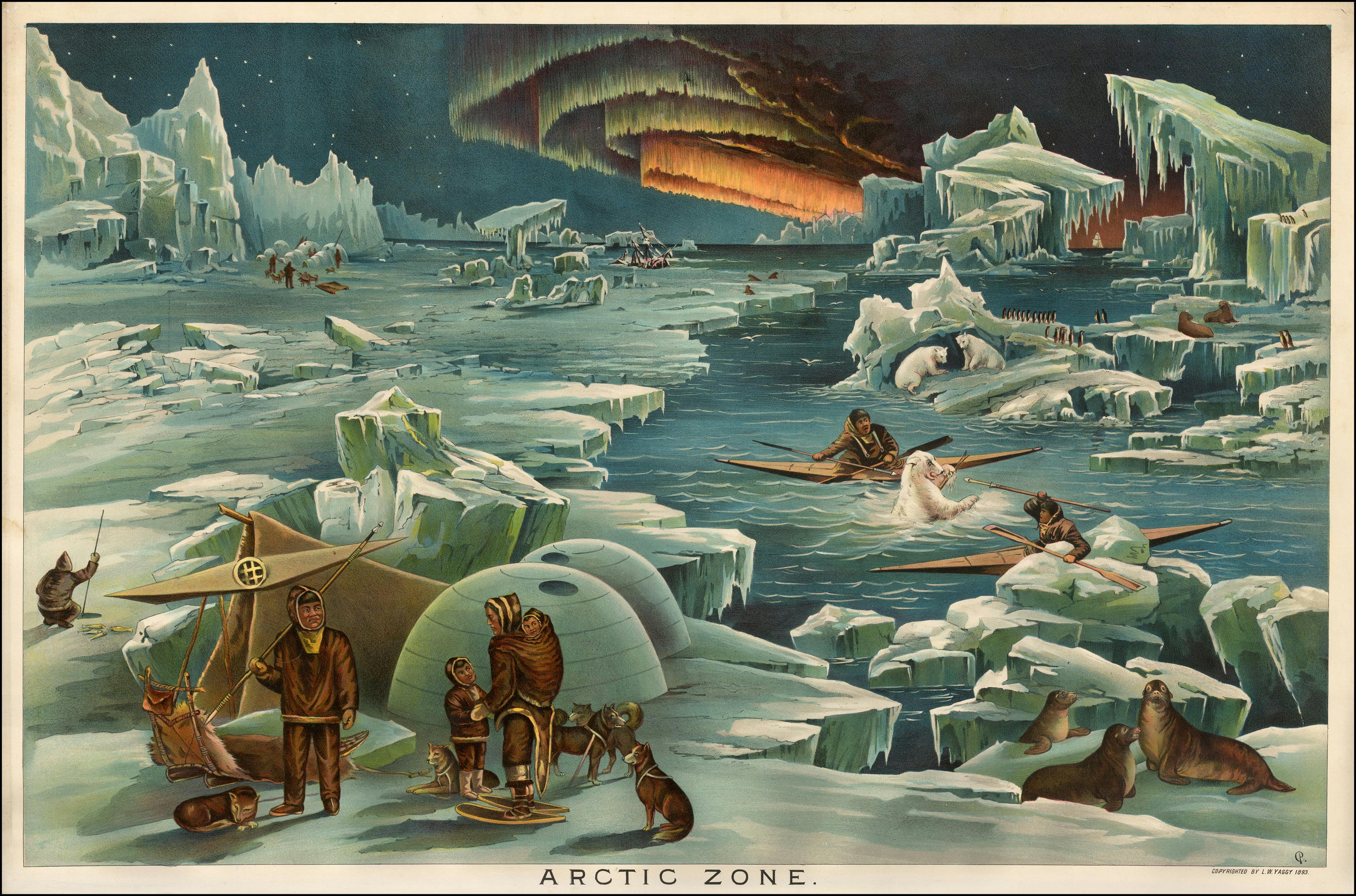
Eszkimók (Levi W. Yaggy, 1893)

Az Alaszkai-félsziget az Amerikai Egyesült Államokhoz tartozik, de közvetlen határa nincs vele: Kanada fekszik közöttük. Őslakóit eszkimóknak (inuitoknak) nevezik. Számuk az 1990-es években 30.000 főre, 2000 körül 20.000 főre volt tehető, amely Alaszka teljes lakosságának (382.000 fő) talán 1/8-a lehetett.

| Irodalom: |
| - Fridtjof Nansen: Az eszkimók között, Világirodalom Könyvkiadóvállalat, Budapest, 1923; - Edward Shackleton: Eszkimók, fókák, jéghegyek. Egy sarkutazó naplója, Singer és Wolfner Irodalmi Intézet Rt., Budapest, 1940; - Jiri Jaeger: Az eszkimók földjén, Slovenské Vydavatel'stvo Krásnej Literatury, Pozsony, 1964; - Farley Mowat: A jégsivatag népe, Kossuth Könyvkiadó, Budapest, 1965 - Knud Rasmussen: Thulei utazás. Kutyaszánon az eszkimók földjén, Gondolat Könyvkiadó, Budapest, 1965; - Jean Gabus: A karibu-eszkimók, Gondolat Könyvkiadó, Budapest, 1970 - Erdélyi Eszkimó Péter: Csukotka Bálnák, barátok, Napkút Kiadó, 2010 |

A területen kisebb indián csoportok (athapaszkánok, tlingitek, tinnehek) is élnek.

#### Aleut-szigetek(USA)

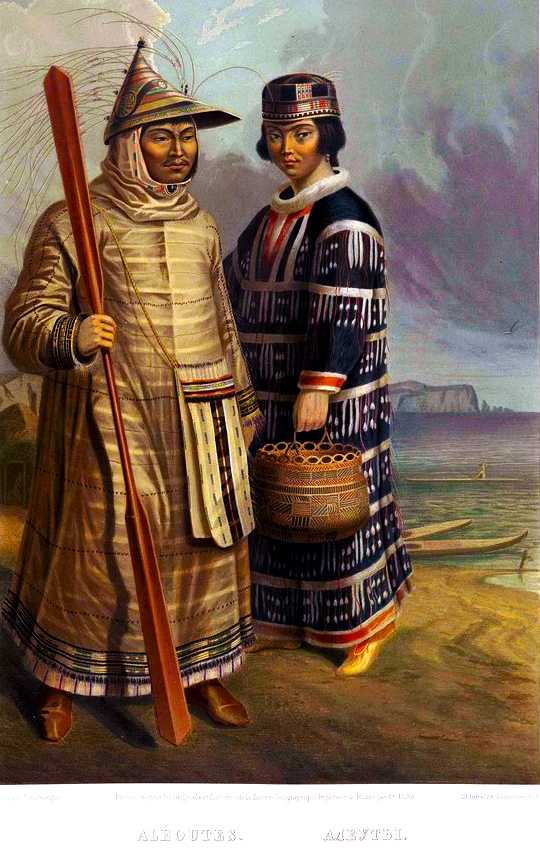
Aleut férfi és nő (Gustav-Fedor Khristianovich Pauli, 1862)

Az Alaszkai-félsziget délnyugati részéről induló szigetsort Aleut-szigeteknek nevezik. A terület az Amerikai Egyesült Államokhoz tartozik, legnyugatibb szigeteit leszámítva (utóbbiak Oroszország részét képezik). A helyi őslakosságot aleutoknak (saját nevükön ulanganoknak) hívják. Az aleutok száma a 18. század közepén 12-15.000 ember lehetett. Az 1990-es években számukat 4000 főnél kevesebbre (egyes számítások szerint alig 1200-ra) becsülték, akik közül 300-an az orosz Parancsnok-szigeteken éltek, illetve Kamcsatka területéről is ismert volt ebben az időben egy kicsi, alig 97 fős populáció.
Nyelvükre a XIX. századtól több cirill és latin betűs írást alakítottak ki részleges sikerrel. A nyelv napjainkban a kihalás szélén áll.

#### Amerikai Egyesült Államok

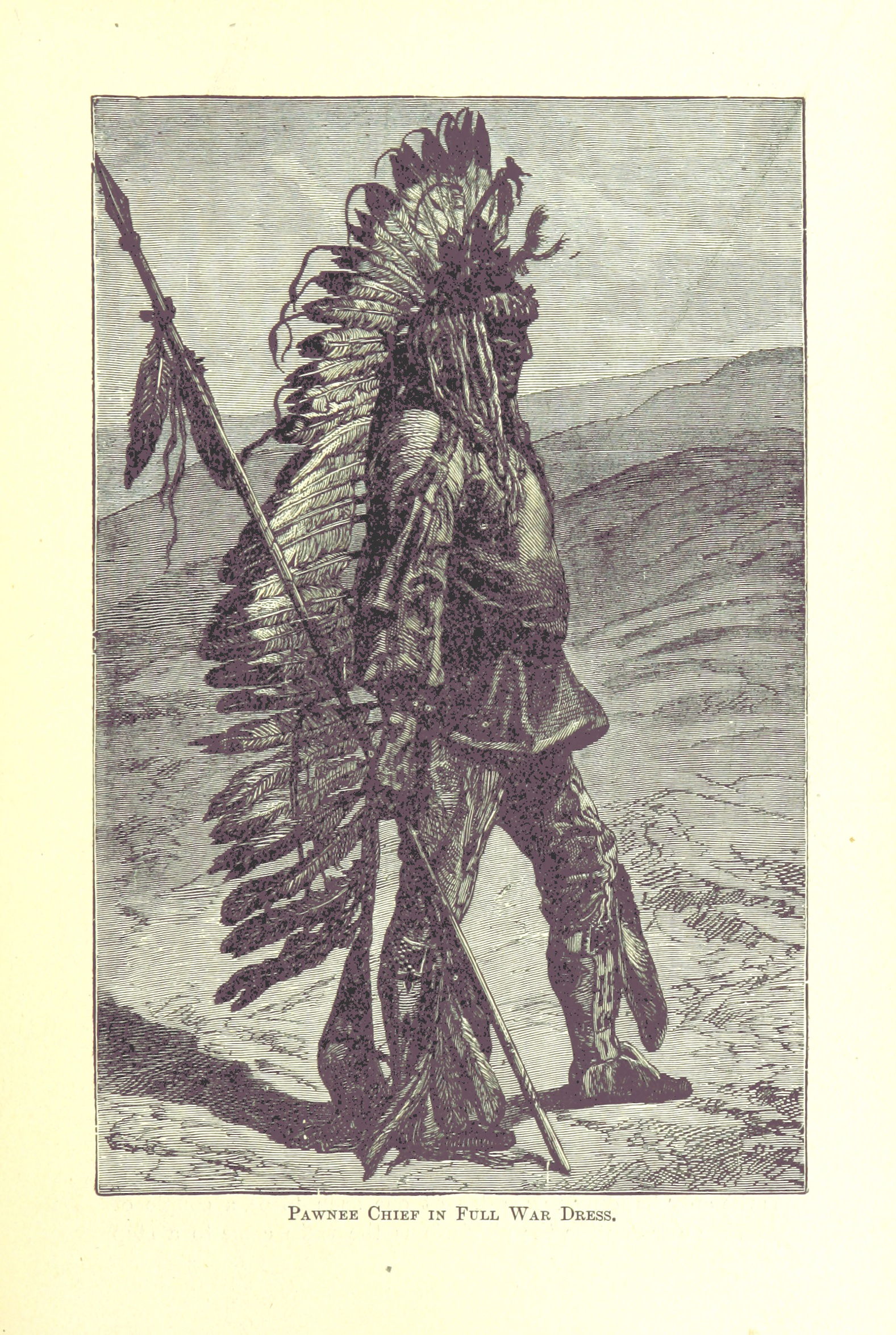
Pawnee indián törzsfőnök teljes díszruhában (ismeretlen szerző rajza, 19. sz.)

A gyarmatosítás előtti időben A mai Amerikai Egyesült Államok (USA) területén a becslések szerint 3 millió indián élt körülbelül 600 közösségben. A törzsek általában néhány száz embert foglaltak magukban, és egymással általában ellenséges viszonyban álltak. Az 1990-es években az USA területén 283 indián törzset ismertek el létezőnek összesen körülbelül 1.500.000 taggal, és jellemzően rezervátumokban éltek.
| Irodalom: |
| - Václav Solc – Petr Horejs: Amerika őslakói (ford. Koncsol László), Madách Könyv- és Lapkiadó, Pozsony, 1970; - J. P. Averkijeva: Indiánok Észak-Amerikában. Az ősközösség felbomlása és a korai osztálytársadalom születése, Gondolat könyvkiadó, Budapest, 1982 |

#### Kanada
Kanada területén az európaiak megjelenése előtt mintegy 200-300.000 indián élhetett 50 közösségben. A Kanada területén élő indiánok számát az 1990-es években kb. 326.000 fő 573 csoportban 2243 rezervátumban (ún. státusz indiánok), illetve kb. 300.000 fő (nem státusz indiánok).
Eszkimók (inuitok) is élnek Kanada (Labrador területén, a XIX. sz. végén számuk kb. 3500 fő volt. A városlakó eszkimók folyamatosan átveszik az angol vagy a francia nyelvet. A kanadai eszkimó nyelv írásbeliségét még az 1870-es években dolgozta ki James Evans lelkipásztor.
| Irodalom: |
| - Václav Solc – Petr Horejs: Amerika őslakói (ford. Koncsol László), Madách Könyv- és Lapkiadó, Pozsony, 1970; - J. P. Averkijeva: Indiánok Észak-Amerikában. Az ősközösség felbomlása és a korai osztálytársadalom születése, Gondolat könyvkiadó, Budapest, 1982 |

#### Mexikó

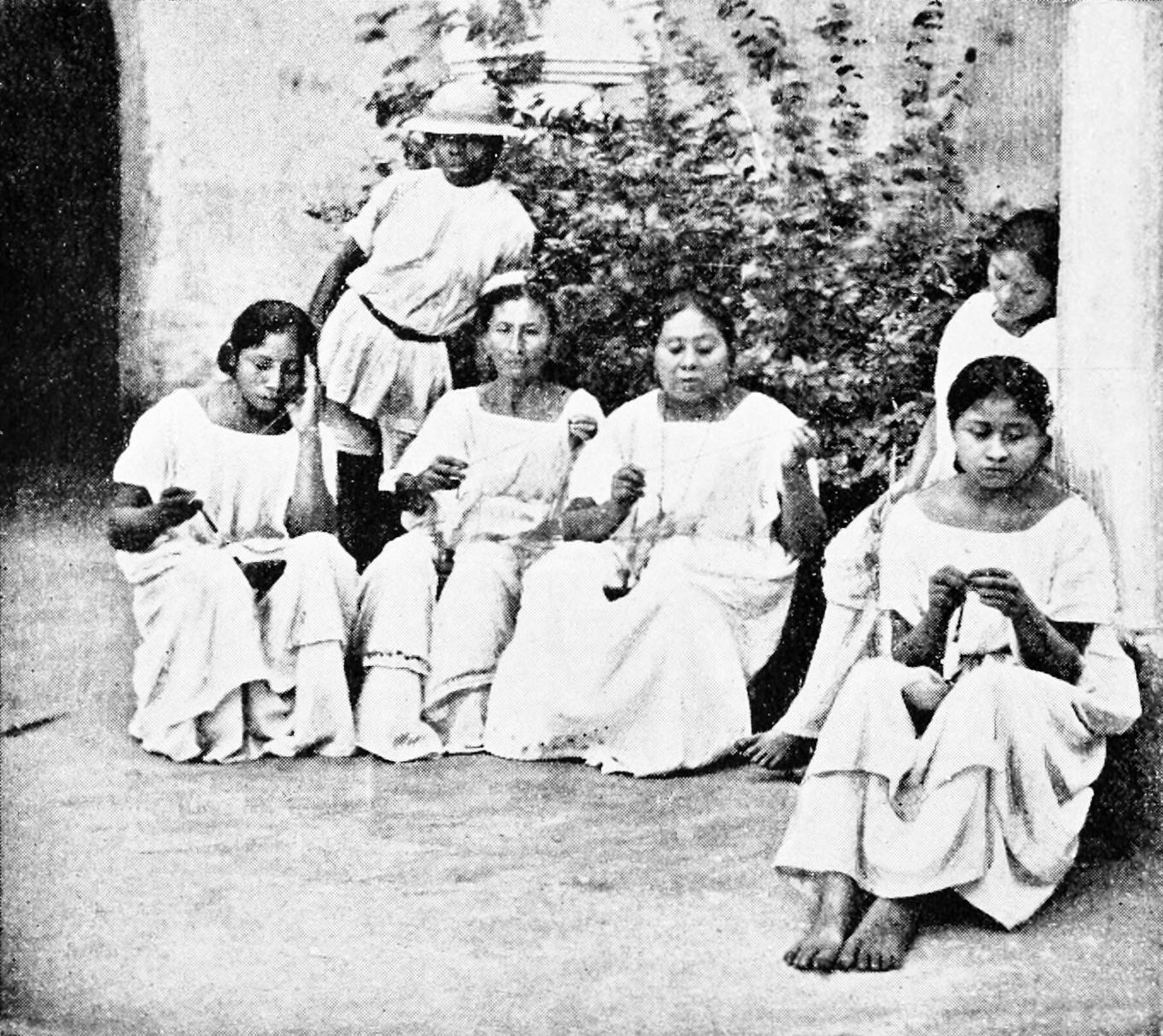
Fonó indián nők Mexikóban (fénykép, 1893/1894)

Mexikó Észak-Amerika déli részén helyezkedik fel, bár legdélebbi része (Yucatán-félsziget) már Közép-Amerikának tekinthető. Az országban 50-nél több-féle indián nyelvű közösség létezik.

### Közép-Amerika

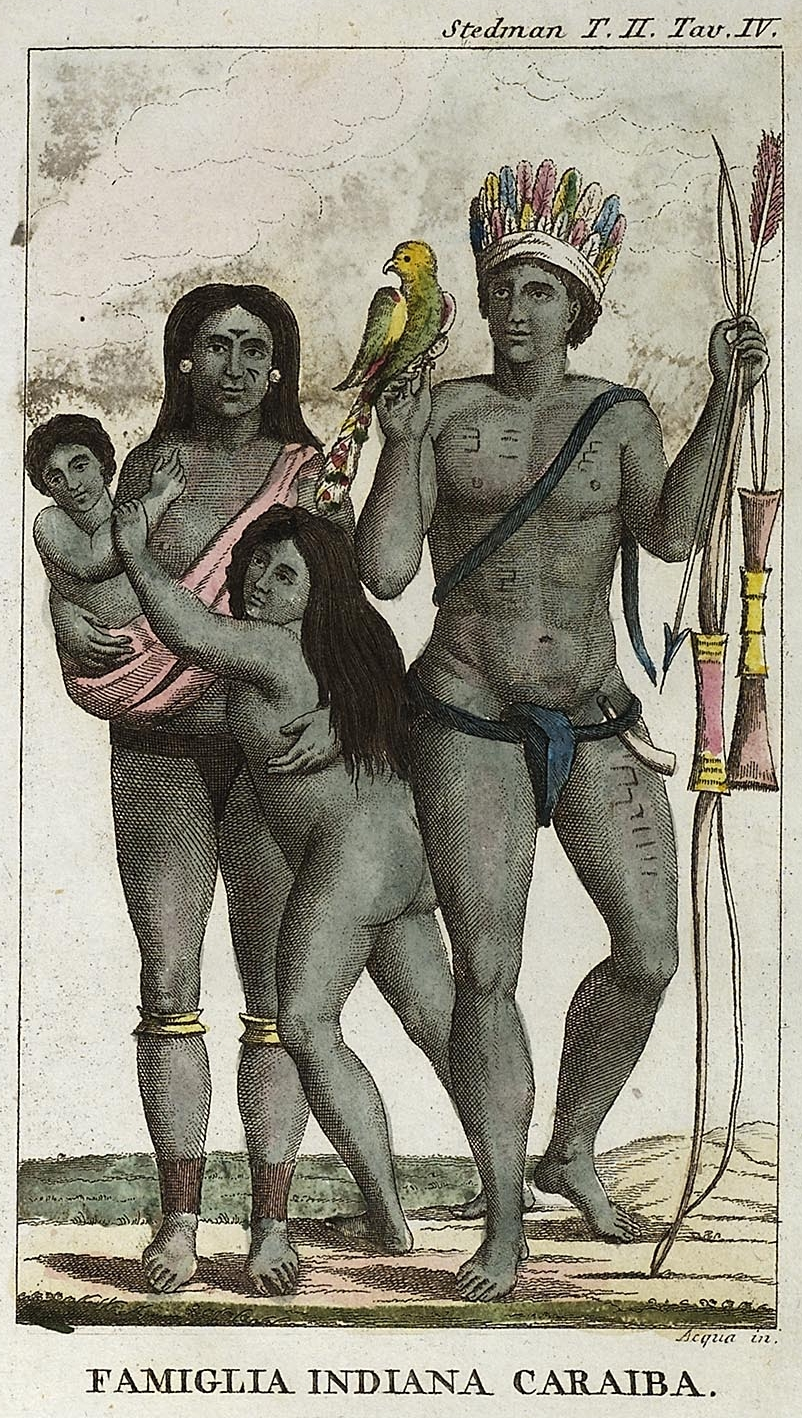
Karibi indián család (John Gabriel Stedman, 1818)

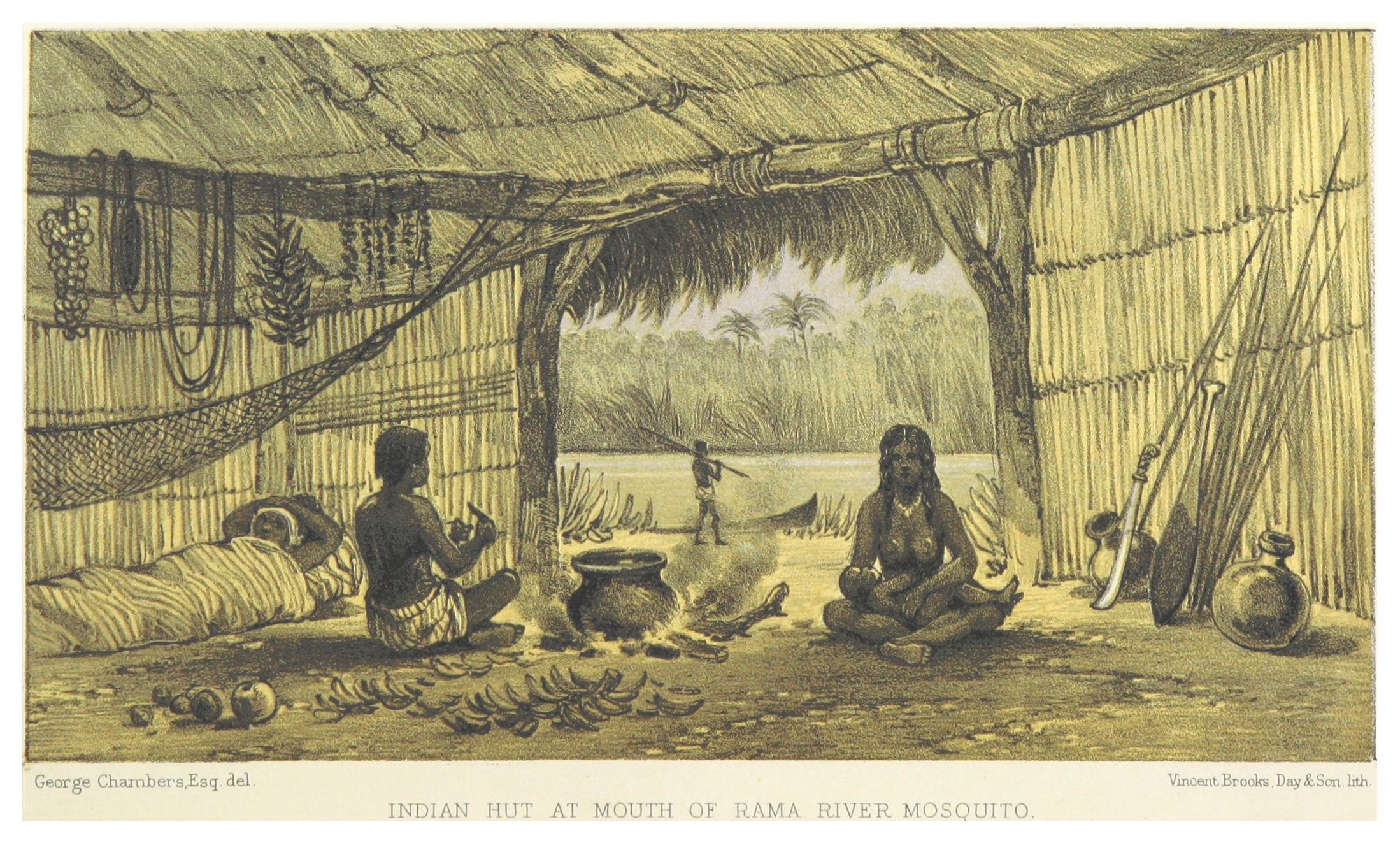
Nicaraguai indiánok (rajz a Dottings on the Roadside in Panama, Nicaragua, and Mosquito c. könyvből, 1869)

A Karibi-szigetvilág indiánjait az európai hódítók nagyrészt kiirtották. A területen az európaiak mellett az afrikai rabszolgák leszármazottjai élnek nagy számban, akik színlegesen keresztény hitre tértek, de számos afrikai törzsi szokást, vallási hagyományt megtartottak.
A kontinensen, illetve a következő szigetországokban maradtak fenn kisebbségeik:

#### Costa Rica
Az országban 8-féle indián nyelvű közösség létezik.

#### Guatemala
Az országban 49-féle indián nyelvű közösség létezik.

#### Honduras
Az országban 7-féle indián nyelvű közösség létezik.

#### Nicaragua
Az országban 7-féle indián nyelvű közösség létezik.

#### Panama
Az országban 8-féle indián nyelvű közösség létezik.

#### Salvador
Az országban 4-féle indián nyelvű közösség létezik.
| Irodalom: |
| - Kéri András: Indiánok világa I. Az Azték Naptár. Az Antillák népe, Anno Kiadó, Budapest, é. n. - Kéri András: Indiánok világa III. El Dorado népe. A felhők lakói, Anno Kiadó, Budapest, é. n. - Kéri András: Vudu világ Hispaniola szigetén, Planétás Kiadó, Budapest, é. n. - Kéri András: A Vudu. Egy vallás titkai, Anno Kiadó, Budapest, 1999 - Patrick Chamoiseau: Valamikor hajdanában. Mesék Martinique szigetéről, Cédrus Művészeti Alapítvány-Napkút Kiadó, Budapest, 2012 |

### Dél-Amerika

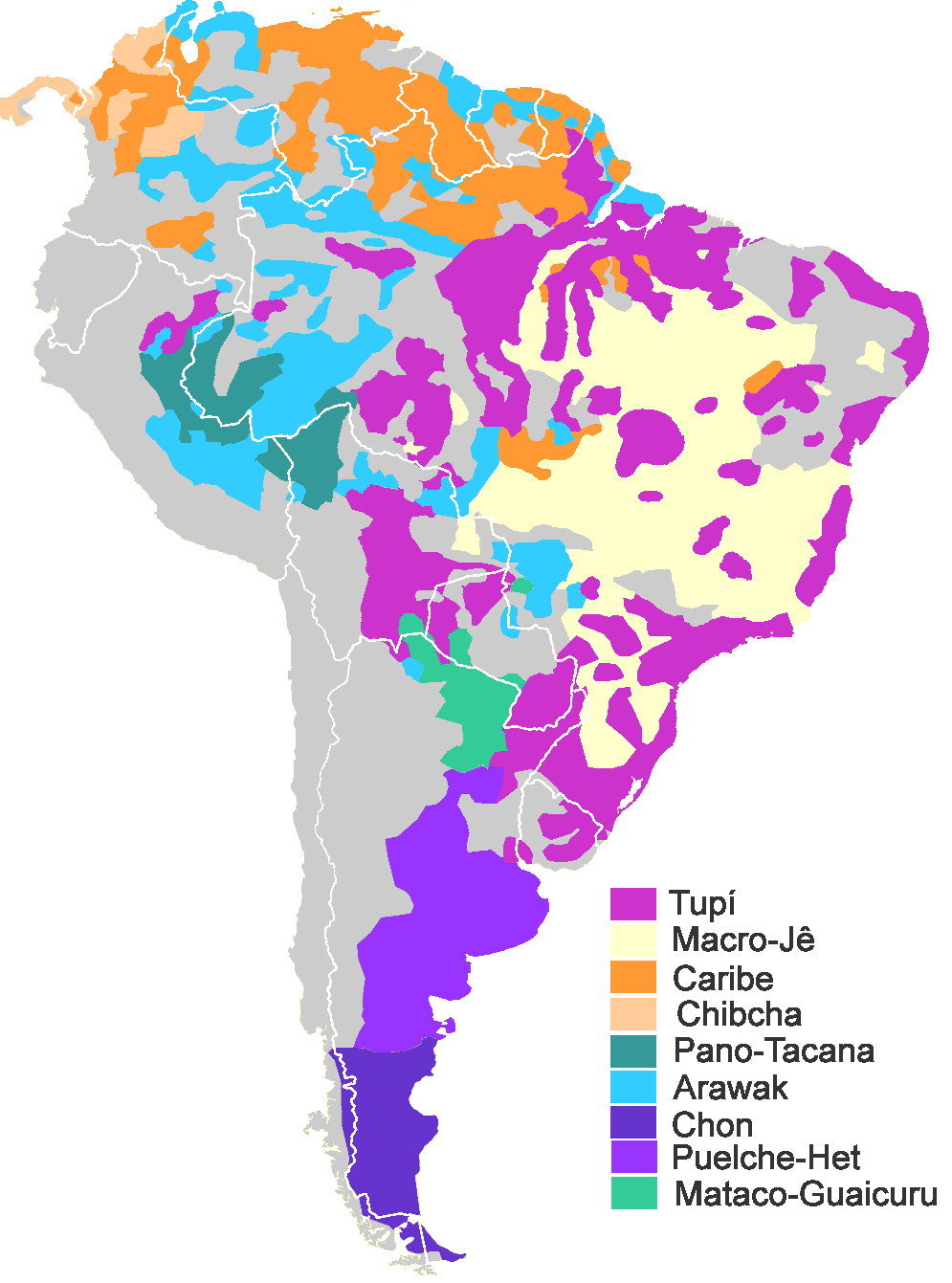
Dél-amerikai indián nyelvcsaládok

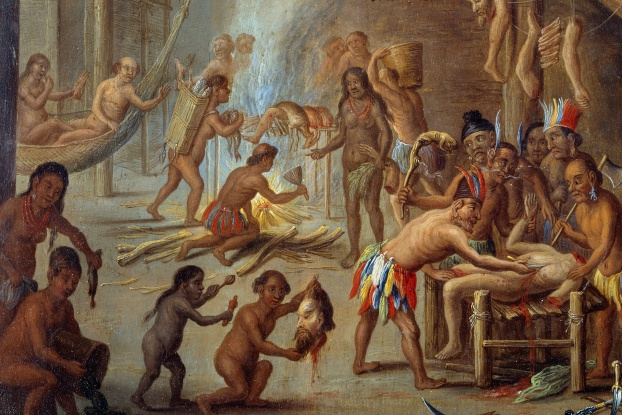
Emberevő brazil törzs (Jan van Kessel, 1644)

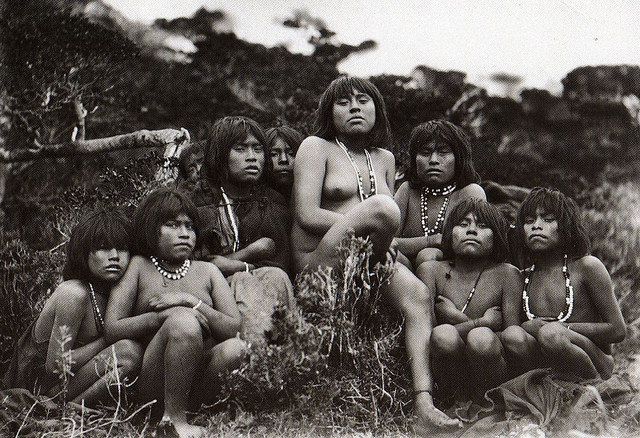
Jaghanok, a Tűzföld egyik indián törzse (fénykép, 1882)

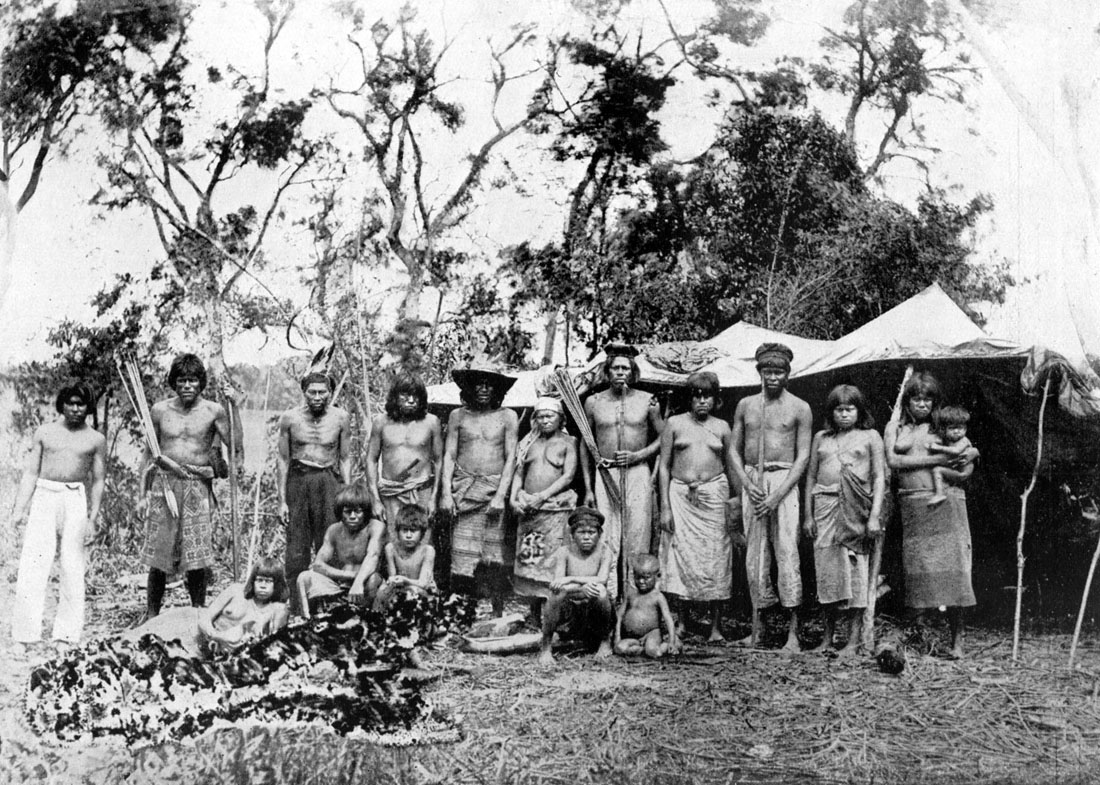
Toba törzsbeli indiánok csoportja Paraguayban (fénykép, 1892)

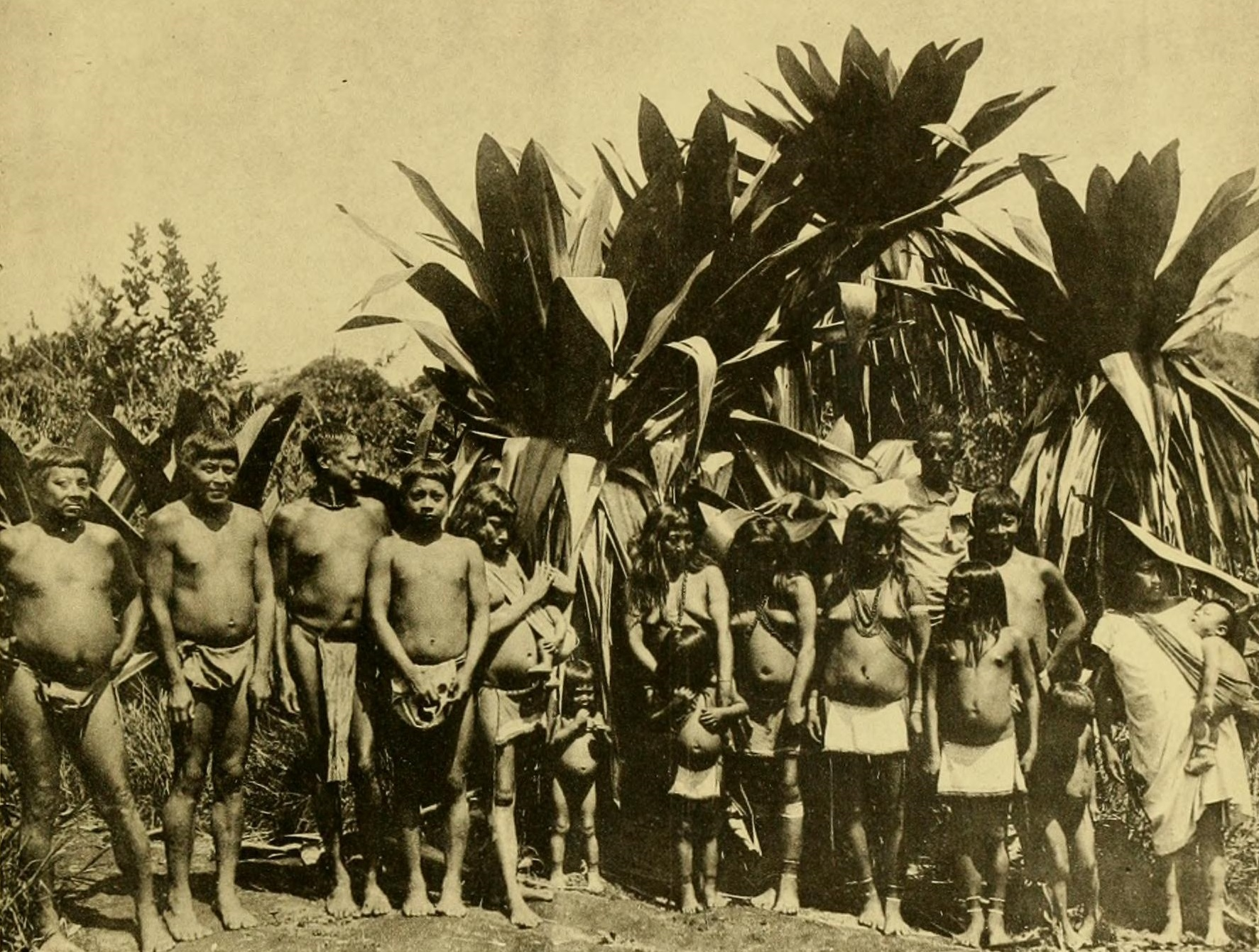
Patamona törzsbeli indiánok csoportja Guyanaban (fénykép, 1908)

Dél-Amerikában 2000 körül kb. 20.000.000 indián élt. Alább egyes országonként történik ismertetés:

#### Argentína
Az országban 24-féle indián nyelvű közösség létezik.

#### Bolívia
Az országban 39-féle indián nyelvű közösség létezik.

#### Brazília
Az országban 195-féle indián nyelvű közösség létezik.

#### Chile
Az országban 10-féle indián nyelvű közösség létezik.

#### Ecuador
Az országban 10-féle indián nyelvű közösség létezik.

#### Guyana
Az országban 10-féle indián nyelvű közösség létezik.

#### Kolumbia
Az országban 96-féle indián nyelvű közösség létezik.

#### Paraguay
Az országban 19-féle indián nyelvű közösség létezik.

#### Venezuela
Az országban 37-féle indián nyelvű közösség létezik.
| Irodalom: |
| - Alberto de Agostini: Tiz esztendö a Tüzföldön, Budapest, 1927; - L. V. Mansilla: A pampák utolsó vad indiánjai, fordította Halász Gyula, Budapest, 1928; - Steinen Károly: Közép-Brazilia természeti népei között. A második Singu-expedíció (1887–1888) útjának vázolása és eredményei. Átdolg.: Bátky Zsigmond. 1913; - Gordon Maccreagh: Két év Brazilia őserdőiben, Dante Kiadó, Budapest, 1930 k.; - Up de Graff: Az Amazonasz õserdeiben, Budapest, 1930; - Claude Lévi-Strauss: Szomorú trópusok; ford. Örvös Lajos, utószó Köpeczi Béla; Európa, Bp., 1973; - Václav Solc – Petr Horejs: Amerika őslakói (ford. Koncsol László), Madách Könyv- és Lapkiadó, Pozsony, 1970; - Erich Wustmann: A vörös hegyek indiánjai (ford. Elek István), Táncsics Könyvkiadó, Budapest, 1960; - Erich Wustmann: Yahuák. Fúvónádas indiánok (ford. Sárközy Elga), Táncsics Könyvkiadó, Budapest, 1964; - Boglár Lajos: Wahari, Az őserdei kultúra, Nyitott Könyvműhely, Budapest, 2009 - Kéri András: Indiánok világa II. Chile népei. A maják titkai, Anno Kiadó, Budapest, é. n. |

## Európa

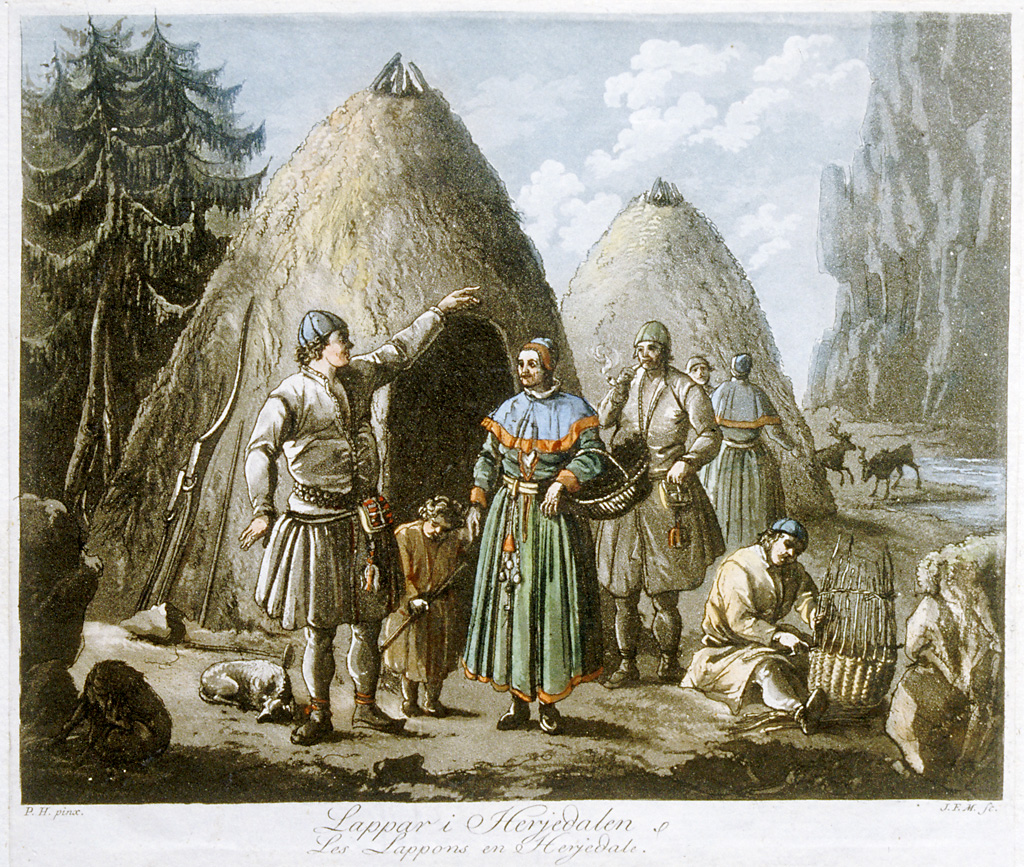
Lappok (Johan Fredrik Martin, 1790/1800)

### Skandinávia
Európa területéről a középkortól folyamatosan nagyrészt eltűntek a természeti népek. Napjainkban néhány nép tekinthető csak a klasszikus értelemben vett természeti népnek. Ezek egyike:
- számik (lappok)  – a mai Finnország, Norvégia, Svédország területén, illetve Oroszország európai részén, a Kola-félszigeten élő, elsősorban rénszarvastenyésztéssel foglalkozó népcsoport. Ezen hatalmas területen elszórtan élnek, számuk 2000 körül alig 60-80.000 fő lehetett, a nyelvet talán 35.000-en beszélték.[49]

### Grönland
Grönland-szigete földrajzilag inkább Észak-Amerikához, politikailag inkább – Dánia fennhatósága miatt – Európához tartozik. Lakosságának egy részét eszkimók (inuitok) adják. Számuk a XIX. sz. végén kb. 10.000 fő volt, 2000 körül (elsősorban az eszkimó nyelvet beszélők száma) mintegy 45.000 fő lehetett. Nemzeti identitásuk az ezredforduló idején növekedőben volt. Nyelvüket a XVIII. századtól protestáns hittérítők kezdték írásba foglalni.

### Oroszországeurópai része

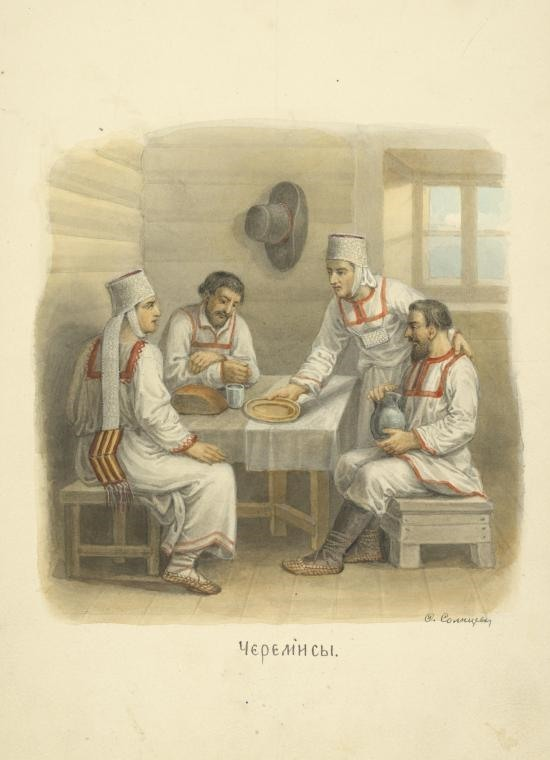
Cseremiszek (vízfestmény a „Одежды Русского государства” c. műből, 1869 körül)

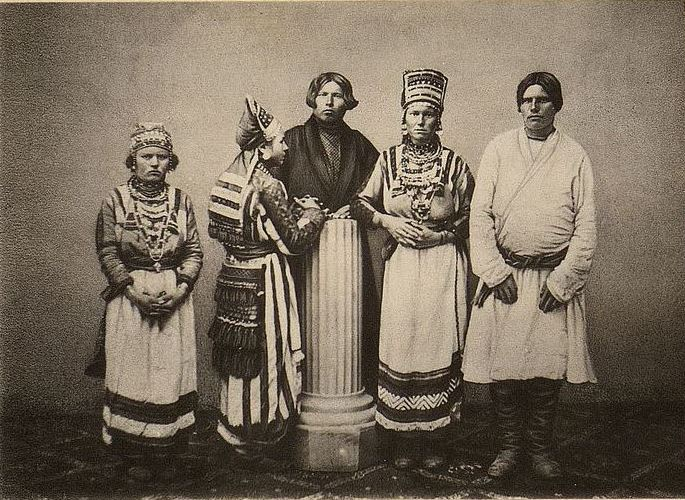
Mordvinok (fénykép, 1870 körül)

Kis finnugor népek élnek az európai orosz területen:
- marik (cseremiszek) – a Mari Köztársaság a Volga bal partján („mezei cseremiszek)”, és a Volga jobb partjának („hegyi cseremiszek”) lakosai, 2000 körül nyelvüket 670.000 ember beszélte, anyanyelvként 540.000.[50]
- mordvinok – a Mordvin Köztársaság lakosai, de keletre a Csendes-óceánig élnek töredékeik, 2000 körül számuk 1.500.000 fő lehetett (a Mordvin Köztársaságba 350.000), anyanyelvként nyelvüket kb. 700-800.000 ember beszélte.[51]
- karjalaiak (karélok) – a Karél Köztársaság lakosai, 2000 körül nyelvüket 138.000 ember beszélte, anyanyelvként 85.000.[52]
- vepszék – a Ladoga-, az Onyega- és a Fehér tó vidékének lakosai, 2000 körül nyelvüket 12.000 ember beszélte, anyanyelvként 6.000.[52]
- inkerik (izsórok) – eredetileg az Inkere folyó mellékének lakosai, a második világháború után többségüket Szibériába telepítették át, de voltak, akik Svédországba menekültek. 2000 körül nyelvüket 1500 ember beszélte, anyanyelvként 700-800.[52]
- vótok (vaddalainok) – a Balti-tenger keleti partjának lakói, 2000 körül nyelvüket száznál kevesebb ember beszélte.[53]

### Lettország
- lívek – Lettország mára nagyrészt városiasodott lakosai, 2000 körül nyelvüket néhány ember beszélte, teljes számuk 300 körül volt.[49]

| Irodalom: |
| - (szerk.) Szondi György: Öregasszony a Holdon. Lappföldi mesék, Cédrus Művészeti Alapítvány-Napkút Kiadó, Budapest, 2010 |

## Afrika
Kontinens:
- busmanok (népcsoport)
- pigmeusok (népcsoport)

| Irodalom: |
| - Colin M. Turnbull: Az afrikai törzsek élete, Gondolat Kiadó, Budapest, 1970; - Laurens van der Post: A Kalahári letűnt világa (ford. Dezsényi Katalin), Európa Könyvkiadó, Budapest, 1986, ISBN 963-07-3772-8 |

Szigetek:
- Kanári-szigetek – guancsok

## Ázsia

### Észak-Ázsia

#### Szibéria(Oroszországázsiai része)

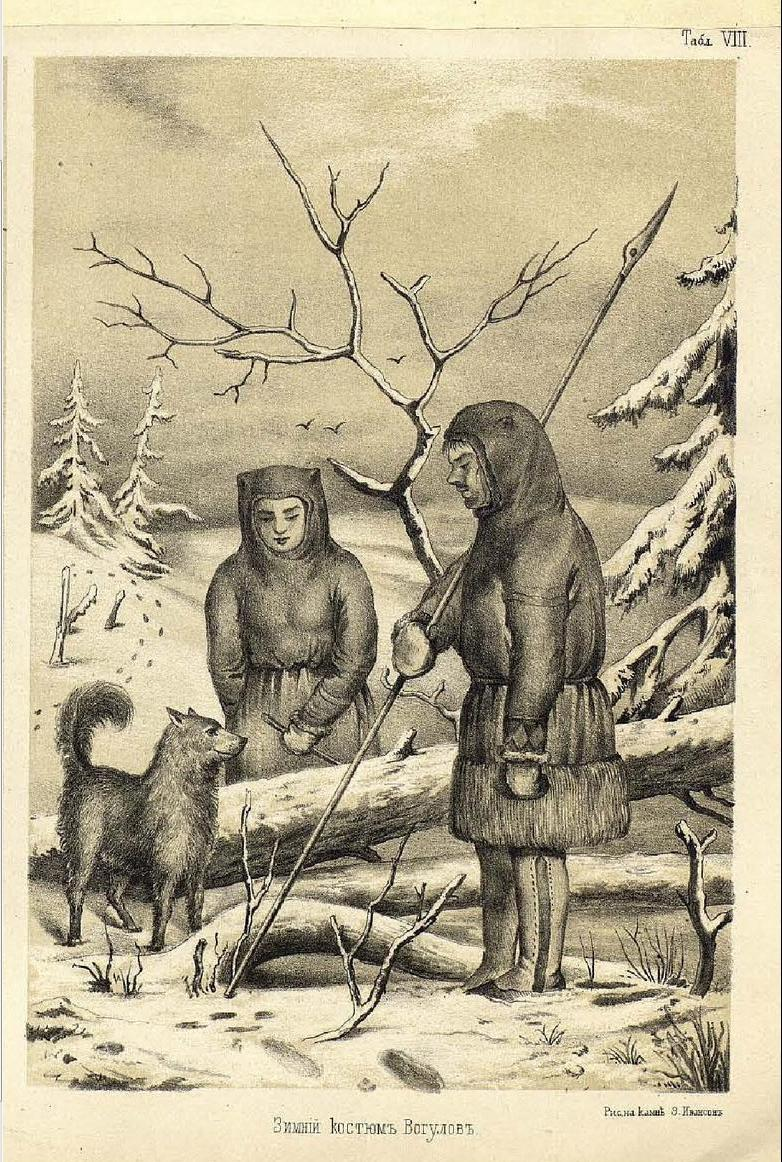
A vogulok téli öltözete (rajz a „Путешествие к вогулам” c. könyvből, 1873)

Oroszország jelentős része a ázsiai kontinenshez tartozik (a határt az Urál-hegység jelenti az európai és az ázsiai rész között). Ezt a területet Szibériának nevezik. Az oroszok a XVI. századtól hódították meg lépésekben, a Bering-szoroshoz csak az 1700-as évek első felében jutottak el. A belső vidékeket lassan térképezték fel, egyes keleti vidékeket csak a 20. század első felében tártak fel. Szibériában számos természeti nép volt őshonos, akik a következő csoportokra oszlottak: 
- finnugor népek
- szamojéd népek
- török (türk) népek
- paleoszibériai népek
- tunguz népek

A nomadizáló, részben az iszlám vallást és kultúrát átvevő török népek kivételével a többi nép sámánhitű természeti népnek volt tekinthető, és egyes csoportjaik napjainkban is ősi foglalkozásaikat űzik. Az őshonos, „bennszülött”, nem orosz (bár nem feltétlenül természeti életformát űző) népi lakosok számának alacsonyságát mutatja, hogy 1989-ben az felbomlás előtti Szovjetunió lakosságának alig 1,7%-át (kb. 5 millió fő) tette ki.

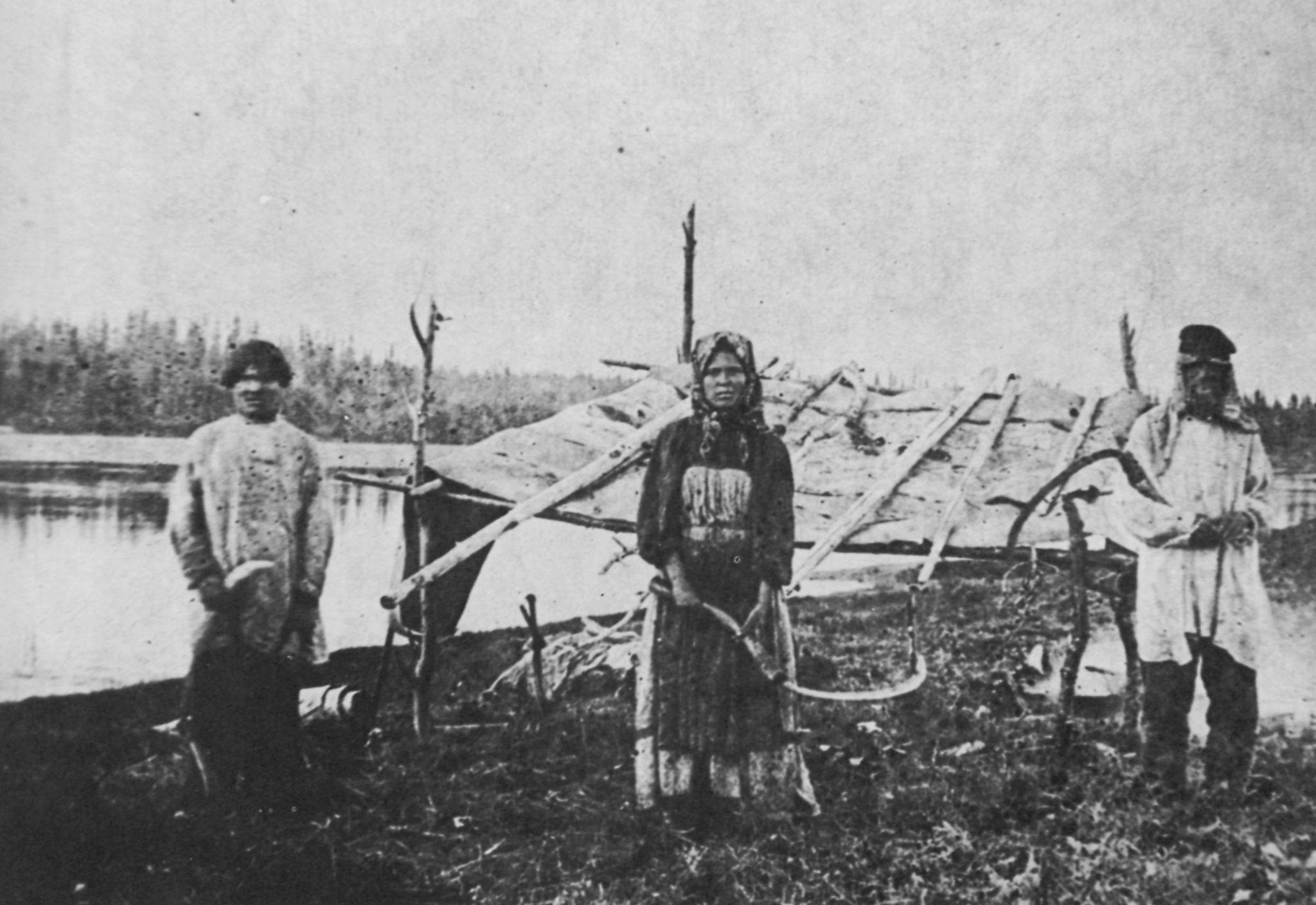
Zürjén család (fénykép, 1890 körül)

A szibériai természeti népek részletesebb felosztása:
- finnugor népek
  - manysik (vogulok) – az Urál-hegysége és az Ob-folyó alsó folyása közötti terület lakosai, 2000 körül nyelvüket 8500 ember beszélte, anyanyelvként 3100.[55]
  - hantik (osztjákok) – az Ob alsó és középső folyása menti területek lakosai, 2000 körül nyelvüket 22.500 ember beszélte, anyanyelvként 13.700.[56]
  - komik (zürjének) – a Komi Köztársaság lakosai, 2000 körül nyelvüket 500.000 ember beszélte, anyanyelvként 350.000.[57]
  - udmurtok (votjákok) – elsősorban (66%-uk) az Udmurt Köztársaság, illetve kisebb részben a Baskír és Tatár Köztársaság, Mari köztársaság, Szibéria egyéb területének lakosai, 2000 körül számuk 750.000 ember fő volt, nyelvüket anyanyelvként 525.000 ember beszélte.[58]

- szamojéd népek:

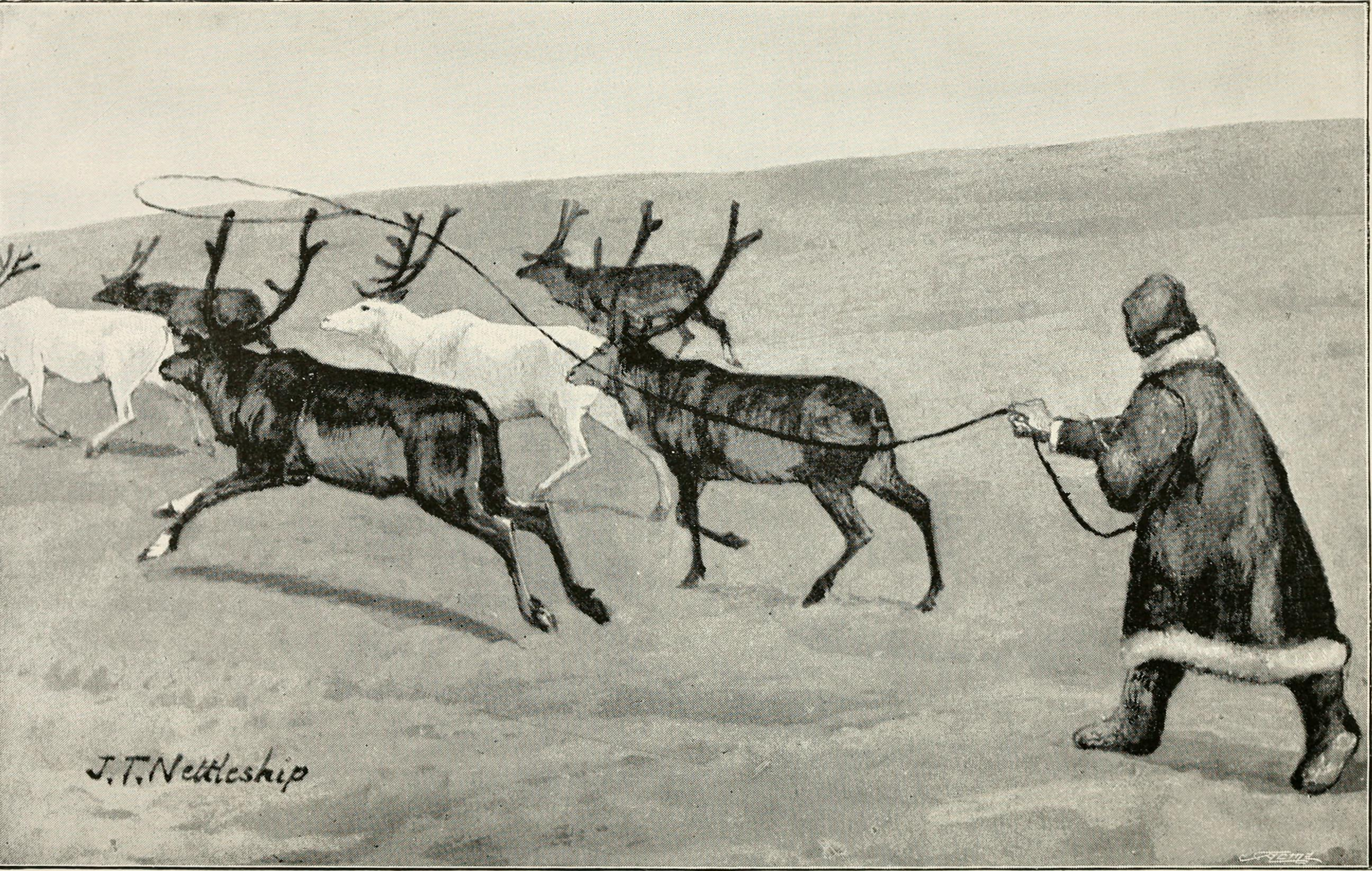
Rénszarvasokat hajtó szamojéd (J. T. Nettleship rajza, 1895)

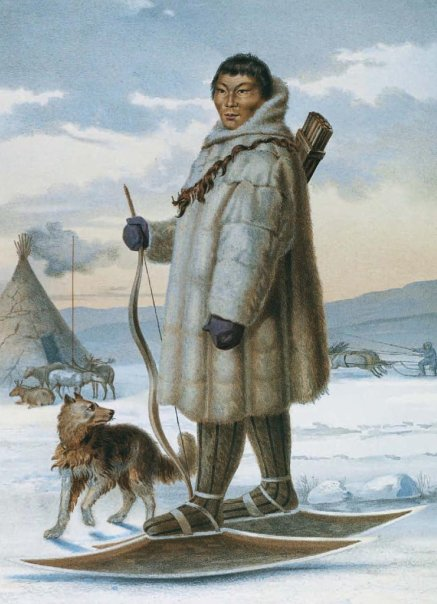
Nyenyec férfi (19. századi rajz)

  - nyenyecek (jurák-szamojédek) – kiterjedt területen élnek a Kola-félszigettől egészen Az Északnyugat-szibériai Jenyiszejig és a Pur folyó medencéig. Elszórt csoportjaik a vogulok és az osztjákok területein is megtalálhatóak. 2000 körül számuk 33.000 fő volt, nyelvüket 27.000-en beszélték anyanyelvi szinten.[59]
  - enyecek (jenyiszeji szamojédek) – a Jenyiszej alsó folyásánál és Dugyinka város környékén élő nép. 2000 körül számuk 400 fő volt, nyelvüket 100-en beszélték anyanyelvi szinten.[59]
  - nganaszanok (tavgi szamojédek) – a Tajmir-félszigeten nép. 2000 körül számuk 1000 fő volt, nyelvüket kevesebb, mint 500 fő beszélték anyanyelvi szinten.[59]
  - szölkupok (osztják-szamojédek) – az Ob és a Jenyiszej közötti vidék lakosai Nyugat-Szibériában. 2000 körül nyelvüket 4500-an beszélték, 1500-an anyanyelvi szinten.[59]
  - kamasszok – tulajdonképpen kihalt nép, legalábbis nyelvi tekintetben. Az utolsó beszélő, K. Z. Plotnyikova asszony 1989-ben hunyt el. A kamasszok a Szaján-hegység lakosai voltak a Kan és a Mana folyó medencéjében.[59]

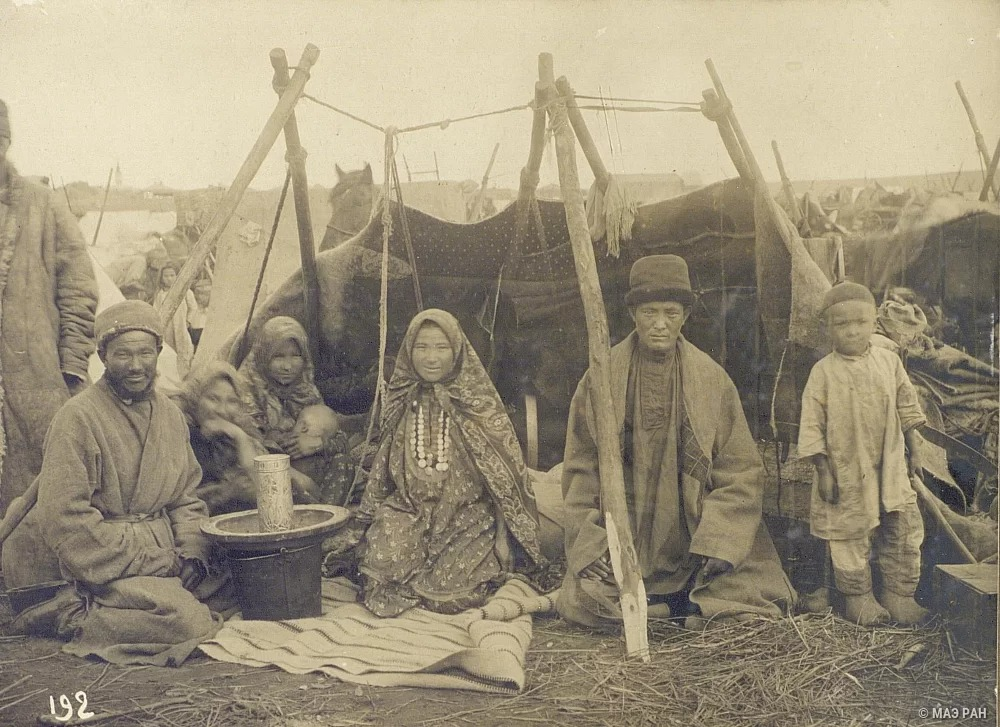
Baskírok (fénykép, 20. sz. eleje)

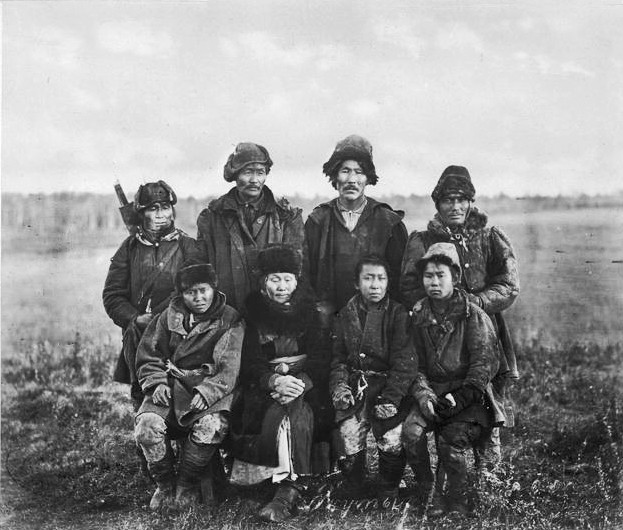
Jakutok (fénykép, 1908)

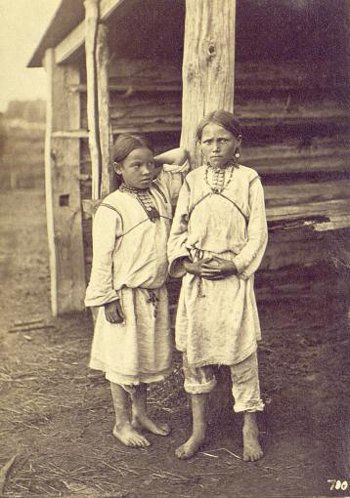
Fiatal csuvas leányok (fénykép, 1871/1878 körül)

- török népek (szibéria török népek):
  - baskírok – Baskíria lakosai, számuk 2000 körül 1.800.000 fő volt, a nyelvet 1.000.000-an beszélték.[60]
  - nogajok – Dagesztán, a Sztavropoli határterület és Karacsáj- és Cserkeszföld lakosai, nyelvüket 2000 körül 75.000 fő beszélte.[61]
  - kumük – Dagesztán északi részének lakói, számuk 2000 körül 300.000 fő volt.[61]
  - karacsájok – Karacsáj- és Cserkeszföld lakosai, számuk 2000 körül 160.000 fő lehetett.[62]
  - balkárok – Kabard- és Balkárföld lakosai, számuk 2000 körül 90.000 fő lehetett.[62]
  - ojrotok (altaji tatárok) – az Altaji Körzet lakosai, számuk 2000 körül 80.000 fő lehetett, a nyelvet 60.000-en beszélték.[63]
  - hakaszok (abakáni tatárok) – a Jenyiszej felső folyásánál lakó nép, számuk 2000 körül 85.000 fő lehetett, a nyelvet 65.000-en beszélték.[63]
  - sórok – a Hakasz- és Gornó-Altaji Autonóm Terület lakosai, számuk 2000 körül 16.000 fő lehetett, a nyelvet 10.000-en beszélték.[63]
  - csulimi tatárok – a Csulim-folyó vidékének lakosai, kihaló nyelvüket 2000 körül pár százan beszélték.[63]
  - kamaszok – a Krasznojarszki Körzetben élő kis nép, számuk 2000 körül 200 fő lehetett.[63]
  - tuvaik (tuvinok) – a Tuvai Autonóm Terület buddhista lakosai, számuk 2000 körül 210.000 fő lehetett,[63]
  - karagaszok (tofák, tofalárok) – a Krasznojarszki Körzetben a Szajáni-hegység lábánál élő lakosok, számuk 2000 körül alig 600 fő lehetett. Ortodoxok.[63]
  - jakutok (szachák) – Jakutföld lakosai, számuk 2000 körül 390.000 fő lehetett, a nyelvet nagy részük beszélte. Ugyan ortodoxok, de a sámánizmus gyökerei erősen élnek náluk.[63]
  - csuvasok (csavasok) – Csuvasföld lakosai, számuk 2000 körül 1.800.000 fő lehetett, a nyelvet 1.400.000-en beszélték. Ortodoxok.[64]
  - dolgánok – a Tajmir-félsziget lakosai, a nyelvet a 2010-es években alig 1000 fő beszélte.[65]

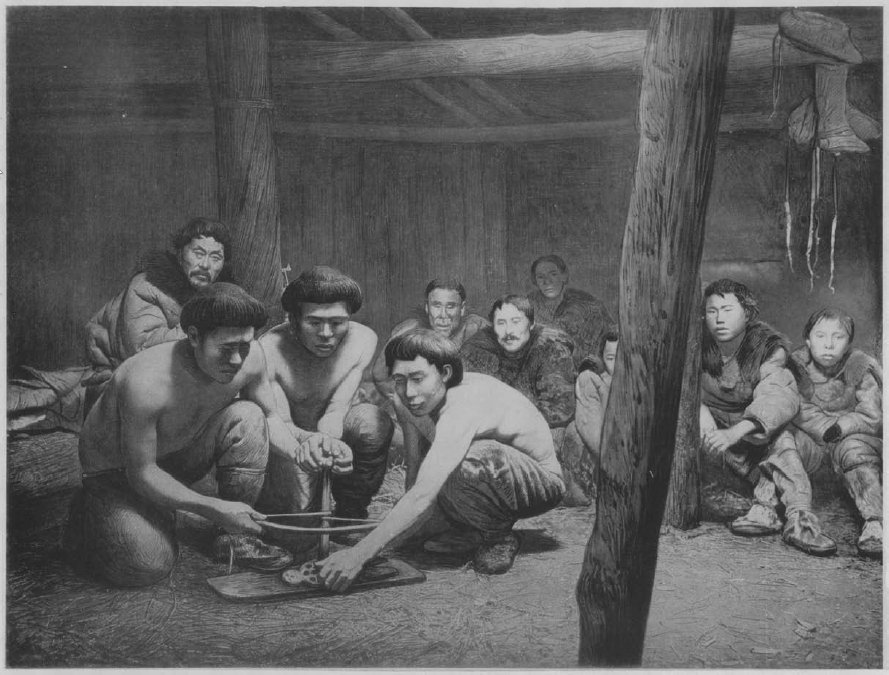
Korjákok (fénykép, 20. sz. eleje)

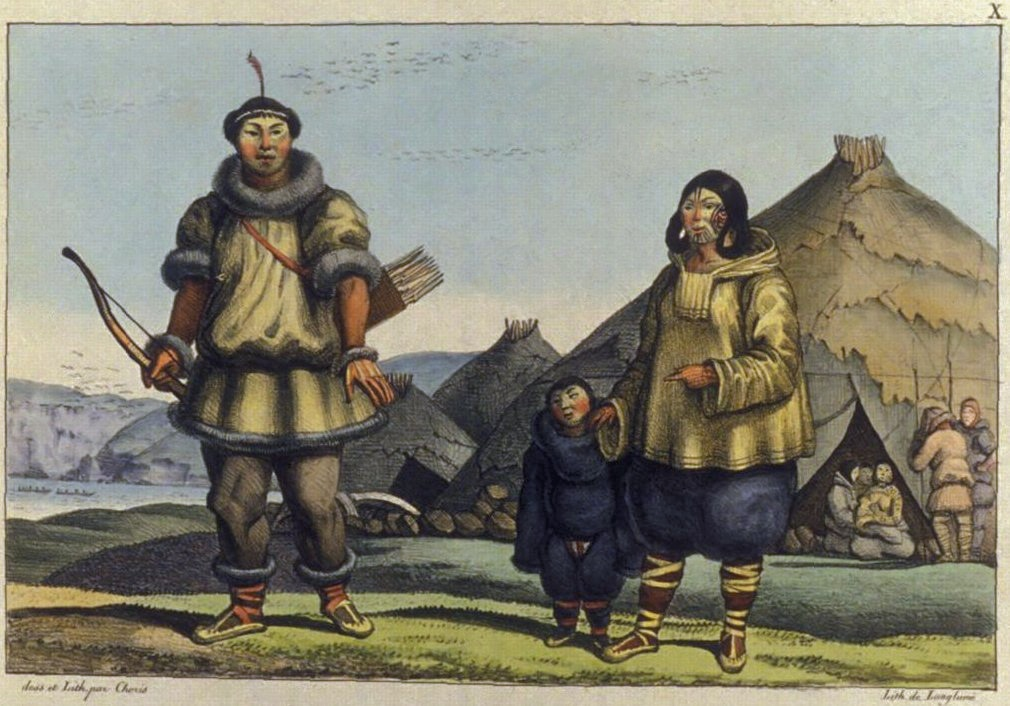
Csukcs család a sátra előtt (Louis Choris rajza, 1816)

- paleoszibériai népek (paleoázsiai népek): Szibéria Észak-keleti részének ősi lakói saját nyelvekkel. Ezeknek a népek kihalóban vannak, nyelveiket néhány száz, legjobb esetben néhány ezer, főleg kétnyelvű ember beszéli. Felszínesen egy részük keresztény hitre tért, de a legtöbben az ősi sámánhitet gyakorolják.[66]
  - korjákok – Korjákföld lakosai, 2000 körül a nyelvet 9000 ember beszélte[67]
  - aljutorok – Korjákföld lakosai, 2000 körül a nyelvet néhány száz öregember beszélte[67]
  - kerekek – Csukcsföld lakosai, 2000 körül a nyelvet néhányan beszélték, a többi kerek a csukcsot vette át[67]
  - ketek (jenyiszeji osztjákok) – a Krasznojarki terület, a Jenyiszej-folyó vidékének lakosai, 2000 körül a nyelvet talán 1000 fő beszélte[68]
  - jugok – a Krasznojarki terület lakosai, 2000 körül a nyelvet talán néhány öregember beszélte[68]
  - jukagirok (odulok, vadulok) – Jakutföld Kolimai-járásának lakosai, 2000 körül a nyelvet talán néhány száz ember beszélte[68]
  - giljákok (nyivhek) – az Amur-folyó alsó vidékének lakosai, 2000 körül a számuk mintegy 5000 fő volt, a nyelvet talán néhány száz ember beszélte[68]
  - csukcsok (luoravetlanok) – Csukcsföld lakosai, 2000 körül talán 16.000 fő, a nyelvet 13.000 beszéli[67]

- mongol népek:

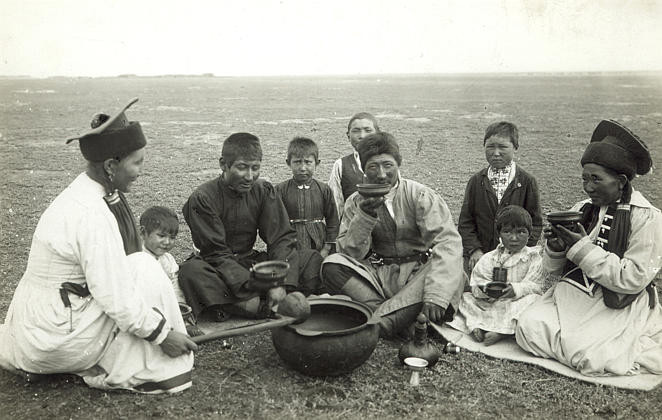
Kalmükök az orosz sztyeppén (fénykép, 19. sz. vége

  - burjátok – Burjátföld buddhista–sámánista vallású lakosai, számuk 2000 körül 430.000 fő volt, a nyelvet 320.000-en beszélték.[69]
  - kalmükök – Kalmükföld buddhista vallású lakosai, számuk 2000 körül 180.000 fő volt.[69]

- tunguz népek:

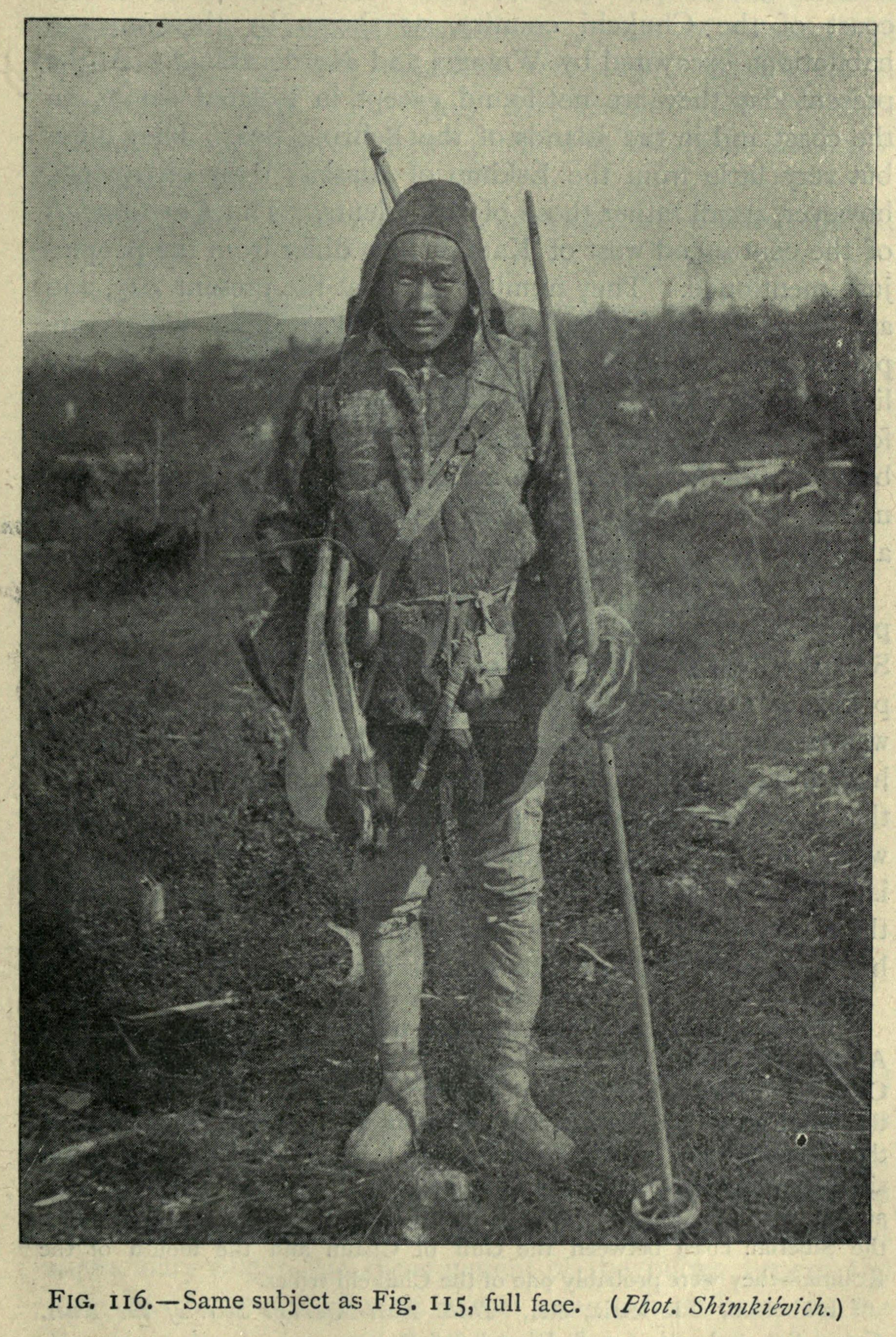
Tunguz férfi (fénykép, 1906)

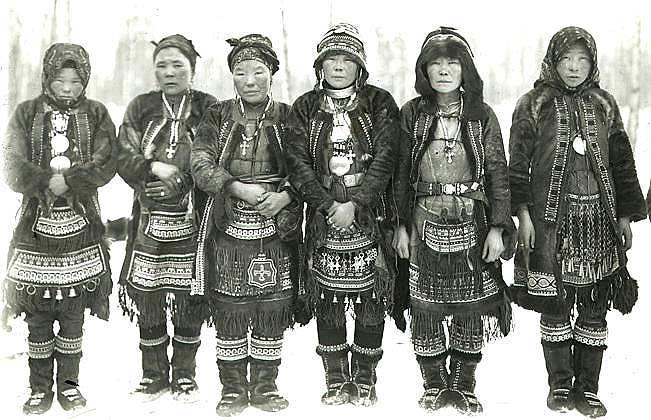
Lamut nők csoportja (fénykép, 20. sz. eleje)

  - evenkik (tunguzok) – az Evenki körzet lakosai, 2000 körül számuk 30.000 fő volt. A nyelvet kb. 12.000-rend beszélték, Evenkek élnek Kínában, és a belső-mongóliai Hejlungcsiang tartományban is.[70]
  - evenek (lamutok) – Jakutföldön és elszórtan máshol is élnek Szibériában. 2000 körül kb. 13.000-en voltak, a nyelvet a lakosság fele beszélte. Kis csoportjuk található Kamcsatkán is.[70]
  - szolonok – egyesek szerint az evenkekhez tartoznak, a a szolon nyelv pedig az evenk egyik nyelvjárása. Az 5000 főnyi beszélő Oroszország habarovszki területén, Kínában, Mandzsúriában, és Kelet-Turkesztánban él.[70]
  - negidalok (beyeninek) – az Ulcsai kerület lakosai, 2000 körül számuk 500 fő volt. A nyelvet kb. 200 fő beszéli anyanyelvi szinten.[70]
  - udék (udehek) – az Amur és az Usszuri vidkének lakosai, 2000 körül számuk 1600 fő volt. A nyelvet kb. 100 fő beszélte, lehet, hogy napjainkra kihalt.[70]
  - nanájok (goldok) – a habarovszki térség, és a tengermellék lakosai, 2000 körül számuk 17.000 fő volt. A nyelvet kb. 7000 fő beszélte. Kisebb csoportjaik Kínában és Szahalin-szigetén is élnek.[70]
  - orocsok (nánik) – a Amur mentén, Habarovszktól északra élő kis nép. 2000 körül nyelvüket alig 500 ember beszélte[70]
  - ulcsik (olcsák, hocsék) – a habarovszki térségében az Amur mentén élnek. 2000 körül számuk 2500 fő volt, a nyelvet pár százan beszélték.[70]

Szibéria Észak-keleti részén (elsősorban a Csukcs-félszigeten) kisebb eszkimó (akik itt nem inuitoknak, hanem jupiknak nevezik magukat) csoportok is élnek (2004 körül néhány száz fő). Egyes kutatók őket is a paleoszibériai csoporthoz sorolják. Nyelvükre a szovjet hatóságok a cirill betűs írásbeliséget vezették be az 1930-as években.
Csekély aleut kisebbség is él az Aleut-szigetek Oroszországhoz tartozó keleti részén. (ld. fentebb)
| Irodalom: |
| - E. W. Pfizenmayer: Kelet-Szibíria õsvilága és õsnépei, Budapest, 1930; - Trócsányi Zoltán: Észak nomádjai; Athenaeum, Bp., 1936; - Hajdú Péter: Finnugor népek és nyelvek, Gondolat Kiadó, Budapest, 1962 |

### Kelet-Ázsia

##### Kamcsatka-félsziget

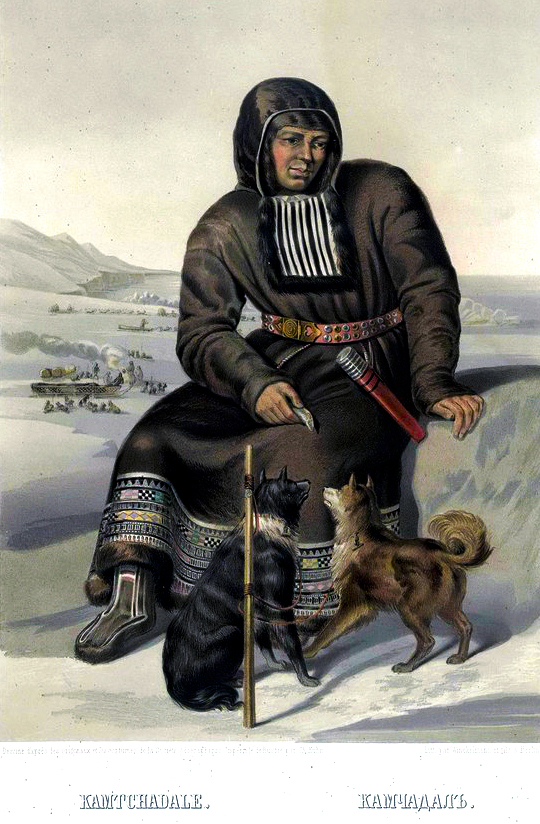
Kamcsadál férfi (rajz Theodore de Pauly Description ethnographique des peuples de la Russie c. könyvéből, 1862)

Az ugyancsak Oroszországhoz tartozó Kamcsatka-félsziget lakóit hagyományosan kamcsatkai népeknek nevezték. Ide tartoznak elsősorban a kamcsadálok (itelmenek) száznál kevesebb anyanyelvű emberrel, de laknak csukcsok, korjákok, és evenek is a félszigeten.
Igen csekély aleut kisebbség is él Kamcsatka-félszigetén. (ld. fentebb) Valamikor ainuk is éltek itt.
| Irodalom: |
| - Sten Bergman: Kamcsatka õsnépei, Budapest, 1930 - Trócsányi Zoltán: Észak nomádjai, Athenaeum, Budapest, 1936 |

#### Szahalin

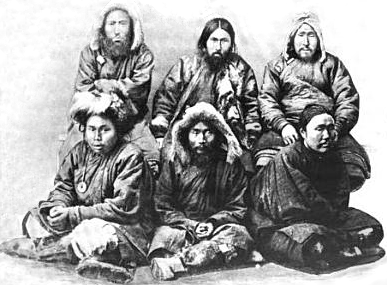
Gilják férfiak (fénykép, 1902)

Az Oroszországhoz tartozó Szahalin szigetén ainu néptöredékek élnek. Emellett itt él a kihalás előtt álló, tunguzokkal rokon kis orok nép (uilták). 2010-ben a számuk hivatalos népszámlálási adatok alapján 295 fő volt, illetve Hokkaidón még 20 fő.
Kis számú gilják (nyivh) is él a szigeten. (ld. Szibéria-rész).
| Irodalom: |
| - Anton Pavlovics Csehov: Szahalin – Levelek, vallomások 1877–1904, Magyar Helikon Könyvkiadó, Budapest, 1975 - Dalos György: Szahalin – Csehov szigete, Helikon Kiadó, Budapest, 2003 |

#### Kuril-szigetek
Az Oroszországhoz tartozó Kuril-szigetek szigeteken ainu néptöredékek élnek.
| Irodalom: |
| - Sten Bergman: A viharok hazájában. Természettudományos kutatóutazás a Kurili-szigeteken, Franklin-Társulat Magyar Irodalmi Intézet és Könyvnyomda, Budapest, 1934 |

#### Japán

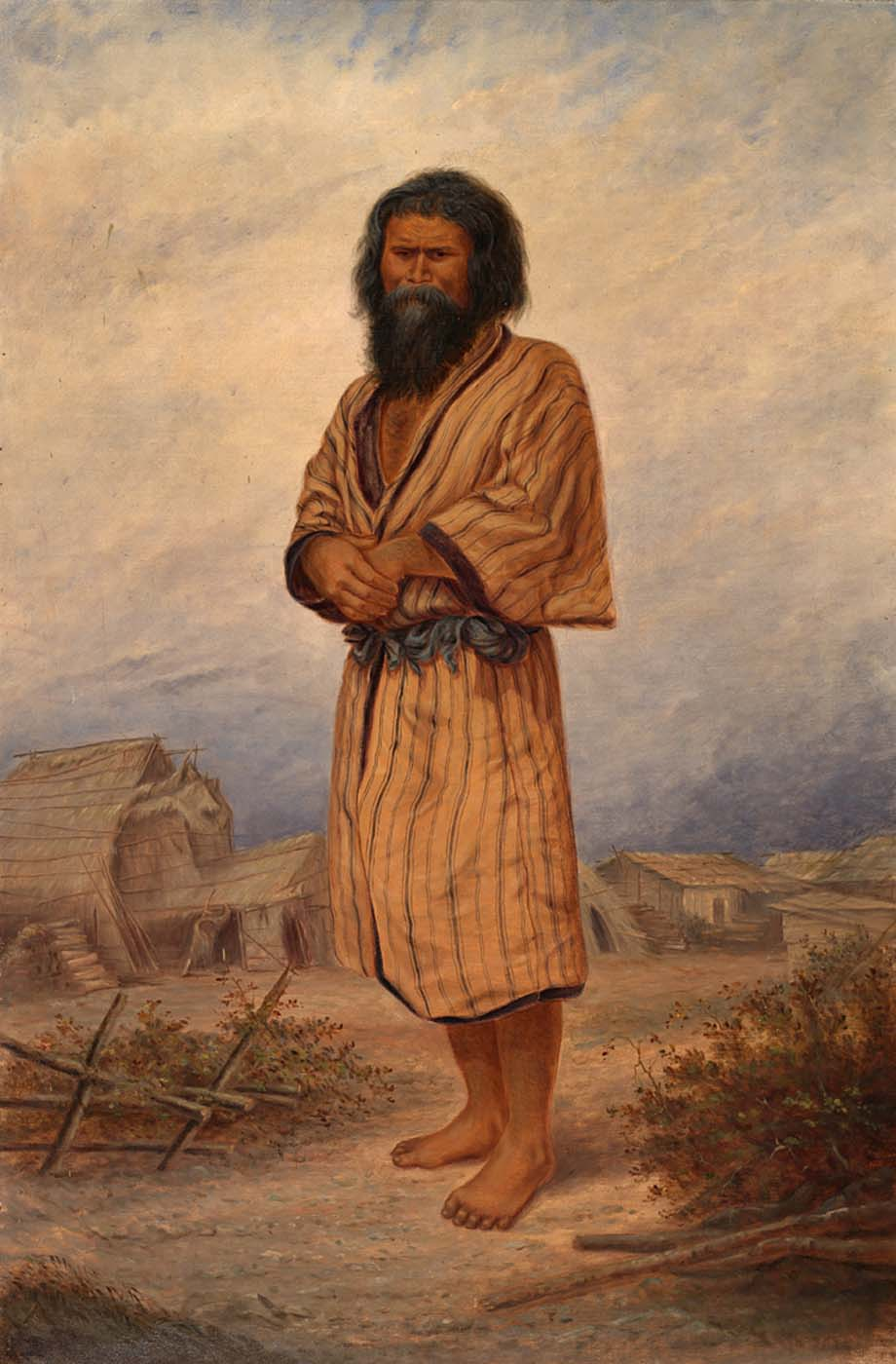
Ainu férfi (Antonio Zeno Shindler, 1893)

Valamikor Japán egész területén, illetve Japántól északra Szahalinon, a Kurill-szigeteken, és Kamcsatkán egy régi népcsoport élt, akiket ainuknak neveznek. A 18. században körülbelül 80 000 fő volt az ainu lakosság száma. 1868-ban mintegy 15 000 ainu élt Hokkaidón, 2000 Szahalinon, és nagyjából 100 a Kuril-szigeteken.
Az északra terjeszkedő japánok fokozatosan kiszorították őket, napjainkra Japánban csak Hokkaidó-sziget keleti felén maradt fenn kisebb csoportjuk. Létszámuk az 1990-es években 18-25.000 fő lehetett, bár valószínűleg a teljes szám nagyobb, mert sokan nem vallják be ainu származásukat. (Összehasonlításként: a fenti szám Japán teljes lakosságának alig 0,02%-át teszi ki.)
Az ainu nyelvet 2000 körül talán néhány száz kétnyelvű (japán–ainu, orosz–ainu) ismerte még.
| Irodalom: |
| - Barátosi Balogh Benedek: Dai Nippon – Kelet csodái, A "Magyar Kereskedelmi Közlöny Kiadása" Ujság-, Hirlap- és Könyvkiadó-vállalat, Budapest, 1906 |

Taivan szigetének törzsei

#### Taivan(Formosa)
A sziget bennszülött lakosságát „Taivan hegyi lakóinak” is nevezik, a kínai betelepülések (1600-as évektől) előtt a sziget az ő birtokukban volt. Az 1990-es években számukat 350.000 főre becsülték, amely a sziget lakosságának alig 2%-a lehetett. Több törzs létezik, mindegyiknek saját nyelve van. Jelenleg elsősorban Taivan keleti részének hegyeit és síkságait lakják.
Az egyes törzsek nevei:
- Hegyi törzsek: Amisok, Atayalok, Bununok, Kanakanavuk, Paiwanok, Puyumak, Rukaik, Saaroak, Saisiyatok, Sakizayak, Seediqek, Tarokok, Thaok, Tsouk, Yamik.
- Síksági törzsek: Arikunok, Babuzak, Basayok, Hoanyak, Kaxabuk, Ketagalanok, Kulonok, Lloak, Luilangok, Makataok, Paporak, Pazehok, Qauqautok, Sirayak, Taivoanok, Taokasok, Favorlangok, Trobiawanok.

### Dél-Ázsia

#### India

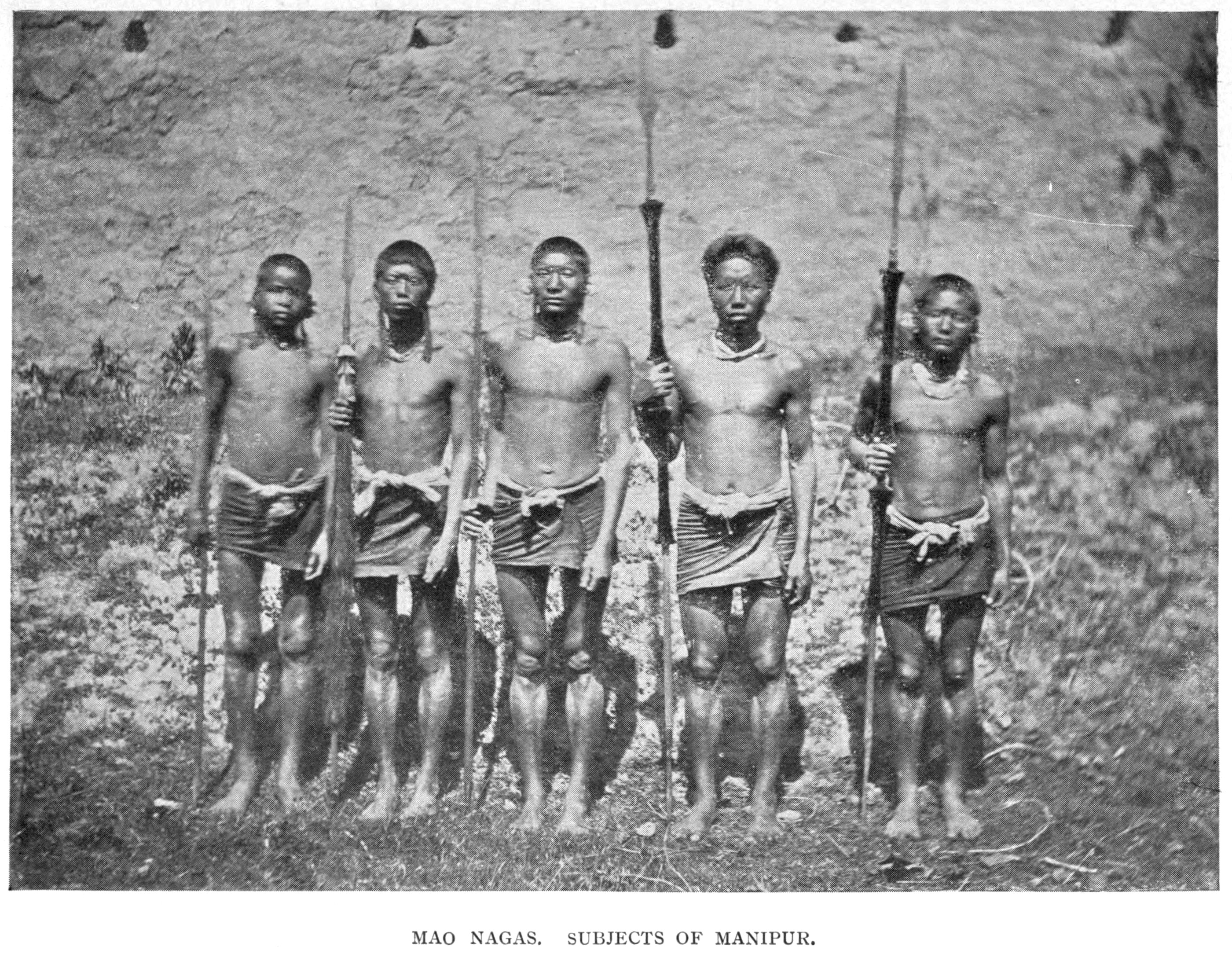
Nága harcosok (fénykép, 1911)

India óriási terület, és különböző fejlettségi fokon élő népek lakják. A nagyvilág általában a hindu vallású többséget ismeri, de a lakosok jelentős része muzulmán, és a gyarmatosítás ideje óta jelentős számú európai költözött a kontinensre. Mindezen felsorolt csoportok mellett animista törzsek is élnek a kontinensen. Őket leggyakrabban adivasziknak („eredeti lakosok”) nevezik, de előfordul a „jegyzett törzsek” megjelölés. Területileg elszórtan fordulnak elő, jellemzően inkább Közép- és Északkelet Indiában. Nem képeznek homogén csoportot, a 200-nál több törzs több száz nyelvet használ, és életmódjában is eltér egymástól. Számuk az 1990-es években 50.000.000 főnél nagyobb volt, ezzel az indiai lakosság 7,5%-át tették ki.
Általában tőlük külön kezelik az India legkeletibb, elszigetelt (Bangladensen túli) részének nága népcsoportját. Az Asszám állam, illetve szomszédos Nágaföld, és a Mianmar (Burma) közötti hegyekben élő nágák száma az 1990-es években talán 700.000 fő (India teljes lakosságának 0,1%-a) lehetett. A nágák 16 törzsre oszlanak, nyelveik egymás számára nem érthetők.
| Irodalom: |
| - L. V. Saposnyikova: A Kék-hegyek törzseinek titkai, Kossuth Könyvkiadó, Budapest, 1974; - L. V. Saposnyikova: A dzsungel ösvényei, Kossuth Könyvkiadó, Budapest, 1980 |

#### Banglades
Akárcsak Indiában, a korábban hozzá tartozó Bangladesben (a régi Bengáliában) is élnek törzsi lakosok. Lakóhelyük elsősorban a Bandaran, a Csittagong-hegyvidék, Khagracsari körzetei, Banglades keleti határterülete. Egy részüket „Csittagong-hegyvidéki törzsek” névvel illetik. (Az ő számuk kb. 500.000 fő volt az 1990-es években.) A következő törzseik vannak:
- mongolid eredetű törzsek:
  - szantálok
  - oraonok
  - hók
  - mundok
  - rajbanszik
- dravida eredetű törzsek:
  - csakmák
  - marmák
  - tripurák
  - garok
  - manipurik
  - khaszik

A törzsek egy része keresztény, illetve buddhista – a többségük azonban a törzsi vallásokat követi.

#### Srí Lanka(Ceylon)

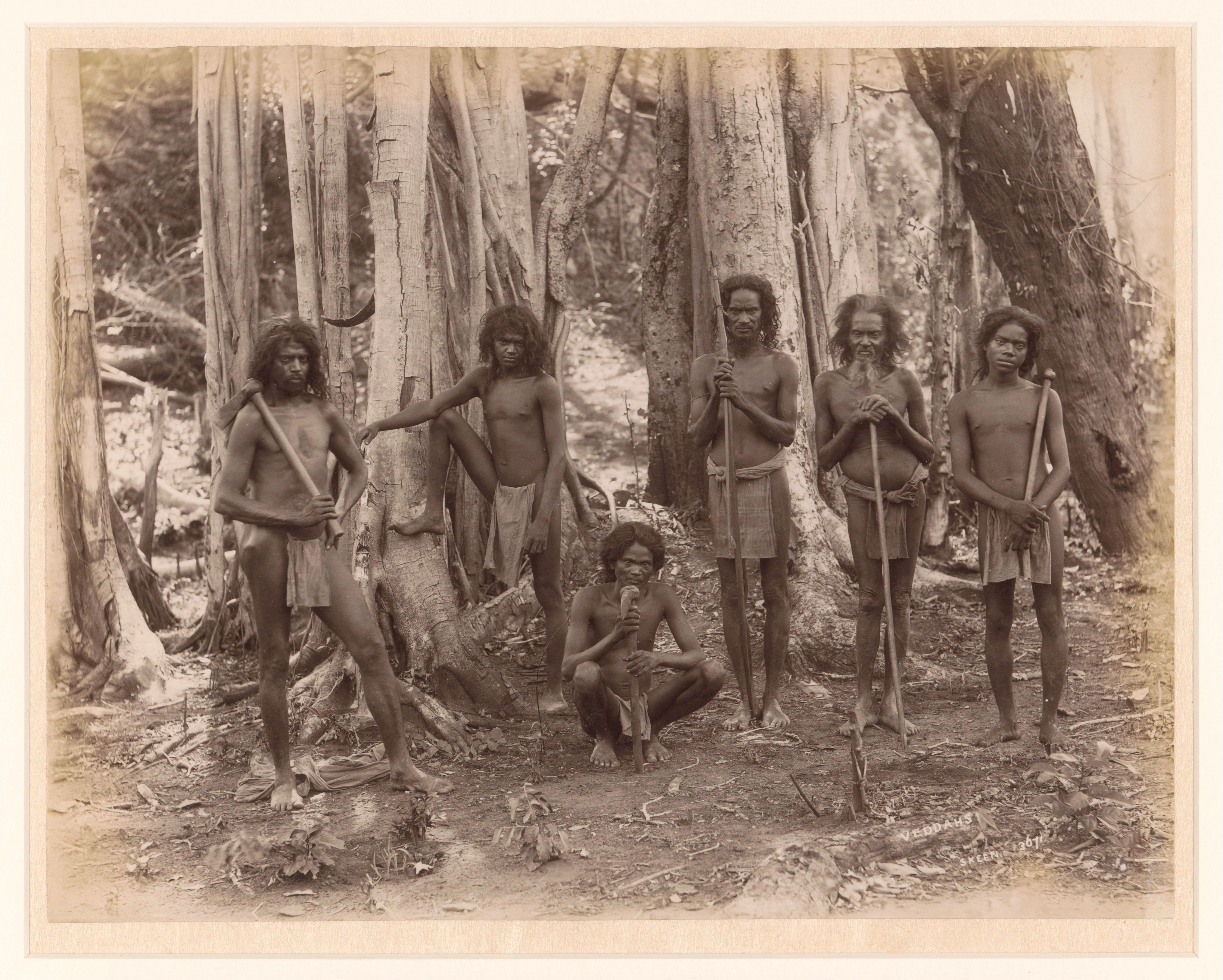
Veddák (fénykép, 1904 körül)

Srí Lanka legrégebbi lakosait, a sziget középső részének és keleti partjának népét veddáknak hívják. Dravida eredetűek, és napjainkban is egy részük vadászó-gyűjtögető életmódot folytat („dzsungel veddák”). A letelepedett, mezőgazdasággal foglalkozó részüket „falusi veddáknak” nevezik.  Számuk az 1990-es években csak 2000 fő lehetett, ami az ország lakosságának alig 0,1%-át tette ki.
| Irodalom:                                                                                    |
| - Kubassek János: A veddák földjén - Srí Lanka szigetén, Gondolat Könyvkiadó, Budapest, 1969 |

### Délkelet-Ázsia

#### Andamán- és Nikobár-szigetek

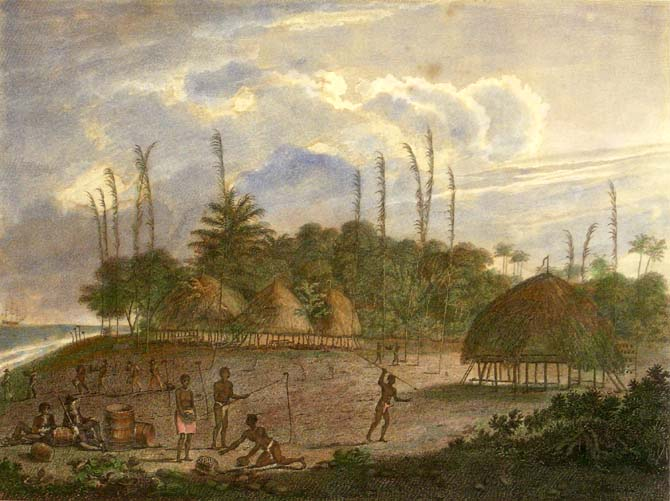
Nikobár-szigeteki bennszülöttek (Henry Salt, 1809)

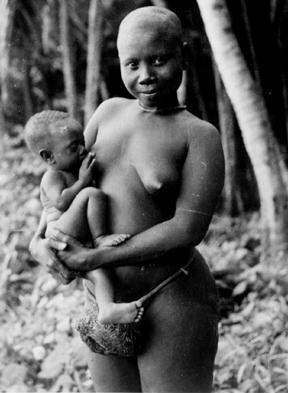
Andamán-szigeteki fiatal nő a kisbabájával (fénykép, 1905)

Az Indiához tartozó szigetvilág az egyik utolsó hely a Földön, ahol ténylegesen elszigetelt, természeti életmódot folytató törzsek élnek (ld. fentebb, „Történetük” résznél), akik meglehetősen ellenségesek a behatoló külföldiekkel szemben. Az Andamán-szigeteken 500-nál több tagjából az 1990-ers évekében alig 27 volt lakott. Ezeken 4 törzs élt, az őslakosok teljes létszáma nem több, mint 500-600 fő lehetett. A törzsek a következők:
- andamánok
- ongok
- szentinelézek
- jarawák

A Nikobár-szigeteken is élnek őslakosok, a nikobárok 7-féle nyelvet (vagy dialektust) beszélnek. Az őslakosok száma a 2010-es években 30.000 fő lehetett, a nyelveket anyanyelvi szinten 22.000 fő beszélhette. Az őslakosok másik részét som-pengeknek nevezik. A nikobárok nyelvei a következők:
- carok
- chaurak
- teressak
- nang-kaurik
- camortak
- katchalok
- sambelongok (déli-nikobárok)

| Irodalom:                                                                    |
| - John Hagenbeck: India szigetvilága Ceylontól Szumatráig, Budapest, 1920 k. |

#### Mianmar(Burma)

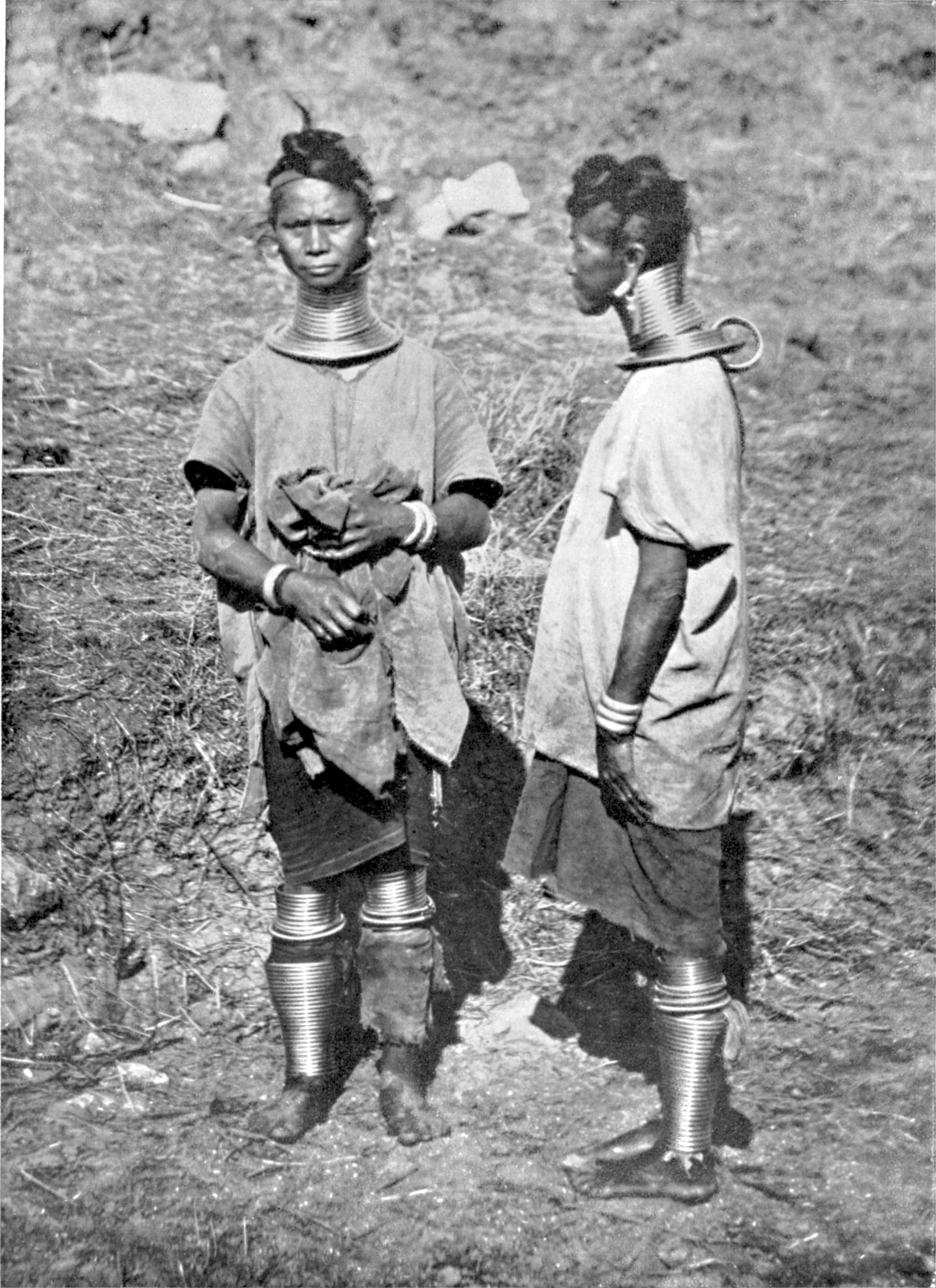
Pagong nők (fénykép Georg Buschan Die Sitten der Völker c. művéből, 1914)

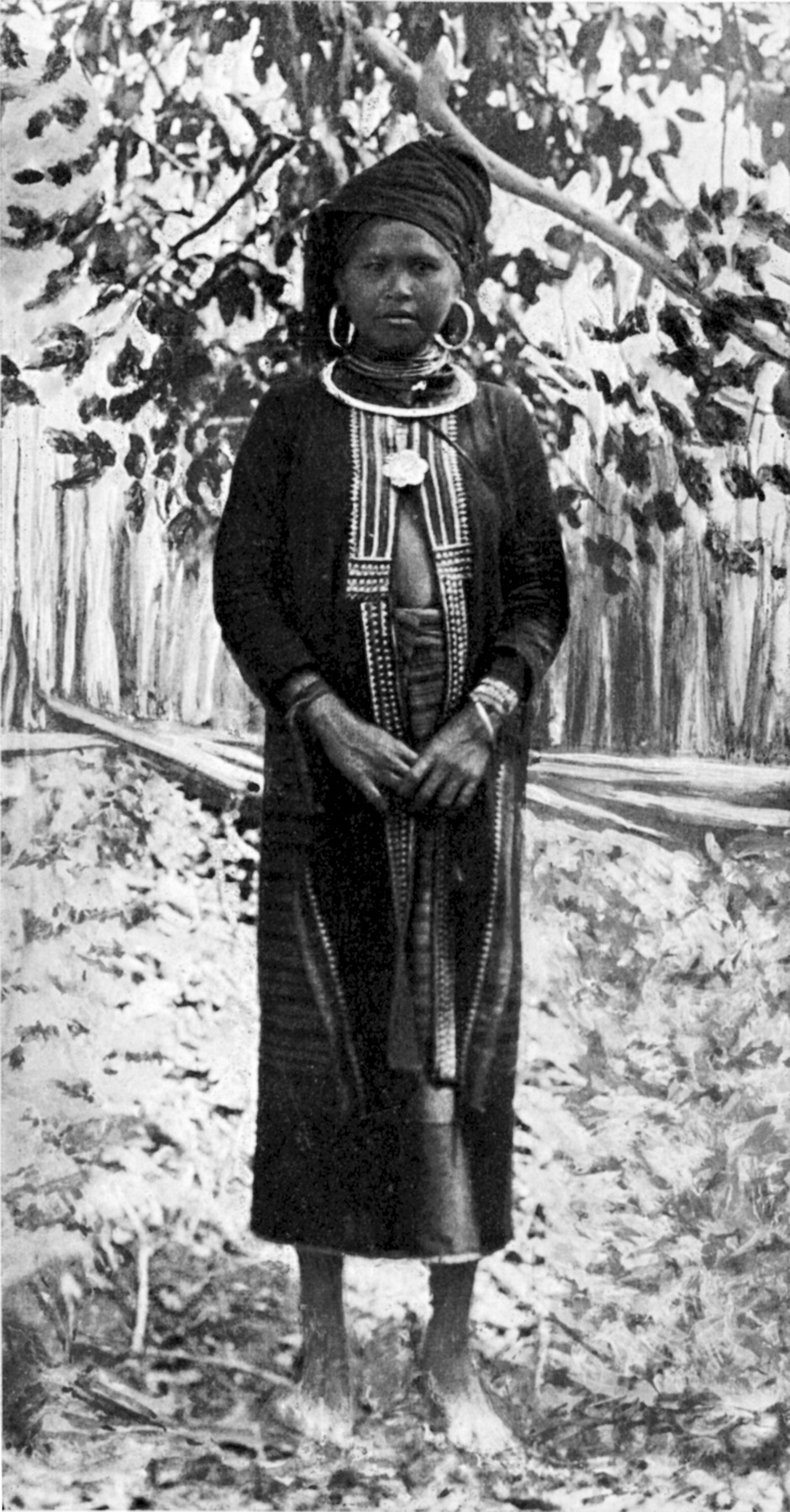
Lahu nő (fénykép Sir J. G. Scott Burma – A handbook of practical information c. művéből, 1940)

Burma lakosságának két harmadát maguk a burmaiak nevezett nép adja. Mellettük azonban 67-féle bennszülött népcsoport is él az országban. Míg a burmaiak a központi, ún. Iravádi-alföldi részt lakják, a törzsek szétszórtan veszik körül ezt. Fő csoportjaik a következők:
- monok – az 1990-es években számuk kb. 1.300.000 fő volt.
- sanok – az 1990-es években számuk kb. 3.000.000 fő volt.
- karenek – az 1990-es években számuk kb. 3.000.000 fő volt.
- arakének – a Bengáli-böl part menti sávját lakják.

A fenti törzsek jellemzően buddhista vallásúak, részben magaskultúrával is rendelkeznek, és hercegségeket alkotnak – azaz tulajdonképpen nem is sorolhatók a természeti népek közé. Vannak azonban olyan törzsek akiket be lehet sorolni a természeti népek közé:
- jellemzően ilyenek a kacsinok (dzsingpók), akik az állam északi, hegyes vidékén élnek (ezért nevezik őket „hegyi embereknek”), és valóban vándorló életmódot folytatnak, vallásaik animisták.[88]
- India és Banglades burmai határán csinek élnek. Számuk 1990 körül 350.000 fő lehetett (az indiai és bangladesi oldalon még további 800.000 fő). Nagyrészt animisták, törzseik élén örökös főnökök állnak.[89]

Egyéb kisebb természeti népcsoportok:
- nagák – Asszam-hegyek lakói
- vák – korábbi fejvadász népcsoport
- padongok – Jünnan határvidékén élnek, nőik a csuklókon és bokákon viselt rézkarikákról ismeretesek
- akák – hegyvidéki csoport
- lahuk – hegyvidéki csoport
- liszuk – hegyvidéki csoport

#### Thaiföld
Thaiföld északi határvidékén több hegyi néptörzs él, amelyek Kína déli részéből vándoroltak ki különböző időkben. Jellemzően fakitermeléssel és égetéses talajműveléssel foglalkoznak, és vándorló életmódot folytatnak. Az ide tartozó emberek száma az 1990-es években talán 415.000 fő lehetett, amely Thaiföld népességének alig 1%-át tette ki. A törzsek a következők:
- tibeti-burmai törzsek: lahuk, akhák, liszuk
- sinto-tibeti törzsek: meók (mhongok), jaók (mienek)
- karenek
- lavák
- khamuk
- kha htinek
- thai luek
- jambrik

A törzsek falvaiban nagy tekintélye van a sámánoknak, de megfigyelhető a kínai vallás és a kereszténység befolyása is.

#### Vietnám
Vietnám lakosságának körülbelül 1,5%-át teszik ki az 1990-es években kb. 800.000 főre becsült törzsi lakosok (főleg Közép-Vietnámban). Ők magukat szréknek nevezik, és a hagyományos vadászó-gyűjtögető életmód mellett kezdenek áttérni a földművelésre. Csoportjai a következők:
- mon-khmerek (ausztro-ázsiaiak) – Közép-Vietnám hegyvidéki részein: 
  - bohnarok,
  - szodangok,
  - müongok
  - mák
  - szűkebb értelemben vett szrék
- maláj-polinézek (ausztronézek) – Közép-Vietnám alföldi részein: 
  - rhadek
  - dzseraik

Vietnám északi részén egyéb törzsi csoportok is élnek:
- mhongok
- jaok
- nungok
- thaik.

#### Indonézia
- - Maláj-félsziget természeti népei
  - Szumátra természeti népei
  - Jáva természeti népei
  - Celebesz természeti népei
  - Borneó természeti népei
  - Nias-sziget természeti népei
  - Mentawaï-sziget természeti népei
  - Enggano-sziget természeti népei
  - Maluku-szigetek természeti népei

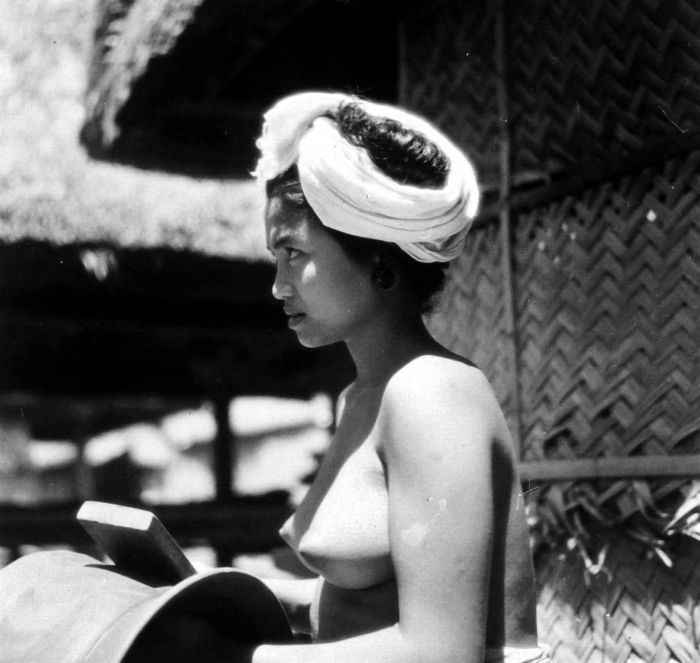
Balinéz nő (fénykép, 1939)

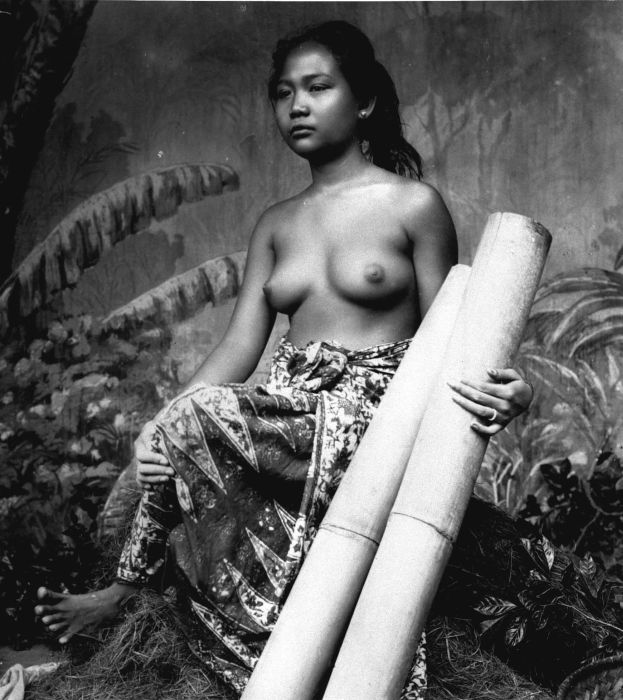
Nyugat-jávai nő (fénykép, 1880 után)

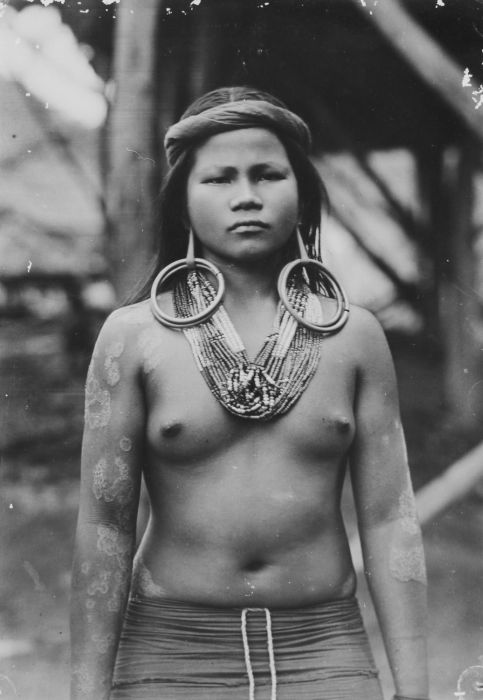
Dajak nő Borneó szigetéről (fénykép, 1898/1900)

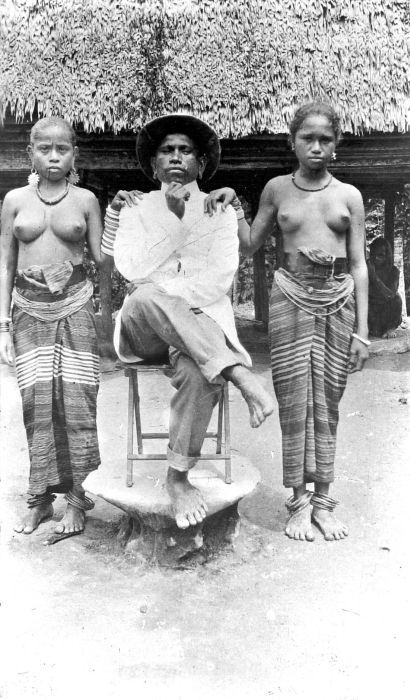
Tanimbár-szigeteki (Indonézia) törzsfő rokonaival (fénykép, 1920)

  - Kis-Szunda-szigetek természeti népei

#### Fülöp-szigetek
A Fülöp-szigeteken maláj-polinéz népek éltek az európai hódítások előtt. Az őslakosok XX. század elején 168 ismert nyelven beszéltek, amelyből a tagalog nyelv lett az irodalmi. 2000 körül a szigetek 70.000.000 lakosából 40.000.000-an beszélték a törzsi nyelveket.

## Ausztrália és Óceánia[93][94]

### Ausztrália

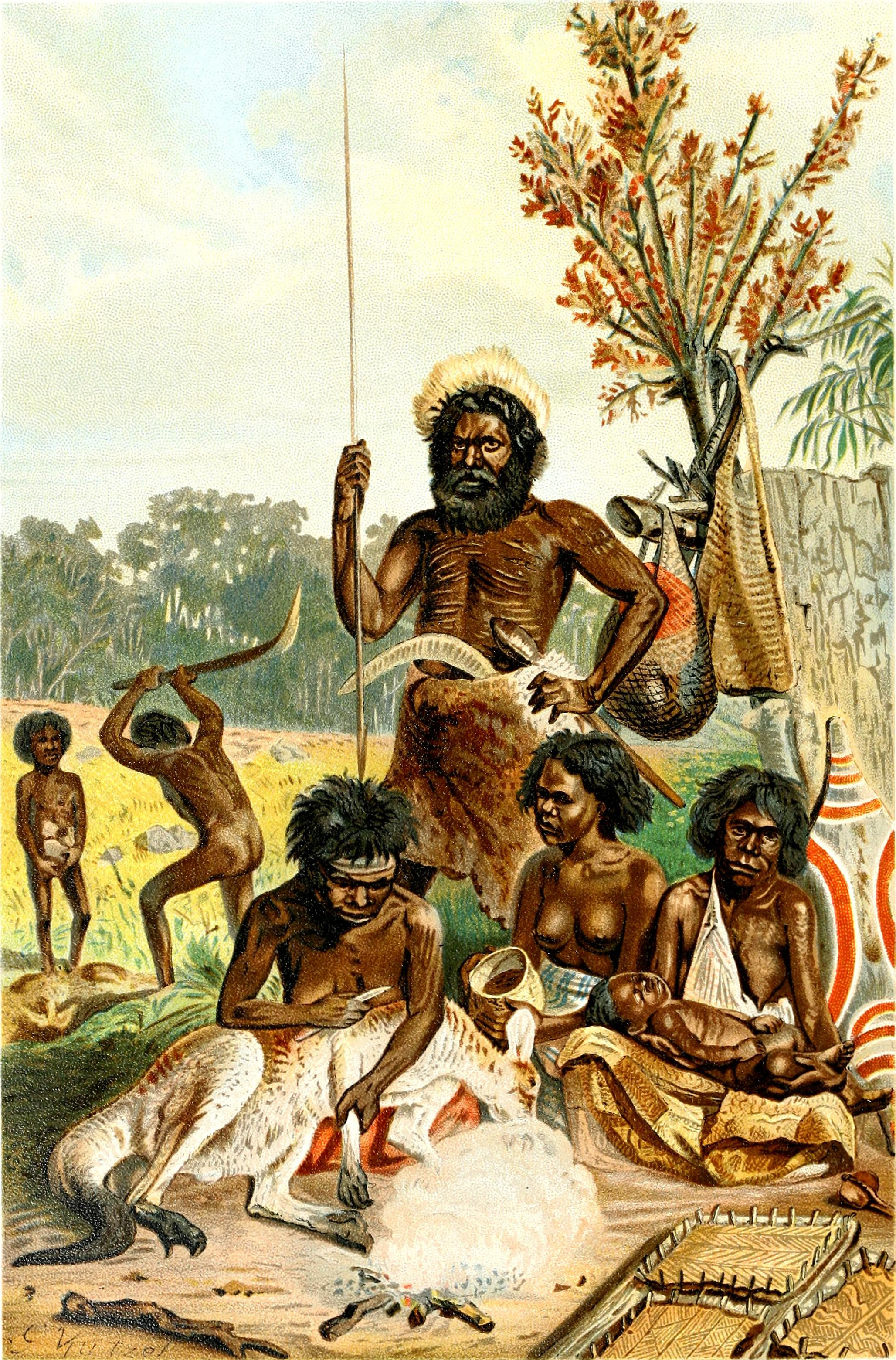
Ausztrál őslakosok (rajz a Ridpath's Universal history-ból, 1897)

Összefoglalóan aboriginálok:

#### Az ausztrál-kontinens természeti népei
Amikor az Európaiak 1788-ban megjelentek Ausztráliában, a földrészt a számítások szerint körülbelül 300.000, más számítások szerint 1.000.000 őslakos ausztráliai lakta, akik 500-nál több törzshöz tartoztak. Az egyes törzsek tagjainak száma 100-tól 1500 főig terjedhetett, átlagosan 500-600 volt. A törzsek jellemzően saját nyelvvel rendelkeztek, amelyek 29 vagy 31 nyelvcsoportba voltak sorolhatók. Az egyes törzsek között kölcsönös érhetőség nem volt, és napjainkban sincs. Az európaiak megjelenésekor a törzsek kőkorszaki szinten éltek, egy részük még 1930 körül is. Számuk az 1930-as évekre alig 30.000 főre csökkent. Később növekedésnek indult. Az őslakosok számát az 1990-es években 250–300.000 főre becsülték, amely Ausztrália teljes lakosságának alig 1,5%-át teszi ki. Napjainkban 92 őslakos nyelv tekinthető élőnek, használóik száma 32.000 főre tehető. A megmaradt nyelvek közül több a kihalás szélén áll a használók alacsony száma miatt (akár száznál kevesebb fő).
| Irodalom: |
| - Róheim Géza: A Csurunga népe, Leblang Könyvkiadóvállalat, Budapest, 1932; - Adolphus Peter Elkin: Ausztrália őslakói, Gondolat Könyvkiadó, Budapest, 1986, ISBN 963-281-628-5; - M. Clark Ashton: Abók. Ausztrál bennszülöttek (ford. Szántai Zsolt), Trajan Kft., Budapest, 2007, ISBN 978-963-9831-01-8 |

#### ATorres-szigetektermészeti népei

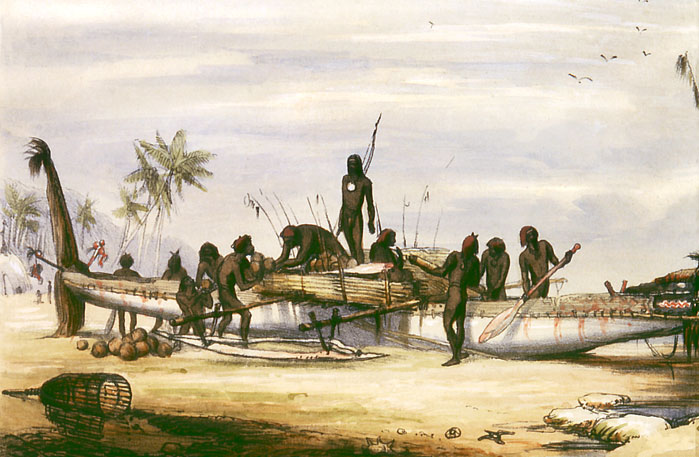
Őslakos kereskedők kenuval a Torres-szigeteken (Harden Sidney Melville, 1849 körül)

- pápua népcsoporthoz tartoznak[96]

#### Tasmaniaőslakói

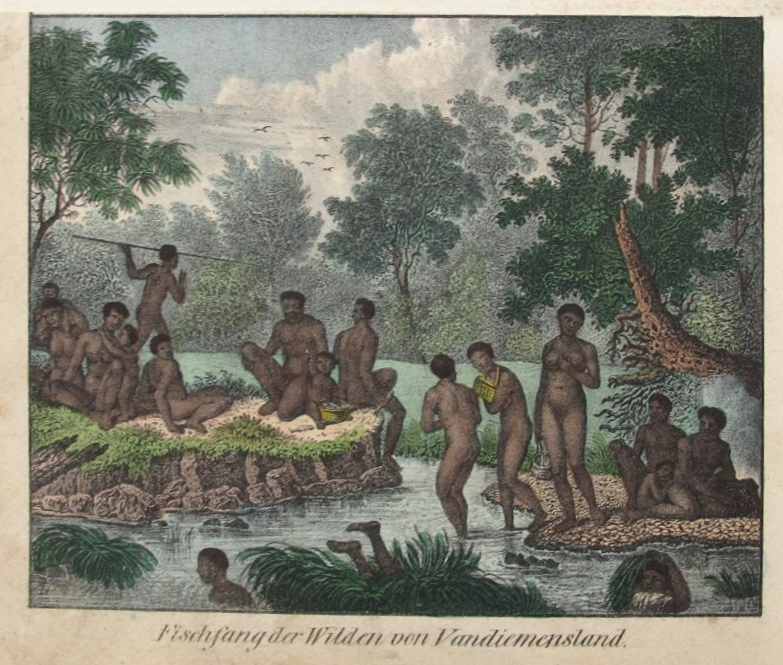
Halászó tasmaniai őslakosok (Friedrich Wilhelm Goedsche rajza (1830/1839)

A közkeletű tasmaniaiak kifejezés tudományosan nem használatos megjelölés Tasmania XIX. század folyamán kihalt „palawah” törzsére. Tasmania valamikor Ausztráliához tartozott, de 10-12.000 éve leszakadt róla a földtani mozgások következtében. Területén ausztralid lakók éltek az európaiak megjelenéséig (1772), majd megtelepedéséig (1803). Ekkoriban a tasmaniai őslakosok száma 5000-10.000 fő lehetett. Az 1830-as évekre számuk 300 fő alá csökkent, és 1832–1833-ban őket is egy közeli „gettószigetre” telepítették, egyesek szerint azért, hogy fennmaradásukat biztosítsák, mások szerint inkább amiatt, hogy ne legyenek útban. Ugyan a híresztelések szerint 1876-ban vagy 1905-ben halt meg az utolsó őslakos nő, valójában Tasmaniában és több környező szigeten fennmaradt a vérvonaluk.

### Melanézia

#### Új-Guinea

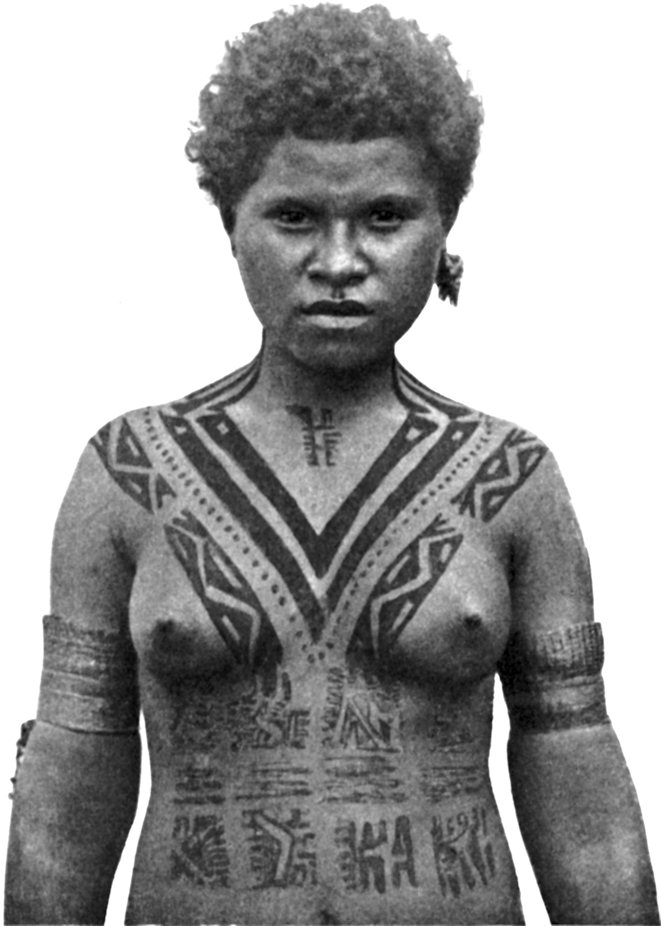
Tetovált motu törzsbeli nő Pápua Új-Guineában (fénykép, 1912)

Új-Guinea hatalmas szigete közigazgatásilag napjainkban két részre oszlik. Nyugati része Indonéziához tartozik. Az 1990-es években körülbelül a terület 1.200.000 fő lakosságából 800.000 fő volt pápua őslakos, és 250-féle nyelven beszéltek. A sziget keleti fele Pápua Új-Guinea fő részét képezi. Itt a környező szigetekkel együtt ugyanebben az időben kb. 3.600.000 fő élt, amelyek kb. 10.000 törzsre oszlottak 700-féle különböző nyelvvel.
| Irodalom: |

Az Új-Guinea sziget fő nyelvei

| - Merlin Moore Taylor: A kannibálok földjén – Barangolás Pápua szívében, Lampel R. (Wodianer F. és Fiai) Könyvkiadóvállalata, Budapest, é. n. [1920-as évek]; - Arne Falk-Ronne: Barátaim, a kannibálok Kőkorszak a XX. században, Gondolat Könyvkiadó, Budapest, 1983, ISBN 963-281-283-2; - Jens Bjerre: Az utolsó kannibálok, Gondolat Kiadó, Budapest, 1962 |

#### Salamon-szigetek
Az őslakos melanéziaiak számát az 1890-es években 180.000 főre becsülték. 2000 körül 66-féle maláj-polinéz és pápua nyelvű törzs létezett a területen.
| Irodalom:                                                                                              |
| - Hugó Adolf Bernatzik: Óceánia népei között (ford. Szentiványi Gyula), Gondolat Kiadó, Budapest, 1962 |

#### Vanuatu(Új-Hebridák)

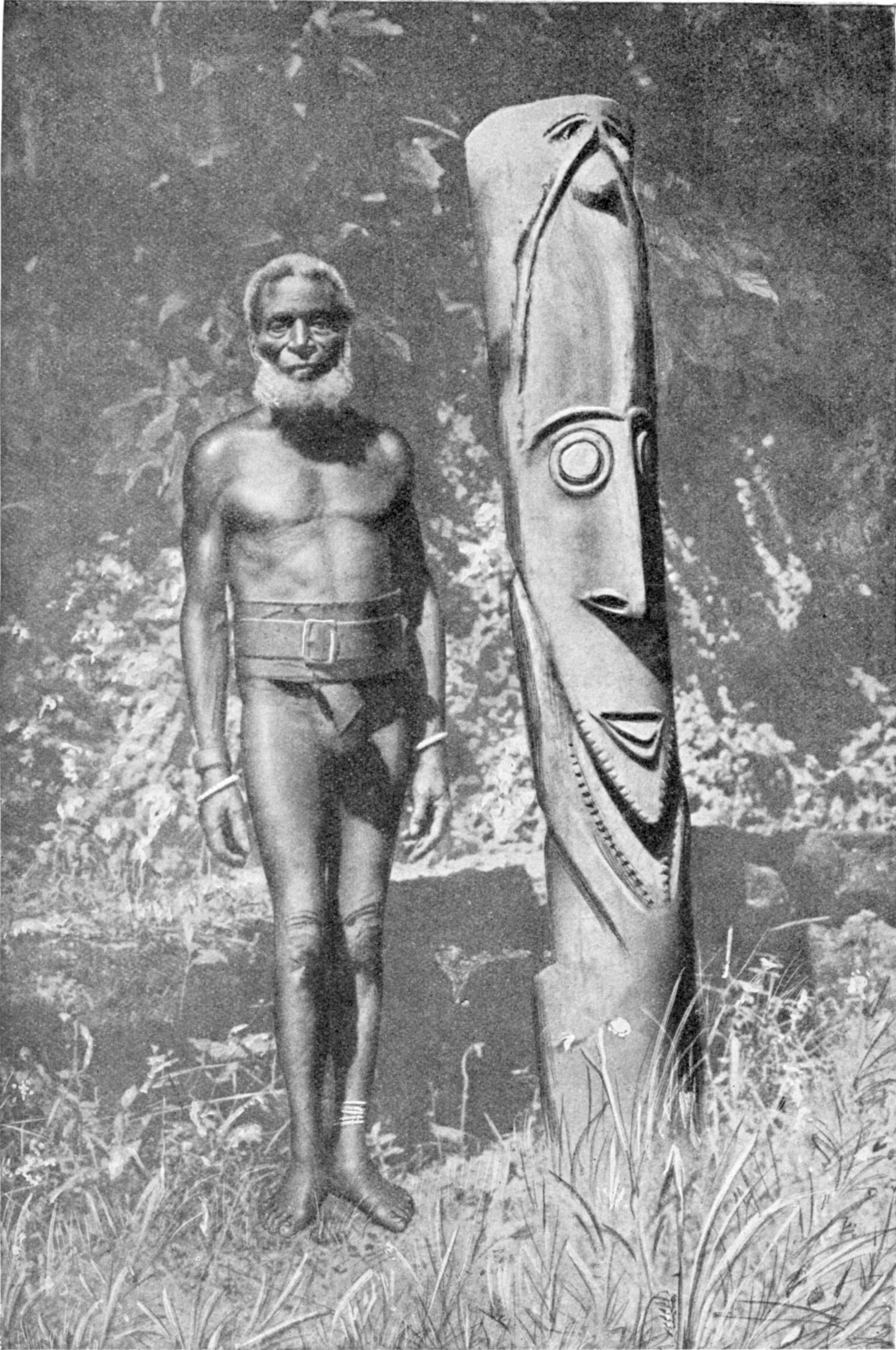
Idős vanuatui férfi az általa faragott istenszoborral (fénykép, 1920-as évek)

Vanutau 70-nél több szigetből álló világának lakosait kannibál hajlamú természeti törzsek alkották, akik még a 20. század első felében is meglehetősen archaikus viszonyok között éltek és ellenségesen fogadták az európai felfedezők, kereskedők, misszionáriusok látogatását. 2000 körüli felmérések szerint nem kevesebb, mint 107-féle nyelvű törzs létezik közöttük.
| Irodalom: |
| - Martin Johnson: A kannibálok szigetén, Dante Kiadás, Budapest, 1931; - Claude Renaudy: Magánosan a kanakok között – Jean Godefroy, a kannibálok apostola, Korda R. T., Budapest, 1944; - John Paton: Misszionárius a csendes-óceáni kannibálok között – Önéletrajz, Evangéliumi Kiadó, Budapest, 2005, ISBN 963-7369-26-0 |

#### Új-Kaledónia
A kanakok voltak a sziget őslakosai. Az őslakosok száma 1896-ban 27.345 fő volt, az 1990-es években 63.000 fő volt (a teljes lakosság 43%-a). A szigeten az európaiak mellett ázsiai és óceániai betelepülők is élnek.

#### Fidzsi-szigetek
Az őslakos fidzsiek száma 1891-ben 105.800 fő volt.

### Mikronézia[111]

#### Mariana-szigetek
A Mariana-szigetek (beértve Guamot) őslakosságát chamorróknak hívják.

#### Karolina-szigetek
- karolinaiak

#### Nauru- vagy Kellemes-sziget
Nauru őslakosai, a nauruiak kis nemzetiség. Az 1990-es években alig 4100-an voltak. A Nauruhoz tartozó Banaba sziget őslakosait banabáknak nevezik. Számuk az 1990-es években 3500 fő volt.

#### Marshall-szigetek
A Marshall-szigeteki mikronézek közül az ősi nyelvet 2000 körül 43.000 fő beszélte.

#### Gilbert-szigetek
A Gilbert-szigeteki mikronézek közül a nyelvet (ikiribati) 2000 körül 60.000 fő beszélte. A Fidzsi-szigeteken még élt 6000 ikiribati nyelven beszélő lakos.

### Polinézia

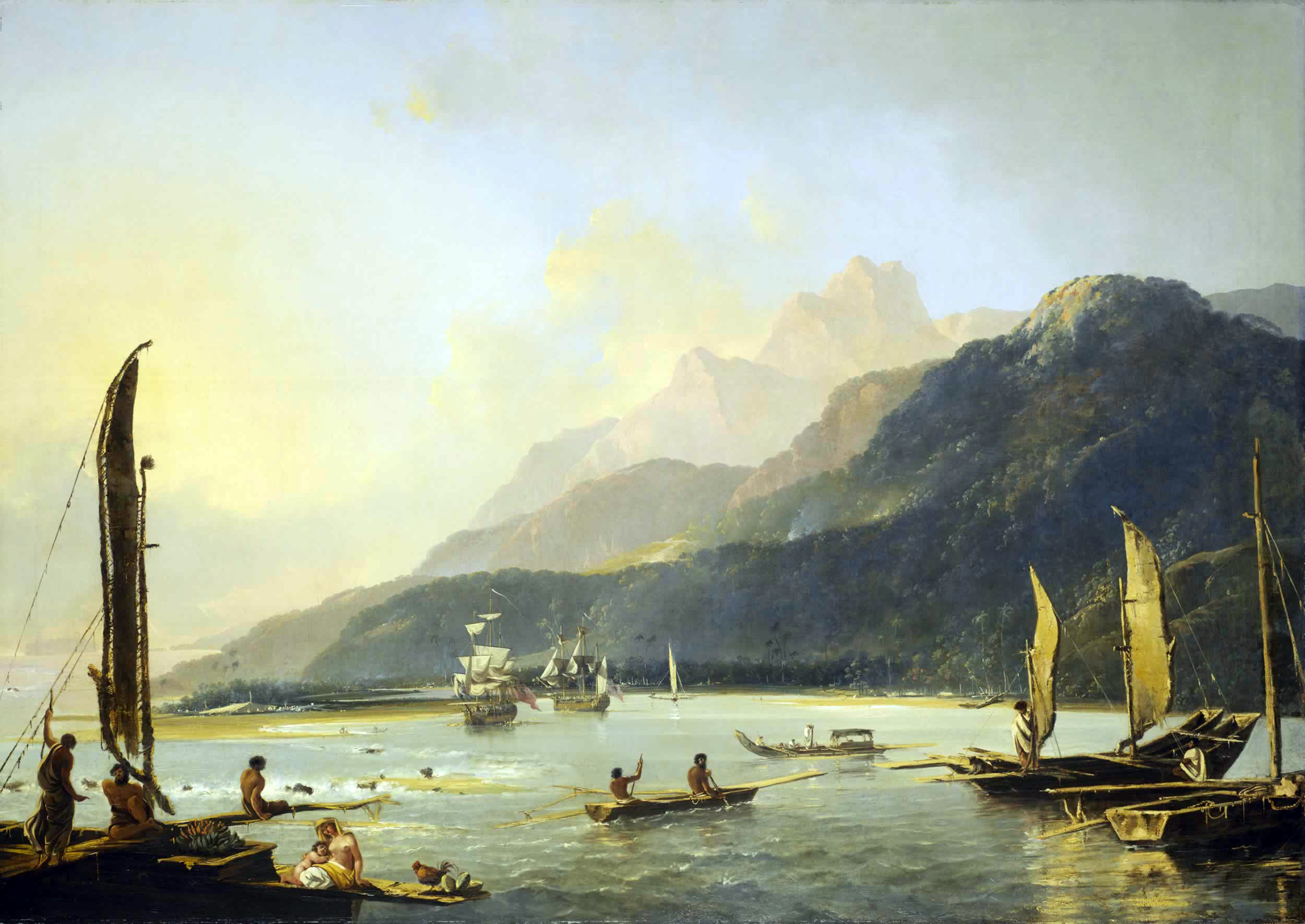
Európaiak megérkezése a Matavai-öbölbe Tahitin (William Hodges, 1776)

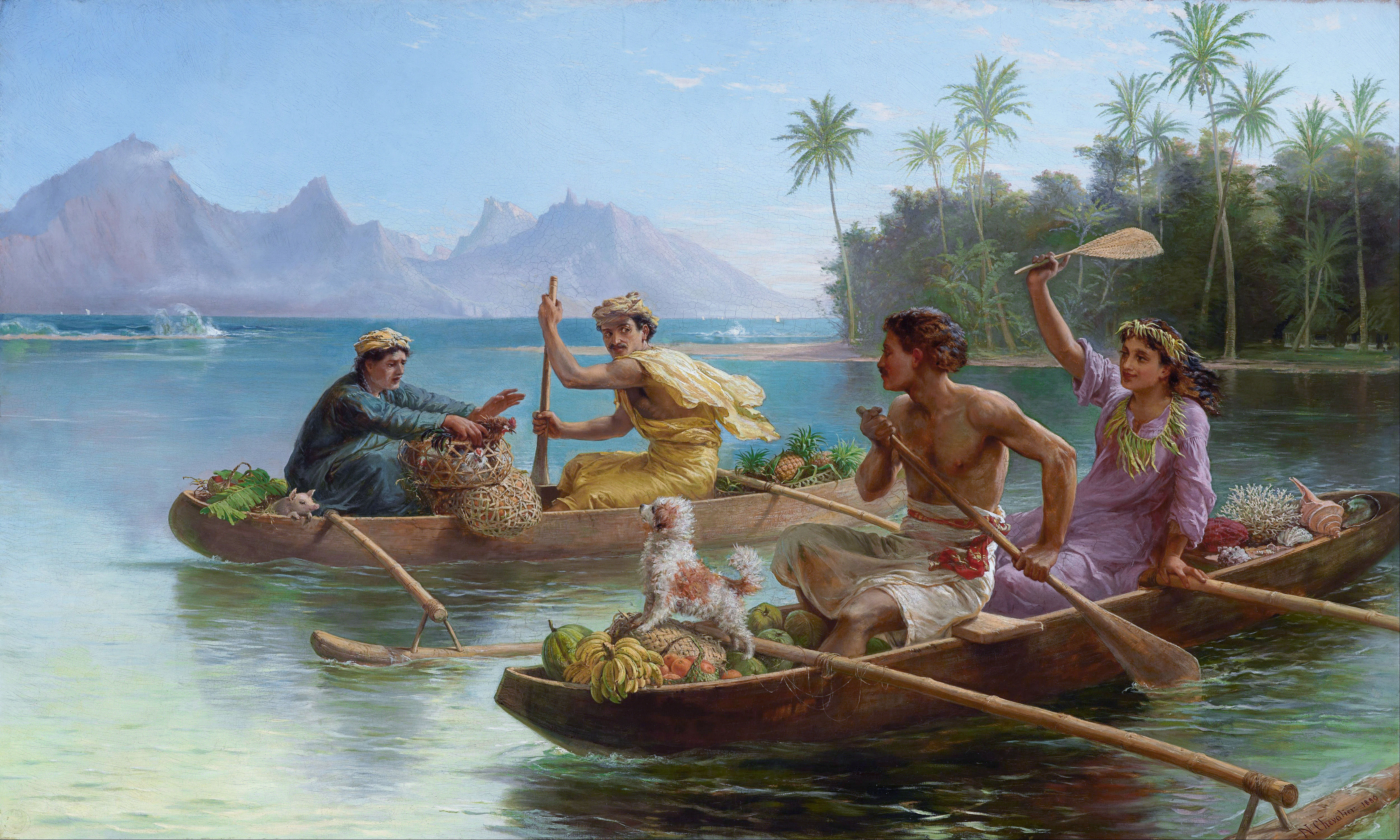
Piacra evező lakosok, Tahiti (Nicholas Chevalier, 1880)

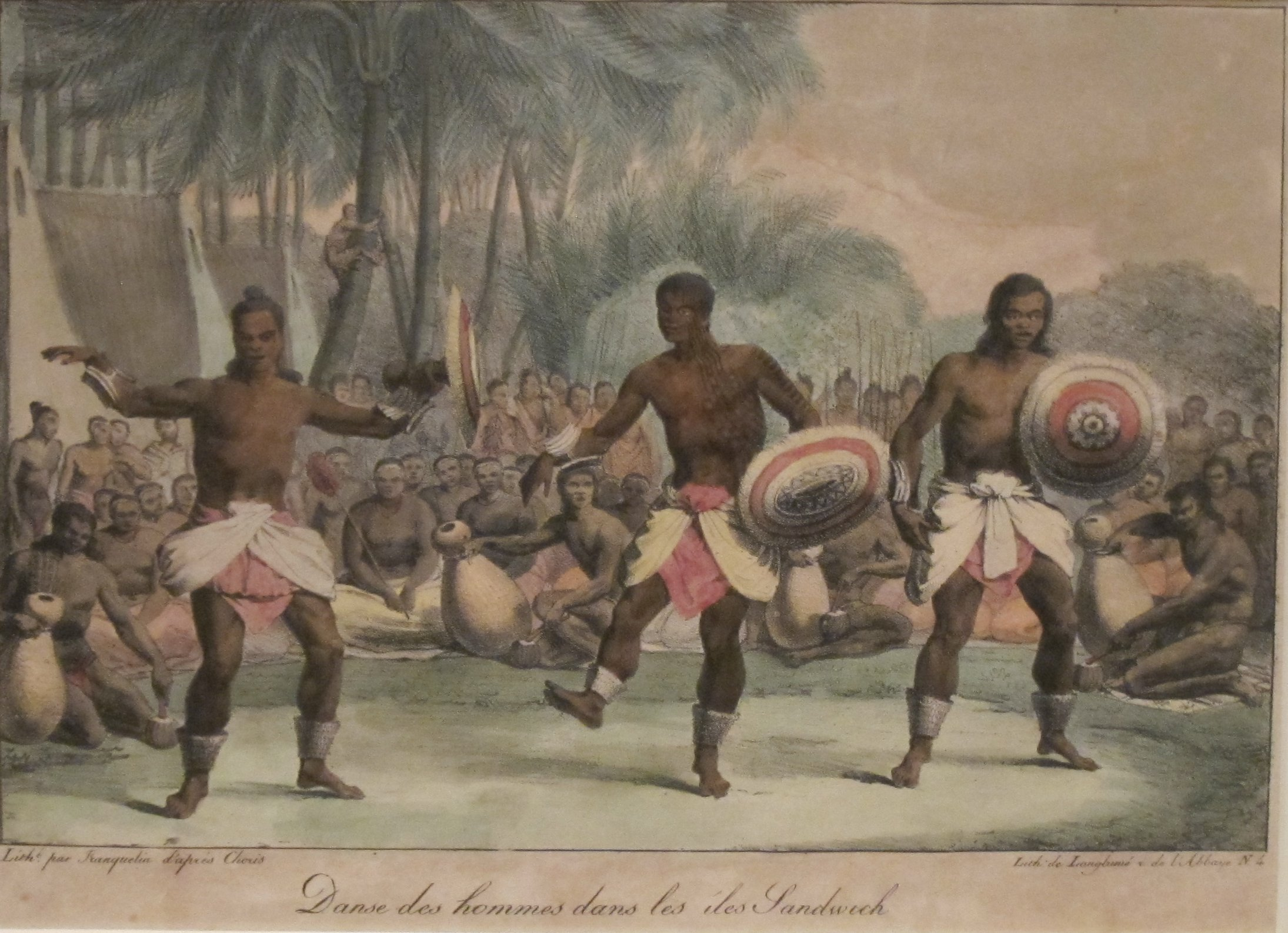
Hawaii férfiak tánca (Jean-Augustin Franquelin, 1816)

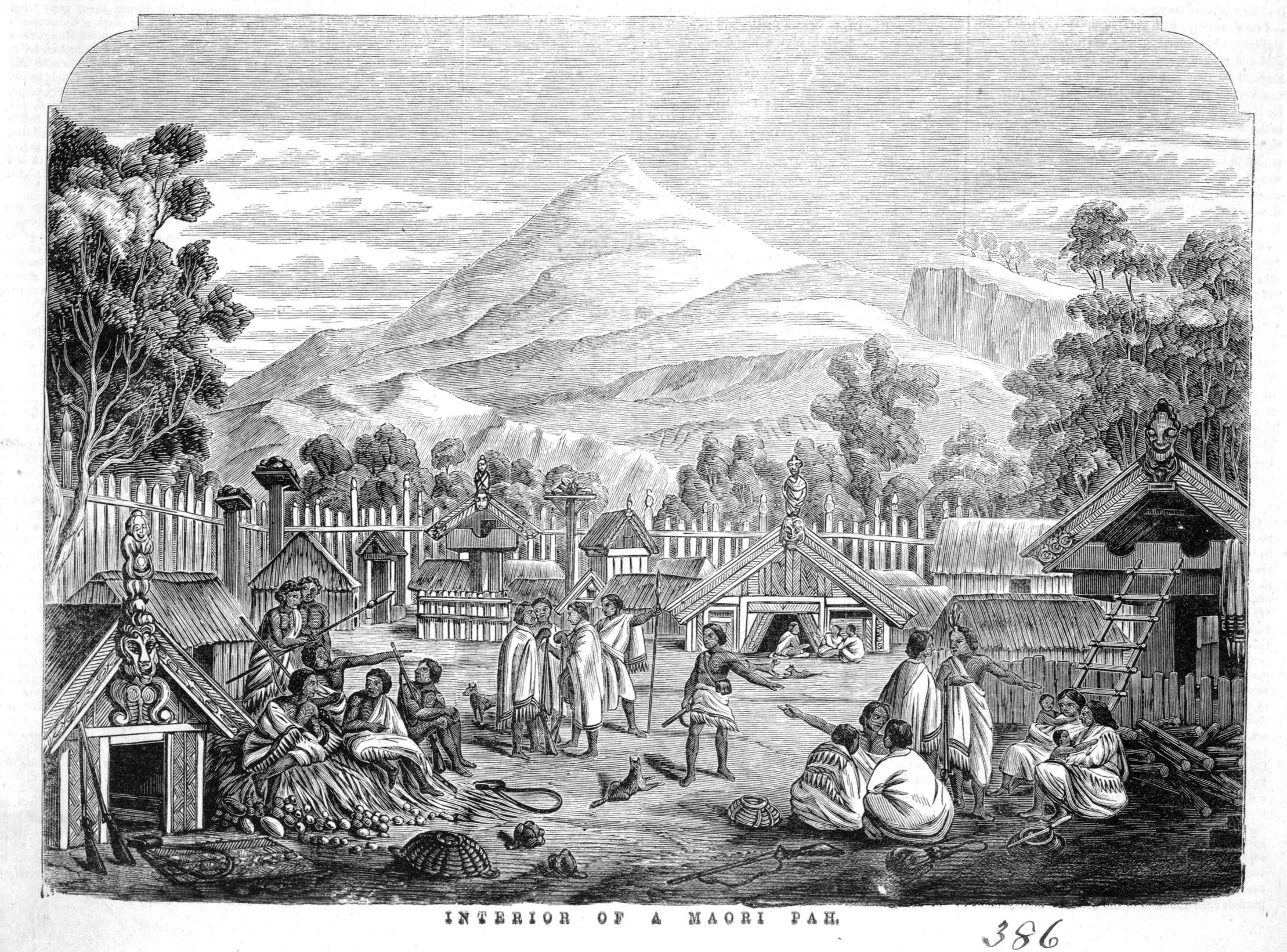
Maori falu (ismeretlen szerző metszete, 1866)

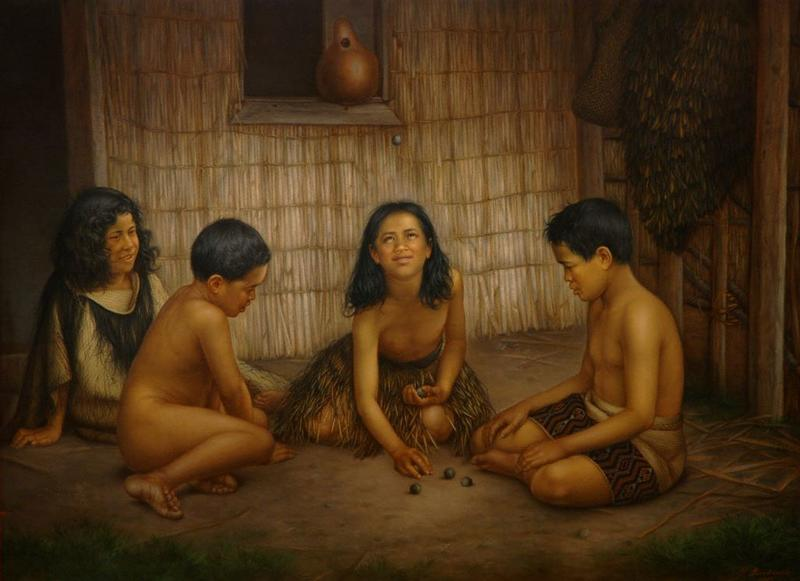
Játszadozó maori gyermekek (Gottfried Lindauer, 1907)

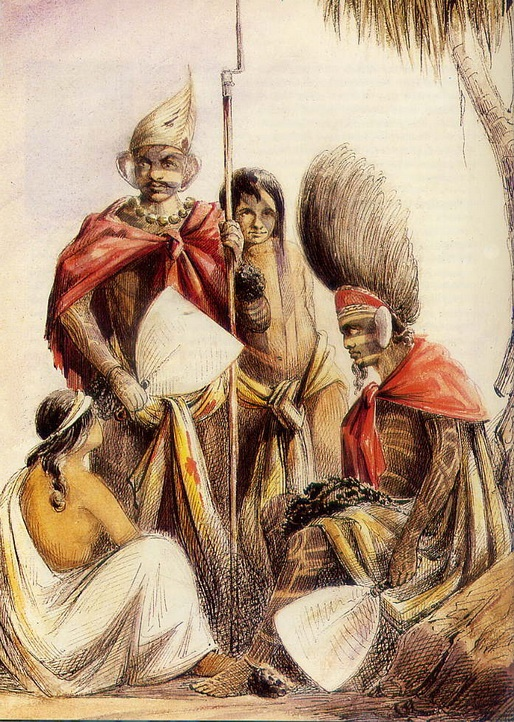
Marquesas-szigeteki harcosok (Max Radiguet, 1842)

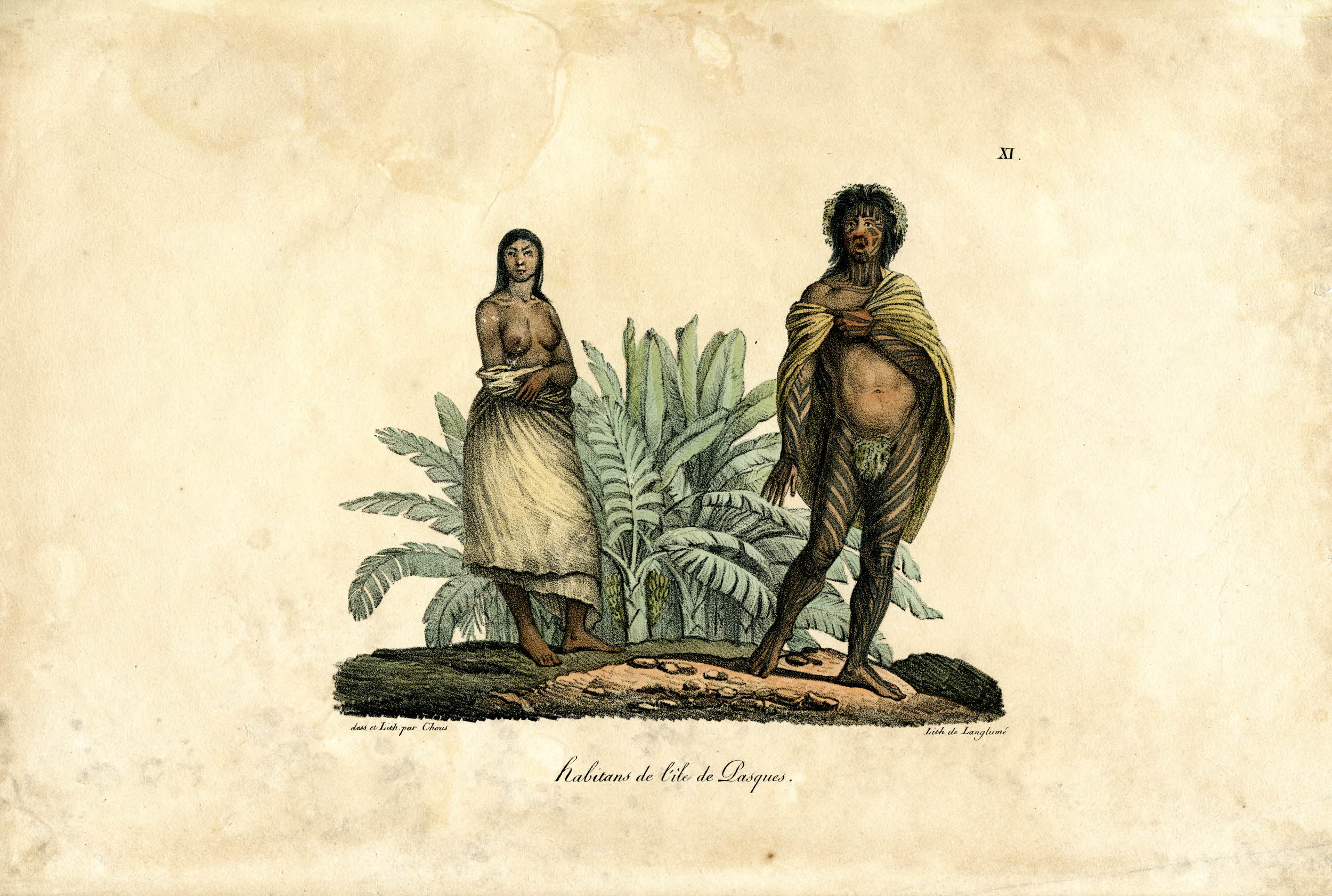
A Húsvét-sziget lakói (Ludwig Choris, 1816)

#### Cook-szigetek
- Cook-szigeteki maorik

#### Niue
- niueiak

#### Tonga
A tongaiak számát 1893-ban kb. 17.000 főre becsülték. A nyelvet a 2000-es években 105.000 fő (a lakosság 95%-a) beszélte. Tongaiak éltek Hawaiin (15.000 fő) és Új-Zélandon is (4000 fő).

#### Tuvalu
2000 körül a sziget 10.000 lakosából (tuvaluiak) 9300-an beszélték a tuvalu nyelvet.

#### Hawaii(Sandwich-szigetek)
Az őslakos hawaiiak száma 1890-ben 34.436 fő, 2000 körül 10.000 fő volt, a félvéreké 120.000 fő (a teljes lakosság 1.000.000 főre tehető). A hawaii nyelvet legfeljebb 2000 fő beszélte.
| Irodalom: |
| - Arthur Berger: Az örök tavasz szigetein: Hawaii, fordította Halász Gyula, Budapest, 1929; - Miloslav Stingl: A varázslatos Hawaii, Gondolat Könyvkiadó, Budapest, 1987, ISBN 963-281-841-5 |

#### Szamoa,Amerikai Szamoa
Az őslakos szamoaiak számát az 1890-es években kb. 33.000 főre becsülték.
| Irodalom:                                                                               |
| - Ewa Wolak: Varázslatos Szamoa, Gondolat Könyvkiadó Budapest, 1975, ISBN 963-280-294-2 |

#### Francia Polinézia
Francia Polinézia őslakosai különböző polinéz népek, együttes számuk az 1990—es években 115.000 fő volt (a lakosság 72%-a).
- Társaság-szigetek: tahitiak[121]
- Tuamotu-szigetek: tuamotuk
- Marquises-szigeteki polinézek[122]
- Ausztrál-szigeteki polinézek
- Gambier-szigeteki polinézek

#### Chatham-szigetek
Amikor 1791-ben az európaiak felfedezték a szigeteket, kis számú, magukat morioriknak mondó népcsoportot találtak rajtuk. 1853-ban Új-Zélandból maorik érkeztek a területre, leigázták, és részben kiirtották az őslakosságot. A moriorikat sokáig nem ismerték el önálló etnikumnak, és jogaik törvénybe foglalásához az 1990-es évekig kellett várniuk. 2006-ban 945 fő vallotta magát moriorinak.

#### Tokelau
- tokelauiak

#### Húsvét-sziget
A Húsvét-szigeti polinézeket rapanuiaknak hívják (a sziget törzsi nevéről), a felfedezések előtt több ezer f élhetett a szigeten. A külvilággal csak a 19. század folyamán kerültek komolyabb kapcsolatba, amikor 1862-ben perui rabszolgakereskedők 1500 őslakost Dél-Amerikába vittek. A különböző fertőző betegeek miatt már 1877-re számuk 110 főre esett le. Később védelmi intézkedéseknek köszönhetően növekedésnek indult a számuk, és az 1990-es évekre elérte az 1500 fő (a sziget lakosságának 80%-a).
| Irodalom: |
| - Alfréd Métraux: A Húsvét-sziget. Kőkori kultúra a Csendes-óceánon, Gondolat Kiadó, Budapest, 1962; - John Flenley - Paul Bahn: A Húsvét-sziget rejtélye, General Press Kiadó, Budapest, 2000 k. |

#### Új-Zéland
Új Zéland őslakosságát maoriknak nevezik. Feltehetően meglehetősen későn, csak az 1300-as években érkezetek a szigetre, még pedig kelet (Polinézia) felől. Több törzset hoztak létre, és az 1800-as évekig ők uralták a területet. 1891-ben számuk 41.993 fő volt, az 1990-es/2000-es években 300.000-400.000 fő volt (a teljes lakosság 12-13%-a), a maori nyelvet csak 70.000-en beszélték.
| Irodalom: |
| - Andreas Reischek: A Maórik földjén. Tizenkét év Új-Zealand szigetein, Franklin-Társulat, Budapest, 1930; - Julia North: Hosszú fehér felhő, Táncsics Könyvkiadó, Budapest, 1966; - Sir George Grey: Maorik (ford. Szántai Zsolt), Trajan Kft., Budapest, 2007, ISBN 978-963-983-100-1 |

## Lista korábban is valószínűleg lakatlan területekről

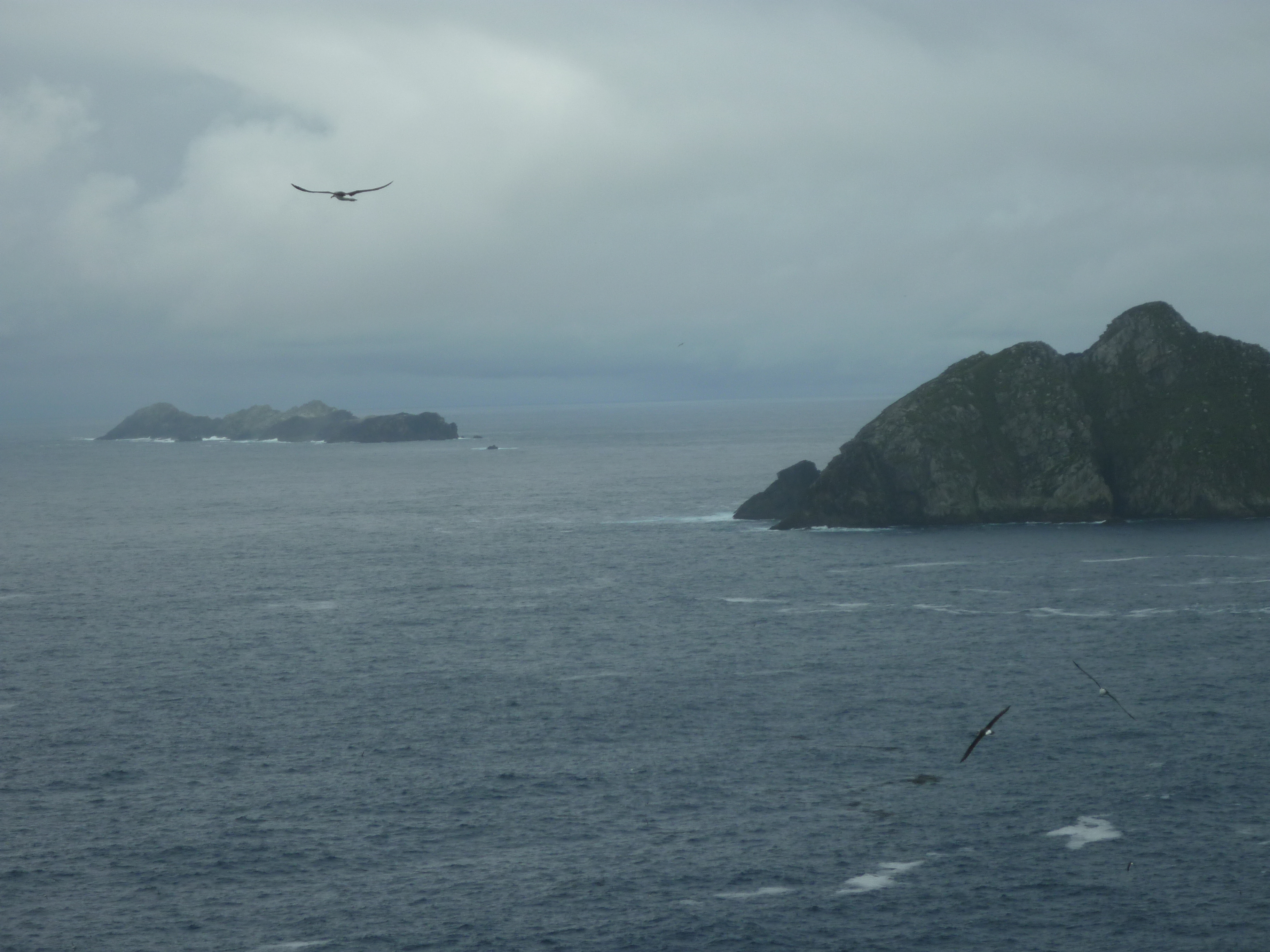
A komor Csapda-szigetek (angolul Snares Islands) Új-Zélandttól délre terül el. Bár az európaiak a felfedezésekor (1791) nem találtak embereket rajta, az új-zélandi maorik ismerték, és többször meglátogatták.

Az európai utazók a távoli területek felfedezése idején (XVI–XX. sz.) több helyen magaskultúrával rendelkező népeket találtak. Máshol természeti népekkel kerültek kapcsolatba (ld. fenti listák). Ennek ellenére volt a Földön több olyan terület (jellemzően sziget/szigetcsoport) van, ahol az felfedezők nem találtak őslakos népeket. Az ilyen helyek egy része lehet, hogy korábban lakott volt/ismert volt, de erre csak a régészeti leletek, szájhagyományok utalnak. A természeti népek feltehetően időnként keresték fel e helyeket az európaiak megérkezése előtt – de az is elképzelhető, hogy a letelepedett csoportok az idők során egyszerűen kihaltak. Az egyes helyek neve után zárójelben az európai felfedezésük időpontja látható.)
- Atlanti-óceán területén
  - Azori-szigetek (1427) – valószínűleg voltak kárthágói felfedezőik
  - Medve-sziget (1596)
  - Spitzbergák (Svalbard) (1596) – valószínűleg már a vikingek is ismerték
  - Zöld-foki-szigetek (1460)
  - Bouvet-sziget (1739)
  - Tristan da Cunha-szigetek (1506)
  - Szent Ilona-sziget (1502)
  - Ascension (Mennybemenetel)-sziget (1501)
  - Falkland-szigetek (1690) – a patagóniai indiánok valószínűleg korábban már jártak a szigeteken
  - Déli-Georgia (1675)
  - Déli-Sandwich-szigetek (1775)
- Indiai-óceán területén
  - Karácsony-sziget (1643)
  - Kókusz (Keeling)-szigetek (1609)
  - Amszterdam-sziget (1522)
  - Szent Pál-sziget (1559)
  - Heard-sziget és McDonald-szigetek (1833)
  - Kerguelen-szigetek (1772)
  - Crozet-szigetek (1772)
- Csendes-óceán területén
  - Lord Howe-szigetcsoport (1788)
  - Norfolk-sziget (1774) – voltak korábban polinéziai őslakói
  - Sor-szigetek (1777) – voltak korábban polinéziai őslakói
  - Csapda-szigetek (1791) – ismerték a maorik
  - Auckland-szigetek (1806) – ismerték a maorik
  - Campbell-sziget (1810)
  - Kermadec-szigetek (1788) – régészeti leletek utalnak korábbi lakókra
  - Bounty-szigetek (1788)
  - Ellenlábas (Antipodes)-szigetek (1800)
  - Macquarie-sziget (1810)
  - Galápagos-szigetek (1535)
  - Desventuradas-szigetek (1574)
  - Juan Fernández-szigetek (1574)
  - Sala-y-Gómez-sziget (1793) – A Húsvét-sziget őslakóinak hagyományai szerint őseik korábban rendszeresen felkeresték ezt a szigetet madártojásokat és csibéket gyűjteni élelmiszer-forrásként.[126]
  - Pitcairn-szigetek (1767)
  - Kókusz-sziget (1526)
- Jeges-tenger területén
  - Vrangel-sziget (1764) – valószínűleg lakott volt az ókorban
  - Medve-szigetek (1710)
  - Novaja Zemlja (1553)
  - Ferenc József-föld (1873)
  - Szevernaja Zemlja (1913)
  - Új-szibériai-szigetek (1712 előtt)
- Egyéb területeken
  - Antarktisz (1820)

## Szépirodalmi feldolgozások

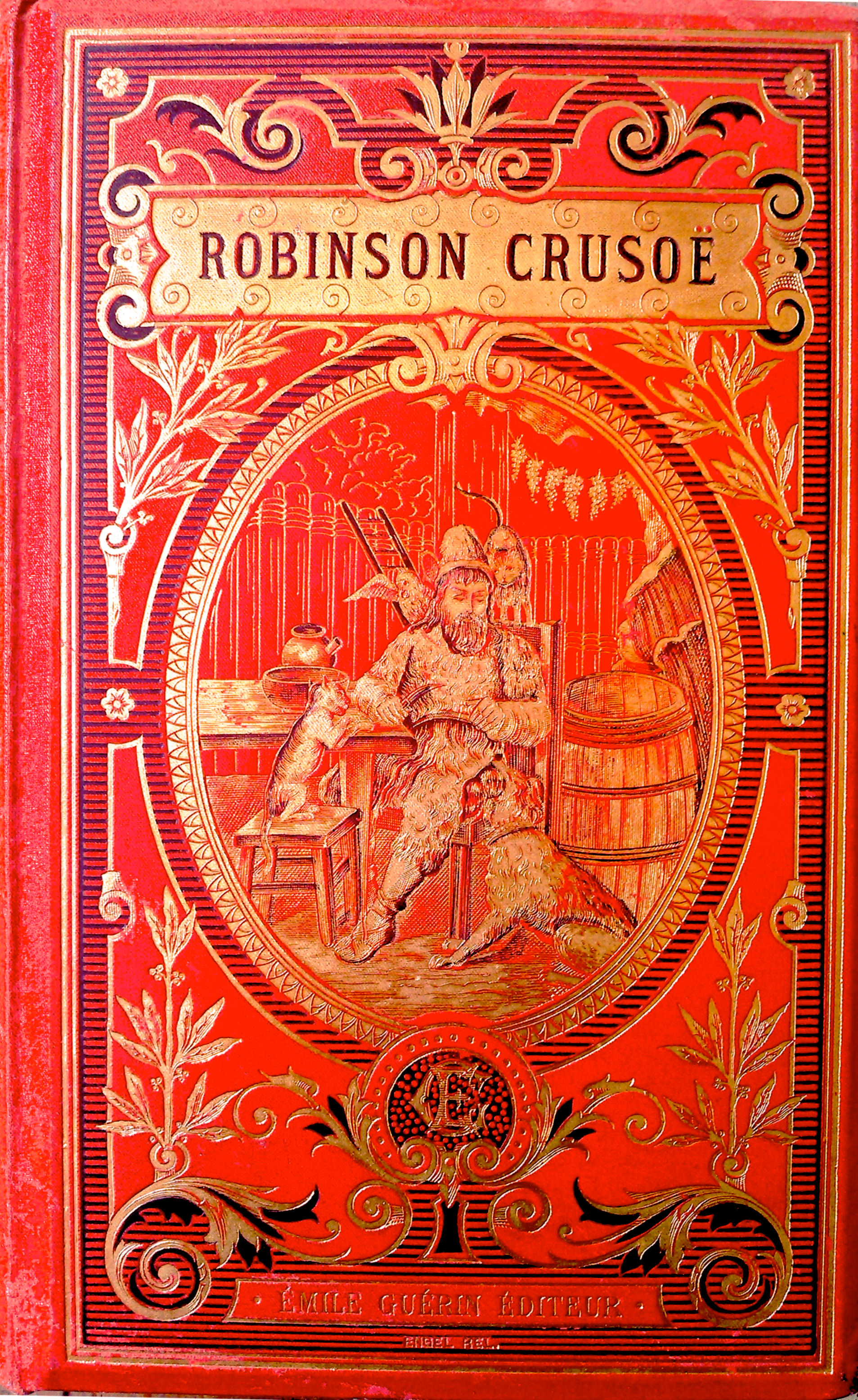
Daniel Defoe: Robinson Crusoe (19. századi kiadás)

A természeti népek élete nem csak a szaktudományok művelőit érdekelte. Számos regényíró és költő is innen merítette inspirációit, és gyakran nagy sikert elért szépirodalmi (azaz kitalált) művekben dolgozta fel ezeket, vagy legalább felhasználta a cselekmény egy-egy részletének erejéig. Néhány ezek közül:
- Daniel Defoe: Robinson Crusoe
- Voltaire: Candide
- James Fenimore Cooper: Az utolsó mohikán
- Thomas Mayne Reid: A skalpvadászok
- Jules Verne: Grant kapitány gyermekei, Nyolcszáz mérföld az Amazonason
- Karl May: Winnetou
- Emilio Salgari: A kék hegyek kincse
- Jack London: Farkasvér
- Arvi Järventaus: Kereszt és varázsdob
- Charles Nordhoff és James Norman Hall: Lázadók
- H. G. Wells: Mr. Blettsworthy a kannibálok szigetén
- Vlagyimir Afanaszjevics Obrucsev: Szannyikov földje
- Robert Merle: A sziget
- Arthur Conan Doyle: A négyek jele

## Filmes feldolgozások
A írókhoz hasonlóan több filmrendező is úgy döntött, hogy a természeti népek élet dolgozza fel egyes alkotásaiban. Ezek között dokumentumfilmek is keletkeztek (kialakult az antropológiai film és az etnofilm műfaja), de kitalált történeteknél is előszeretettel használták a témakört. Gyakran magukat a regényeket filmesítették meg, de az is előfordult, hogy új történet került ki a stúdiókból. Néhány természeti népekkel foglalkozó film:
- Nanuk, az eszkimó (Nanook of the North, 1922)
- Moana (Moana, 1926)
- Sivatagi show (Animals Are Beautiful People, 1974)
- Tíz kenu (Ten Canoes, 2006)
- Ahol a zöld hangyák álmodnak (Wo die grünen Ameisen träumen, 1984)
- A dárda vége (End of the Spear, 2005)
- A Bounty (The Bounty, 1984)
- Ausztrália csodái
- Kinn az orosz vadonban (Wild Russia, 2009)
- Folyami szörnyek-sorozat – amazonasi törzsek (River Monsters, 2009)

Angol nyelvű nagyobb lista:
en:List of visual anthropology films